# スバル・レガシィ
レガシィ（LEGACY）は、SUBARU（旧・富士重工業）が生産・販売している中型乗用車である。現在はセダンタイプのみが北米で販売されている。

## 概要
スバル・1000から始まる水平対向エンジン、レオーネで実現された4WDセダンという、自社の特色として持っていたエンジン・駆動系を採用することで、販売増へとつながり、国内販売を回復させ、1980年代の倒産危機から当時の富士重工を救った車両である。アルシオーネSVXの販売終了以降はスバルの旗艦車種となった。
ツーリングワゴンをはじめ、アッパーミドルサルーン（当初はスポーツセダンとして展開）のB4、ステーションワゴン型SUVのアウトバックなど、いずれのバリエーションも日本国内外で高い人気を誇った。
日本国内では2014年以降、ツーリングワゴンが独立車種の「レヴォーグ」となったことで廃止され、B4も2020年6月22日をもって日本国内での販売を終了した。それ以降はアウトバックが唯一残るのみとなっていたが、2025年3月をもって受注を終了し、日本国内におけるレガシィの商標は36年2か月の歴史に幕を閉じた。

## 初代 BC/BF系（1989年-1993年）
当時の富士重工業は、好調なアメリカ向けの輸出への過度の依存による組織の硬直化が進み、1980年代末には専門誌や新聞等で公然と他社による買収や吸収合併、倒産の危機が報道されるほどの厳しい局面を迎えていた。
倒産危機からの打開を図るべく、開発主管制度の導入、開発部門の連携強化等、大規模な組織改革が断行され、開発コード「44B」として開発が進められたのが、初代モデル（型式BC/BF/BJ〔=日本国外向けロールーフワゴン〕）である。 開発プロジェクトの総括責任者は、中村孝雄（商品企画室 担当部長）。1966年（昭和41年）5月14日発売のスバル・1000以来、改良を繰り返しながら長年使われてきたプラットフォームから決別し、すべてを完全新設計で作り上げた。
新開発のボディは、くさび形をモチーフに、ブリスターフェンダーが与えられ、各ピラーを黒色処理とすることで、ガラスが連続する航空機のキャノピーを連想させるものとなった。「アルシオーネ」で用いられたデザインテーマを継承した。デザインワークにはジョルジェット・ジウジアーロが関与したとも言われているが、純然たる社内デザインによる作である。チーフデザイナーを務めた杉本清は、スケッチの段階までジウジアーロとコンタクトがあったものの、最終的に社内でデザインが進められたと語っている。特に4ドアセダンではデザイン上の特徴として、リヤサイドウィンドウとクォーターウィンドウの下端、ツーリングワゴンではクォーターウィンドウとリアウィンドウの下端をそれぞれ段付処理している。なお、オーストラリア向けであるリバティはセダンのリヤのバンパー造形、ならびにプレート位置が異なる。1991年（平成3年）のマイナーチェンジでセダンの「段付」の修正が検討されたが、大幅なプレス部品およびガラス部品の変更が必要なため断念したと言われている。
レオーネと比較して全長で約140mm、全幅で約30mm、ホイールベースで約110mm大型化した（4ドアセダン比）。レオーネに引き続き用意されたツーリングワゴンには、ひとつの伝統として2段ルーフが採用され、最上級の「VZ」にはルーフレールが標準装備された（順次、装着車種拡大）。ただし輸出向けツーリングワゴンには、単に「ワゴン（WAGON）」と呼ばれ、2段ルーフを採用していないモデルもある。
エンジンは新開発の水冷水平対向4気筒エンジン「EJ」型を搭載。EJ20のシリンダーブロック、シリンダーヘッドはレオーネの「EA」型と同じく総アルミ合金製で、ペントルーフ型燃焼室、センタープラグ配置、クロスフロー方式である。また、全車に4バルブヘッドおよび電子制御インジェクションを採用している。クランクシャフトは5ベアリング支持で、バルブ開閉機構にはHLA（ハイドロリックラッシュアジャスター）を設ける。さらにクランク角センサー、カム角センサー、ノックセンサーからの信号をECUで学習管理、点火時期を決定する電子制御点火方式を採っている。「RS」グレードに搭載された「EJ20」ターボは220 psを叩き出し、これは発表当時のクラス最強であった。
トランスミッションは、FF・4WD共、5速MTと4速ATが用意された。
4WD-5速MT車にはセレクティブ4WDとフルタイム4WDがあり、1.8L「Mi」のみセレクティブ4WDとなり、同排気量の「Ti」を含む他の4WD-5速MT車はフルタイム4WDとなる。「RS」系と「GT」はリヤデフにビスカスカップリングLSDを備える。ATは、油圧多板クラッチ「MP-T」をトランスファーに用いて、前後輪の回転差、車速、スロットル開度等から前後輪へのトルク配分を、前輪:後輪=6:4を基本として、自動かつ無段階に変化させる「アクティブ・トルク・スプリット4WD（ACT-4）」を採用している。
サスペンションはフロントがL型ロアアームを用いたコイル/ストラット、リヤがラテラルリンク2本を配したコイル/ストラットを採用している。また、前後ロールセンターを結んだ「ロールアクシス」軸を最適化することによる「アンチダイブ・アンチスクォット・ジオメトリー」によって、加速・ブレーキング時の車体の姿勢変化を少なくしている。ツーリングワゴンVZには「EP-S」を装備した「VZエアサス」もあった。
テストドライバーのチーフは、車両研究実験部のドライバーである辰巳英治が担当した。テストコースだけではなく世界中のあらゆる道を辰巳が実際に走りこみ、開発チーム全員の意見をまとめた最大公約数ではなく、辰巳ただひとりの高度な見識・技術と感性でハンドリングの最終セッティングが行われた。これは、スバル車の開発として初の試みであり、後年のスバル車の開発思想が大きく変わるきっかけとなった。こうした転換の背景にあったのは、当時同社の主要株主だった日産自動車が実施していた901運動だった。
販売終了前月までの新車登録台数の累計は約26万8367台。

### 年表
- 1989年（平成元年）
  - 1月21日 - 米・アリゾナ州フェニックスで、デビュー前のレガシィセダンRSが、10万km耐久走行における走行平均速度223.345km/hという国際記録（当時）を樹立した。これは燃料補給やメンテナンスなどのロスタイムも含めた19日間で達成した速度記録である。
  - 1月23日、アッパーミドルクラスの乗用車としてレガシィ・シリーズを発表。翌2月1日から発売。
  - 9月 - 最上級グレードとして「EJ20G」のカムプロファイル、ターボチャージャー変更により、オートマチックトランスミッションとのマッチングや、実用域での扱いやすさを重視したセッティングの「GT」がセダン、ツーリングワゴン共に登場した。折からの「バブル景気」で「ハイパワー4WDワゴン」という独自のカテゴリーを創造。端正なスタイルと相まって現代に至るまで続く爆発的なヒットの原動力になった。後に他社から類似車種が多数発売されることになる。
- 1990年（平成2年）5月 - マイナーチェンジを実施し、Bタイプへ移行。モータースポーツ用ベース車両「RS type RA」のトランスミッションをクロスレシオに変更している。
- 1991年（平成3年）6月 - マイナーチェンジにより後期型となる。フロント周りが刷新された。新グレード「Brighton（ブライトン）」が追加され、エンジンにはAT専用セッティングの「EJ20D」と2.0L OHC「EJ20E」が登場。きめ細かい燃料噴射制御が可能になったことで、操縦性や燃費が向上した。
- 1992年（平成4年）
  - 6月 - マイナーチェンジ。それまで輸出専用だったEJ22型エンジンを搭載したレガシィ初の3ナンバーとなるツーリングワゴン「Brighton 220」と同「Brighton220 エアサス」、そして2WD仕様のツーリングワゴン「Brighton FF」を追加。「VZ」には新デザインの14インチメッシュタイプアルミホイールと「GT」と同じフロントバンパーを新たに採用。「GT」と「VZタイプR」は15インチアルミホイールのデザインをマイナーチェンジ前の「GT」と同じ6本スポークタイプに戻し、それまで採用していたディッシュタイプを「Brighton220」系に採用した。
  - 8月 - STIからコンプリートカー「レガシィ ツーリングワゴンSTi」を200台限定発売。専用ECUの採用により、ターボチャージャーの最大過給圧を標準の450mmHgから650mmHgへ高め、4ドアセダン「RS」と同じ最高出力・最大トルクを発生。専用ATコントロールユニットも採用。
  - 9月 - セダン「GT」をベースにエクセーヌシート、BBSホイール、専用サスペンションなどを装備した「GT type S2」を発売。
  - 11月 -「Brighton」をベースにアルミホイール、リモコンキーなどを追加した特別仕様「Brighton GOLD」を発売。

### トピック
- 発売から2年目の1990年、富士重工業の100%出資の子会社「スバル・ワールド・トレーディング」が、S.I.A（当時はスバル・イスズ・オートモーティブ）」製の「EJ22E」搭載の左ハンドル「レガシィLSi」を日本で販売していた。本皮シート内装、サンルーフ、クルーズ・コントロールなどの高級装備が特徴。
- いすゞ自動車へは4ドアセダンがいすゞ・アスカCX（厳密的には2代目アスカ）としてOEM供給されていた。
- セダンのターボモデルである 「RS」 には「RSタイプR」「RSタイプRA」という、モータースポーツ向けのモデルが用意された。
  - 1989年9月に発売された「RSタイプR」は、RSから内装の装備を簡略化し、足回りなどを強化したものである。
  - 1989年11月に発売された「RSタイプRA」 の 「RA」とは 、「（10万km速度）記録挑戦＝RECORD ATTEMPT 」に由来しており、 「RSタイプR」 に、スバルテクニカインターナショナル (STI) が手作業で加工した、動弁系部品、クランク、強化コンロッド、強化メタルなどを採用。駆動系部品にもバランス取りを施し、専用のクイックステアリングギヤボックスを装着した他、より足回りも強化され、1990年5月、レガシィ・シリーズのB型へのマイナーチェンジに際して、クロスミッションとアンダーガードを採用。BC/BF型のモデルライフを通じて販売されるカタログモデルに昇格した。
- ツーリングワゴンのデザインは、富士重工業の元社員で、現在はミュージシャンのパラダイス山元が担当した。

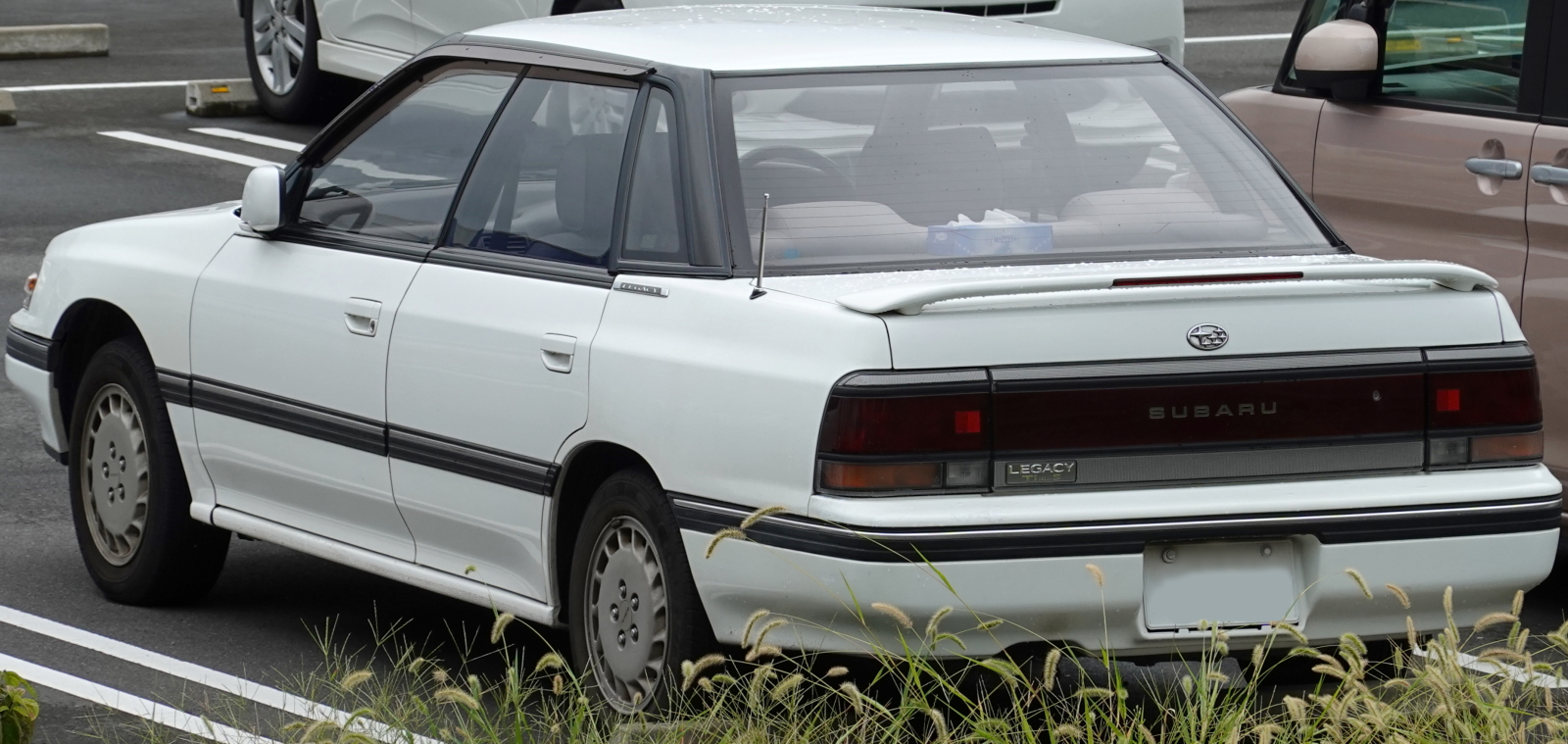
前期型 セダン TiタイプS
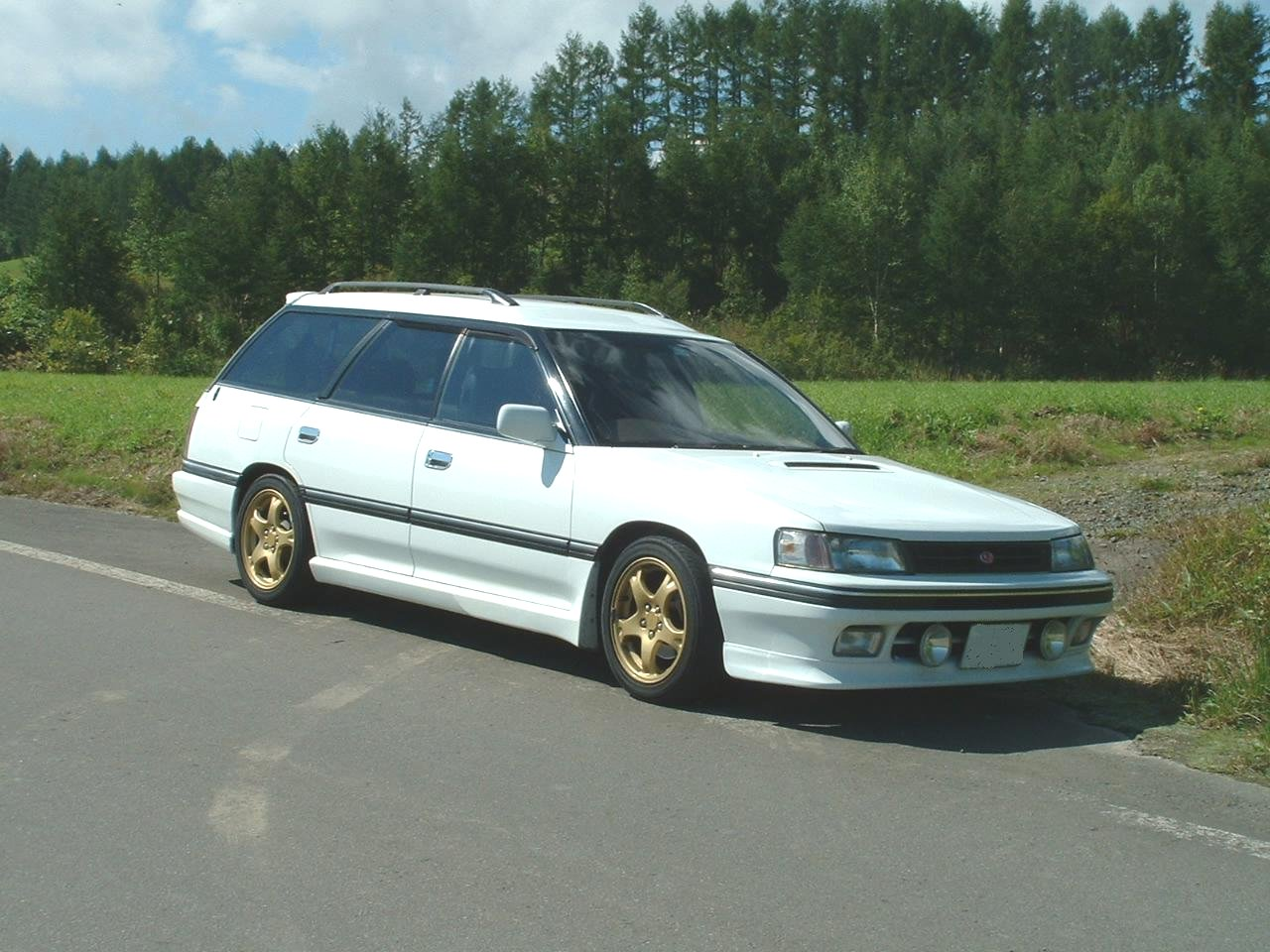
前期型 ツーリングワゴン GT
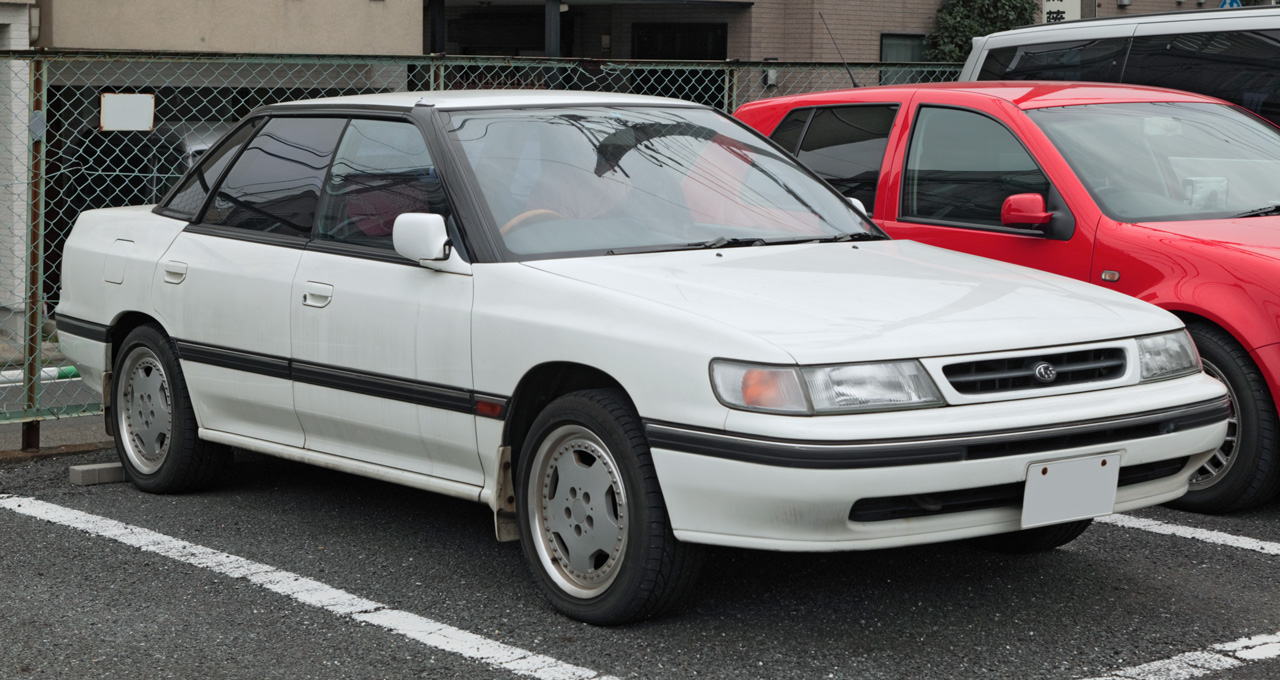
後期型 セダン Ti
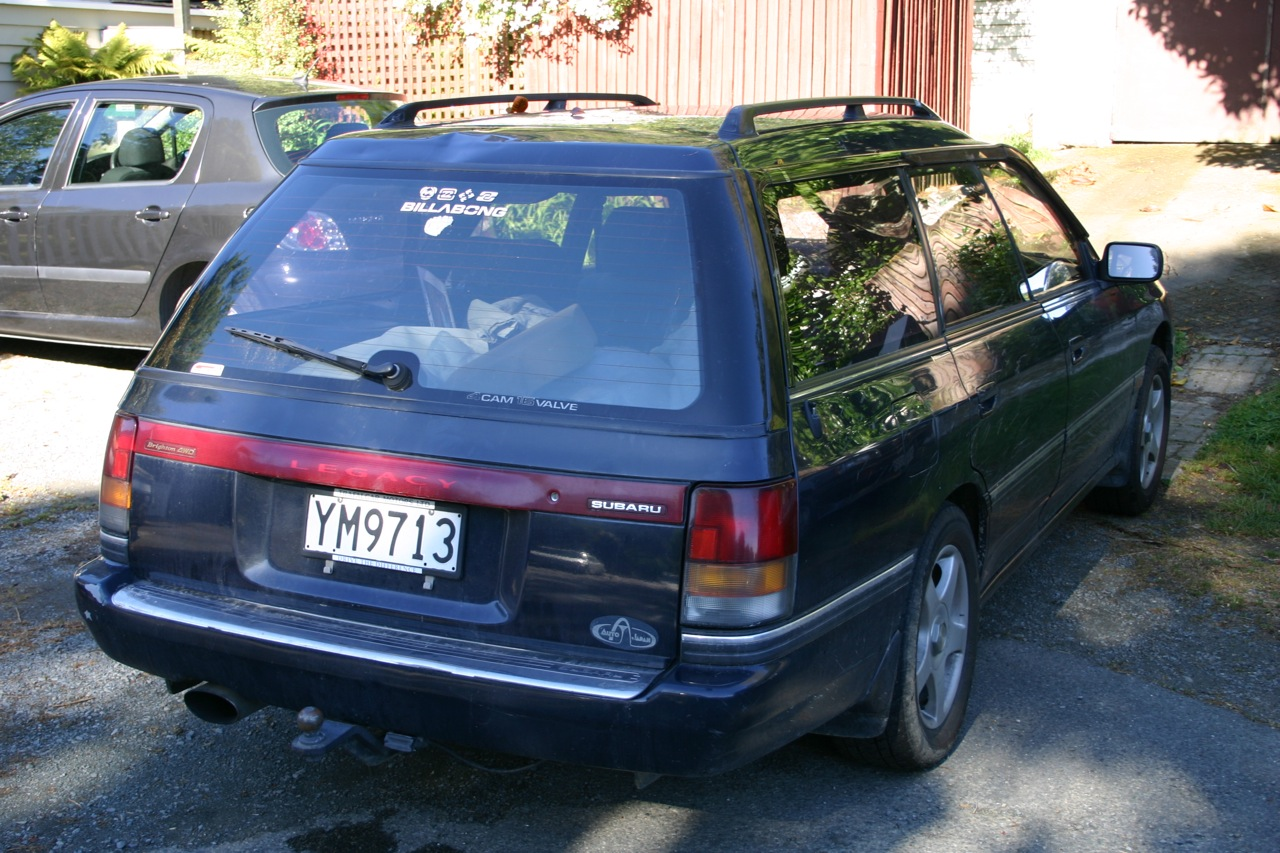
後期型 ツーリングワゴン ブライトン

## 2代目 BD/BG系（1993年-1998年）
開発主査は土屋孝夫。開発テーマは「継承・熟成」。バブル期に開発がスタートしているにもかかわらず、同時期の同格他社車両が一様に拡幅3ナンバー化、大排気量化の道をたどったのに対し、5ナンバー枠サイズと2L以下の排気量を守っている。結果的には「5ナンバーサイズでありながら上級クラスに負けない走りと室内空間を実現している」という評価を得て、そのことが2代目レガシィの最大の特徴となり商業的成功に繋がった。
内外装のデザインには元メルセデス・ベンツのチーフデザイナー、オリビエ・ブーレイが参加し、社内スタッフと共に作業を行った。4ドアセダンは6ライトのウィンドウグラフィックはそのままに、A、Cピラーの黒色処理をやめ、リヤホイールアーチ真上のCピラー根元を太くすることで、視覚的な力強さを表現した。一方でツーリングワゴンは、サイドからリアまで回り込むウィンドウデザインやステップアップしたルーフ形状など成功作となった先代と共通するイメージを採用した。また、フロントグリルにはスバル・ff-1から想起されたという台形デザインが新たに盛り込まれており、この台形グリルは次の3代目レガシィや同時期のインプレッサなどにも波及した。
ボディ・モノコックの基本構造は初代BC/BF型を引き継いでいるが、初代と比較してボディの曲げ剛性およびねじり剛性が向上している。全長は60mm延長されているが、2,580mmから2,630mmへ50mm延長されたホイールベースにそのほとんどが費やされている。Bピラー直後のフロアが延長され、主に後席の居住性の改善に主眼が置かれた。
車両重量は前期型で1,460kg（1993年ツーリングワゴンGT・4AT）なのに対して、後期型でも1,460kg（1996年ツーリングワゴンGT・4AT）と不変であり、ボディサイズの拡大や安全対策の追加に伴う重量増を、ボディの構造や各部材の見直しにより全モデルで30 - 40kg軽量化することにより対応した。
水平対向4気筒DOHCターボエンジン「EJ20G」は、シーケンシャル・ツインターボを採用した「2ステージ・ツインターボ」の「EJ20H」へと進化した。「2ステージ・ツインターボ」は、低回転域ではプライマリー・ターボ（PRI T/C）のみで過給し、高回転域で予め過給したセカンダリー・ターボ（SEC T/C）も連続して（=Sequential）合わせて働くもので、A/R比はBC型「RS」の20に対し、低回転域で12、高回転域で24に設定し、高出力化と全回転域での応答向上を狙った。インタークーラーは「EJ20G」の水冷式から、インプレッサと同じ空冷式に変更され、初代の水冷式から4.5kgの軽量化を果たしている。「EJ20H」は、BC/BF型「EJ20G」から一気に出力で30ps、トルクで4.0kg·mの大幅なスペック向上を果たしたが、最大トルク発生回転数が1,000rpm上がり、この過渡領域回転数付近でいわゆる「ターボ切換えの息付き」や「トルクの谷間」が指摘された。なお、マイナーチェンジで登場した「EJ20R」を搭載したGT-BおよびRSのMT車は、一般量産2.0L車としては世界で初めて最高出力280psに到達した車である。
2.0LターボAT車にアルシオーネSVXで採用されていた「VTD-4WD」を、それ以外のAT車に「アクティブ・トルク・スプリット4WD（ACT-4）」を搭載している。2.0LターボMT車にはリヤにビスカスカップリングLSDを装備している。また、日本のFF車としては初の「TCS（トラクションコントロールシステム）」も用意された。
サスペンションは、初代のフロント/リア：コイル/ストラットの形式を踏襲している。ジオメトリーの変更、摩擦の低減、ピストン行程の延長などの熟成が行われた。また、リニア・コントロール・バルブ付ショックアブソーバーを全車種に採用し、微小作動領域での減衰力の変化が滑らかになっている。ツーリングワゴン・ブライトン、ブライトン220には、車高調整およびセルフレベリング機能付きのエアサスペンション「EP-S」が用意された。
ツーリングワゴン250Tを基に車高を上げ、フォグライトを埋め込んだバンパーなどを備えてクロスオーバーSUV（オフロード踏破性とオンロードにおける快適性を兼ね備えた）的性格を与えた「アウトバック」を1995年からアメリカ向けに展開した。これは日本でも1995年8月、「グランドワゴン」として発売された。日本国内における売り上げ比率はそれほど高くなかったが、郊外に未舗装路が多い北米で大ヒット。その後、アウディ、ボルボなど多くの他メーカーから同様のコンセプトを持つ車両が相次いで発売され、ステーションワゴン型クロスオーバーの先駆けとなった。
販売終了前月までの新車登録台数の累計は49万5471台。

### 年表
- 1993年（平成5年）
  - 9月9日 - 米ユタ州のボンネビルスピードウェイで、デビュー前のツーリングワゴンGTが平均速度249.981 km/hの世界最速ワゴン記録を樹立。
  - 10月7日 - スバル・レガシィシリーズをフルモデルチェンジ、同日発売。
- 1994年（平成6年）
  - 6月 - モデルチェンジの際に消滅した1,800ccエンジンが復活。
  - 10月 -「250T」が登場。
- 1996年（平成8年）6月 - マイナーチェンジにより、後期型に移行（Bタイプ）。
  - ツーリングワゴンGT-B、4ドアセダンRS・MT専用エンジンの「EJ20R」が登場。当時流行していたリーンバーンエンジン「EJ20N」の追加や、すべてのエンジンの低フリクション化、効率向上が図られる。計7種類のエンジンバリエーションとなった。
  - GT-B、RSのサスペンションに、ビルシュタイン社製倒立式ダンパーを採用。フロント16インチベンチレーテッド、リヤ15インチベンチレーテッド・ディスク・ブレーキを装備。4WD全モデルに4センサー4チャンネルABSが標準装備となった。
- 1997年（平成9年）
  - 7月 - アクセルを離してもエンジン回転数が落ちない不具合を隠し、内密に処理されていたことが滋賀県警の捜査により判明（リコール隠し）。その他不具合も含め、延べ11車種147万台余りについてリコールを届け出た[9]。
  - 9月 - 最後のマイナーチェンジ（Cタイプ）。

### トピック（2代目）
- 1996年（平成8年）に行われたマイナーチェンジでは、大林眞悟らが中心となってシャシー、エンジン他全域にわたって大幅に手が入れられた。スバルはこれをビッグ・マイナーチェンジと呼称する。エクステリアデザインの小変更とは裏腹の「フルモデルチェンジに相当する大改良」により高評価を獲得。2.0L量産車初の280ps到達、ビルシュタイン社製ダンパーや215/45R17タイヤの採用のツーリングワゴンGT-Bが牽引役となり、バブル崩壊後の不景気が続く中、スバルの販売記録を全て塗り替えるほどの大ヒットとなった。
- マイナーチェンジ後のワゴン・GT-B、セダン・RSの前後サスペンションには、量産乗用車としては初のビルシュタイン社製倒立式ダンパーが採用された（GT-Bの「B」は、Bilsteinの頭文字からきている）。
- ビルシュタイン社製ダンパーがリプレイスメント・パーツとしてブランド・ステータスを保有していたことと、MT車が2.0Lで初めて280psに到達したエンジンを搭載していたことも相まって人気を博した。社の当初の予想を上回る大ヒットとなったことで倒立式ダンパーが品薄となり、通常の船便に加えて急遽航空便を使用してのダンパーの調達が行なわれた[注釈 1]。以来、ビルシュタイン社製ダンパーはレガシィのハイパフォーマンス・グレードに標準装備となり、GT-Bというグレード名も3代に渡って受け継がれることとなった。後に、自然吸気モデルの派生グレードとして250T-B（特別仕様車・後にカタログモデル化）、TS typeR B limited（特別仕様車）が追加設定された。

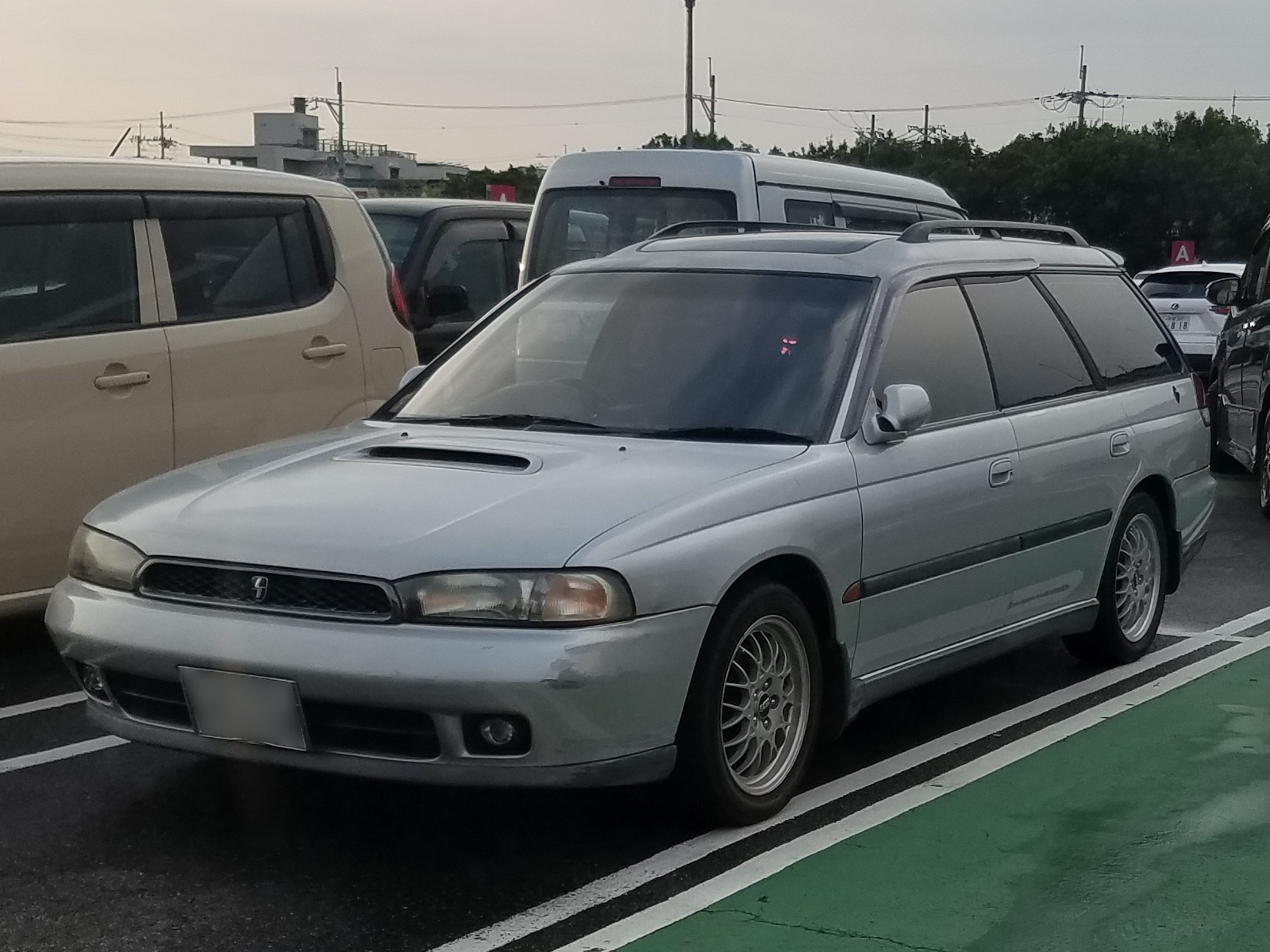
ワゴン 前期型 GT
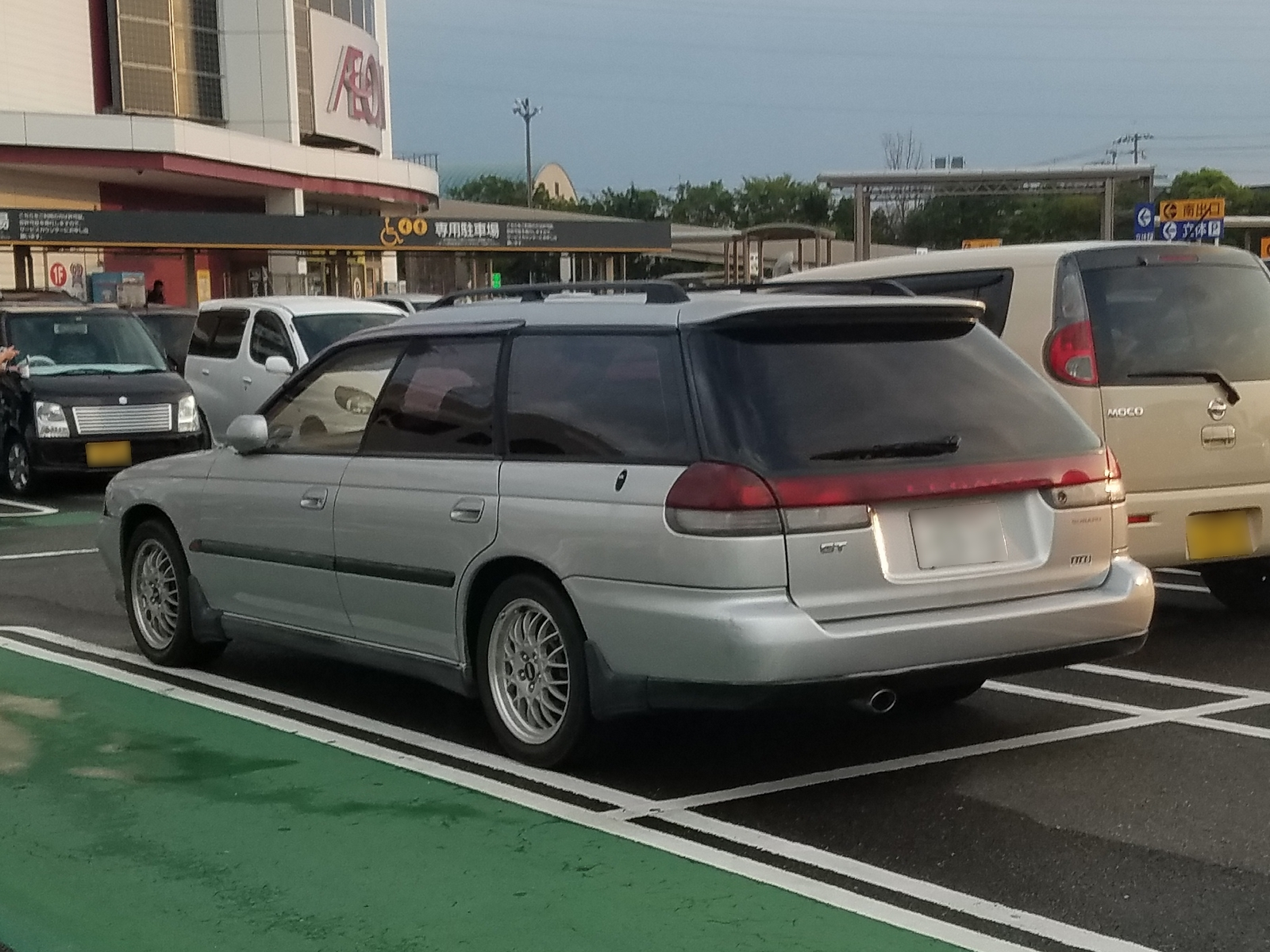
ワゴン 前期型 GT
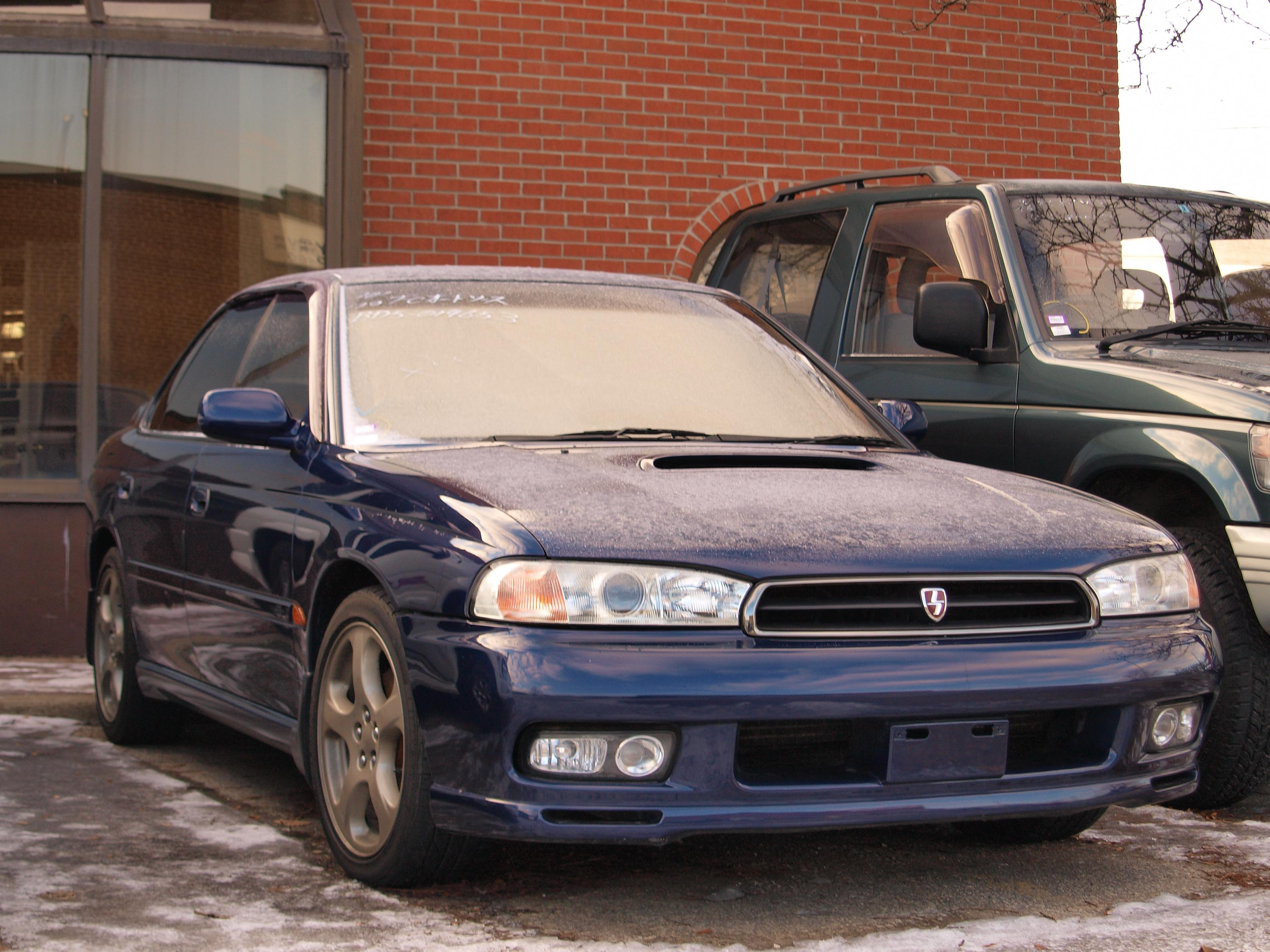
セダン 後期型
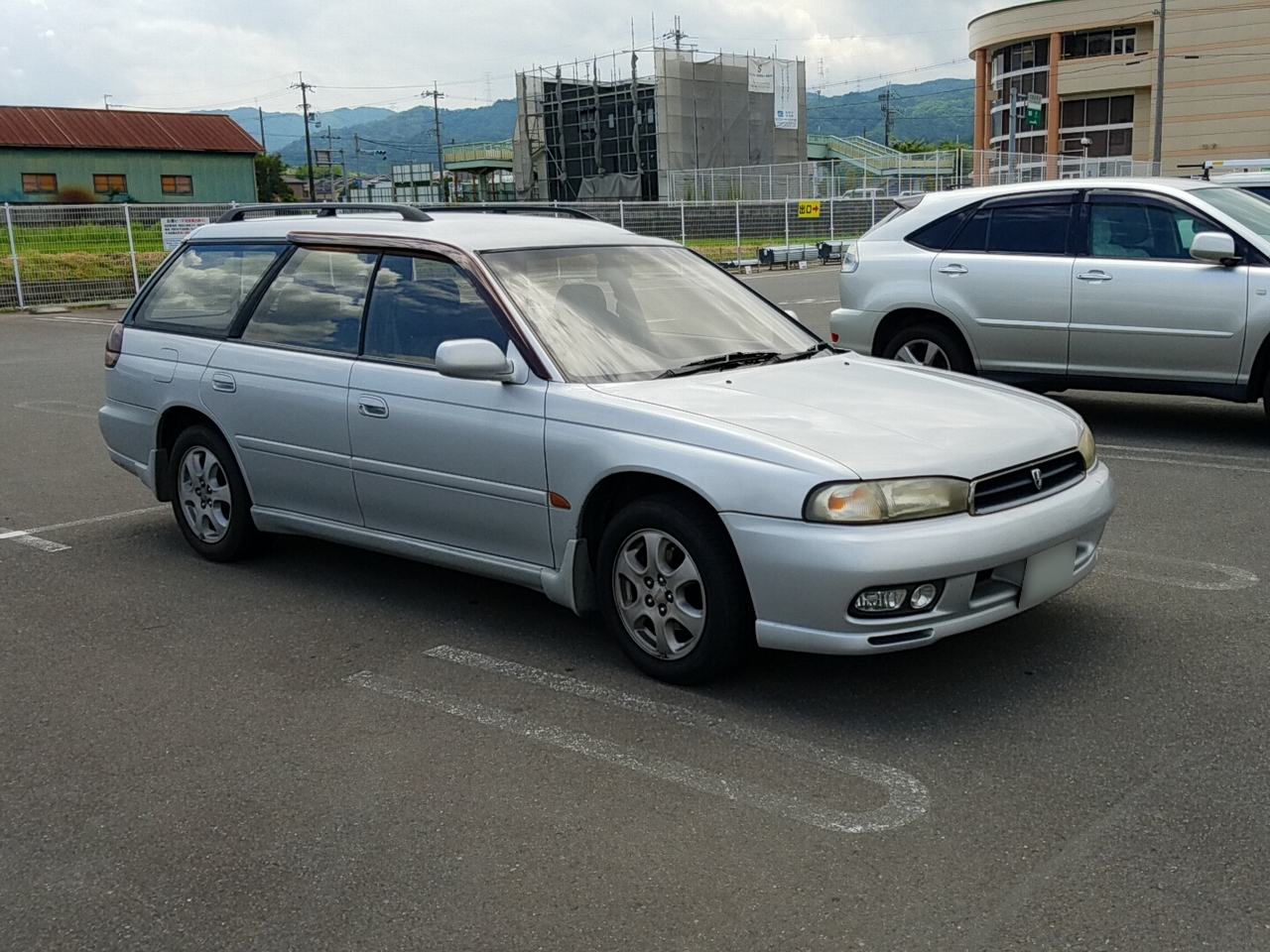
ワゴン 後期型 フロント
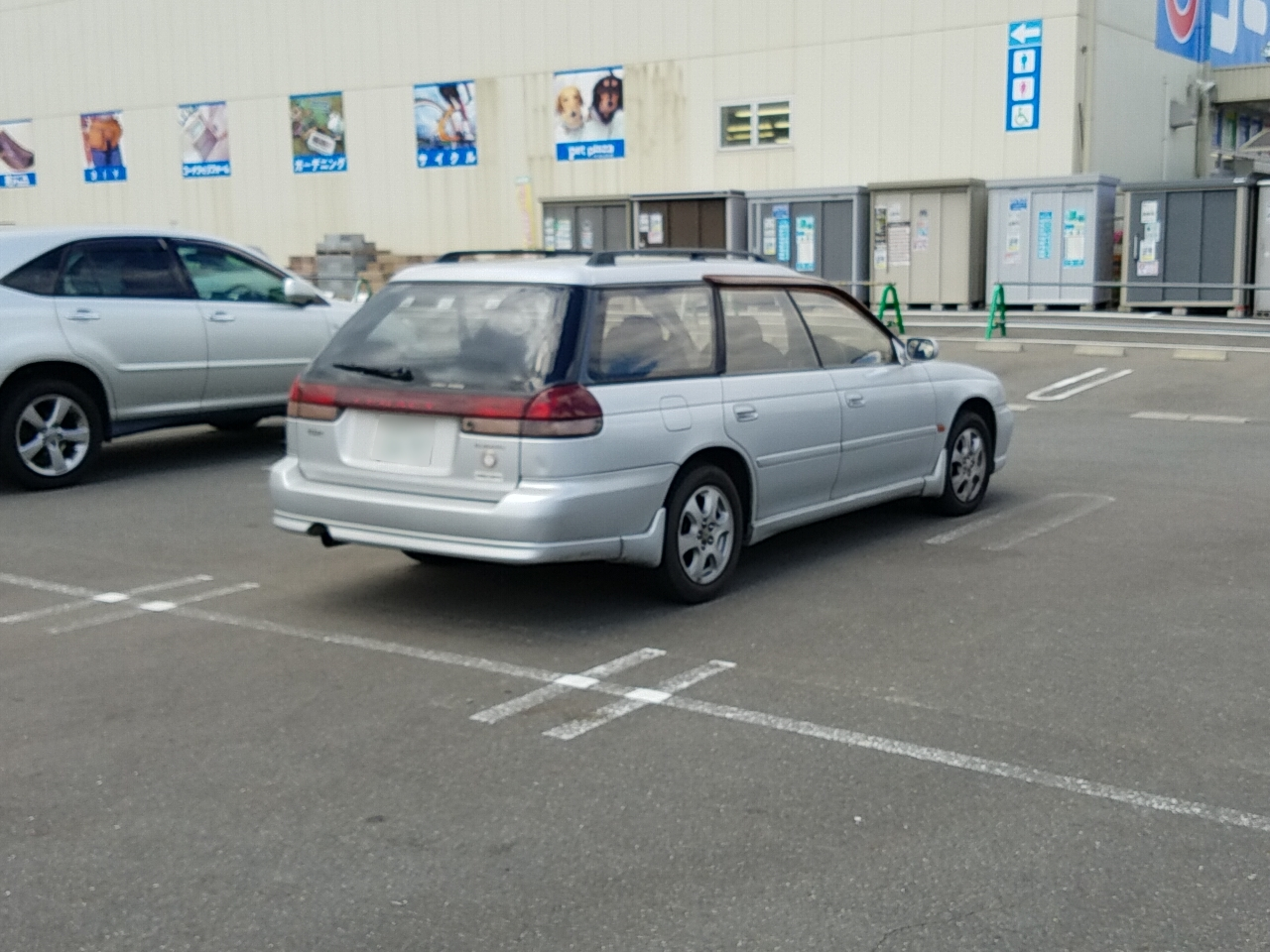
ワゴン 後期型 リア

## 3代目 BE/BH系（1998年-2003年）
開発主管は桂田勝。開発コンセプトは「レガシィを極める」。1998年6月に登場。このモデルチェンジでFF車が廃止され、全グレードが4WDとなった。全幅を1,695 mmとし、先代に引き続き5ナンバーサイズを維持している。セダンはワゴンに半年遅れて発売され、新たに「B4」のブランド名が与えられた。B4はスポーティグレードのみ（RSK、RS）の設定とするなど、ツーリングワゴンとの差別化が計られ、その後スポーツセダンマーケットの代表車種として認識されるにまで成長して4代目以降に引き継がれている。 1998 - 1999RJCニューカー・オブ・ザ・イヤー（登録車）受賞（ツーリングワゴン・ランカスター）。
エクステリアには、ヘッドランプは上下2灯タイプを採用、上級グレードにはHIDランプが採用された。内装もアメリカのハイエンド・オーディオブランドであるマッキントッシュ製オーディオがメーカーオプションで設定された。また、高い衝突安全性能が重要視される時代に登場した本モデル（新環状力骨構造の採用）だが、自動車事故対策センター（現在の独立行政法人自動車事故対策機構）が1998年と1999年にテストした衝突安全性能試験では他メーカー製造の格上の3.0L級高級車両（トヨタ・クラウン等）を凌ぐAAA（トリプル・エー）の成績を運転席、助手席共に参加車両中で唯一獲得した。なお、モデル途中からツーリングワゴンのルーフレールは埋め込み式になった。
BD/BG型に引き続き、EJ20型エンジンおよびEJ25型エンジンを搭載。ターボモデルは先代に引き続き「2ステージツインターボ」を採用。また、ランカスター（先代のグランドワゴンから改名）用に3.0LのEZ30型エンジンが採用された。その後EZ30型はB4とワゴンにも搭載された。EZ30型を搭載したB4の「RS30」は富士重工としては初の「大排気量セダン」となった。
リアサスペンションがマルチリンク式に変更され、ストラットタワーの張り出しをなくすことで、ラゲッジスペース（B4はリアトランクルーム）の最大容量は先代よりも大幅にアップしている。前モデルに引き続きビルシュタイン製ダンパーも上級グレードに採用された。
プレミアム性の高まったこのモデルでは、ポルシェデザインが監修したエアロパーツを纏った限定モデル「BLITZEN（ブリッツェン）」は、2000年より毎年限定生産された。専用の鮮やかな赤いカラーを施されたものは数が少なく、5速マニュアルは特に希少とされる。
またモデル末期には開発主査である桂田の強い意志によりSTIによるスペシャルチューニングを施した「レガシィS401 STi version」が400台限定で販売された。エンジンは熟練工による手組み、バランス取りなどが施される。これに伴いヘッドカバーも黒からシルバーへと変更され、シリアルナンバーが入っている。6,400 rpmで293 psを発生させ、4,400 - 5,600 rpm の幅広い回転域で35.0 kgf·mのトルクを発生した。車両形式も変更されGH-BESとなり、車体番号はBES-002001からとなる（SはSTiの意、Sが使われたのが最初で最後となる）。またGD型インプレッサWRX STIで採用される6速MTを搭載し、ブレンボ社製のブレーキやS401専用パーツなどが与えられた。286台で生産を終了。
「ランカスター」を基にした4ドアピックアップトラック「Baja（バハ）」という派生モデルも存在する。2002年に登場したこの車種は、北米でのみ生産、販売が行われ、BL / BP型へのモデルチェンジ後も、2006年まで継続生産された。ちなみに3代目レガシィ系列でターボエンジンが設定されたのは北米市場ではバハのみである。
BE/BH型発売直前の1998年4月23日にはアメリカ・コロラド州の公道での速度記録に挑戦し、1 kmの区間平均速度で270.532 km/hを達成、自らの持つ「ステーションワゴン多量生産車無改造部門」における世界速度記録を更新した。
販売終了前月までの新車登録台数の累計は25万6849台。

### 年表
- 1998年（平成10年）
  - 4月23日 - 世界最速ワゴン記録更新（BH型）[12]。
  - 6月17日 - BH型レガシィツーリングワゴンとランカスター発表、販売開始[13]。
  - 11月2日 - 特別仕様車として、TS typeRをベースにスポーティーな内外装を追加した「TS typeR Limited」と、量販モデルのBrightonをベースに装備を充実させた「Brighton-S」を発売[14]。
  - 12月21日 - BE型レガシィB4（セダン）発表、販売開始[15]。
- 1999年（平成11年）
  - 5月24日 - 年次改良[16]。B型に移行。
    - ツーリングワゴンのターボ系にアルミ製ボンネットが採用された[16]。「ブラックフェイスメーター」やツーリングワゴンにはB4・RSKのサスセッティングを移植し、スポーツシフトを搭載した「GT-B E-tune」を追加設定[16]。外見ではホイールカラーやグリルの色などを変更している[16]。GT-BのMT車を廃止し、MT車の設定をE-tuneに移行[16]。

  - 9月24日 - ランカスターに「ランカスターADA」を追加[17]。
  - 10月23日 - 東京モーターショーで「BLITZEN」を公開[18]。
  - 11月24日 - レガシィB4発売1周年を記念して、RSをベースにビルシュタイン製ダンパーやHIDヘッドランプ、CD/MDプレイヤーなど、走行性能・安全性・快適性を向上した特別仕様車「RS type B」を発売[19]。
  - 12月22日 - B4 RSKに対し、富士重工業とポルシェデザインが共同開発した外装部品やフロントヘリカルLSD（MT車のみ）などを装備した特別仕様車「BLITZEN」を発売[20]。
- 2000年（平成12年）
  - 5月24日 - 年次改良を実施[21]。C型となった。
    - ランカスターに新開発水平対向6気筒3.0Lエンジン「EZ30」[22]を搭載した「ランカスター6」を追加[21]。B4のターボ車にもアルミ製ボンネットが採用されたほか、これまでターボ系のAT車のみの設定だった「ブラックフェイスメーター」がMT車にも採用された[21]。ツーリングワゴンは、ターボ系に専用バンパーが採用され、グリル意匠の変更とブラック系またはグレー系の内装色に統一。B4のみの設定だったスペシャルレザーシートがワゴンにも設定。GT-VDCには新デザインのアルミホイールを採用。またメーカオプションであるマッキントッシュオーディオのスロットがカセットからMDに、A型のイメージカラーだった「バイオレットブルーマイカ」と「マスタード・マイカ」が廃止され、新たに「コーストグレー・メタリック」と「グランブルー・マイカ」が設定。

  - 10月3日 - ツーリングワゴン TX-Sをベースに快適装備などを追加した特別仕様車「TX-G」を発売[23]。
- 2001年（平成13年）
  - 1月24日 - ツーリングワゴンGTをベースにVTD-4WDと専用色「プレミアムホワイトパールマイカ」を採用した「GT-Limited」を発売[24]。また、スバルテクニカインターナショナルより、ツーリングワゴン/B4 BLITZEN 2001 modelを発売[25]。
  - 5月22日 - ビッグマイナーチェンジを実施[26]。D型となった。
    - フロントマスクの大整形にあわせて六連星のエンブレムが復活[27]。ターボ系はステアリングフィールを改め、速度感応型電子制御から新型回転数感応型パワステに変更。B4はシート生地が変更され、サンルーフも設定。B4に2.5LNAの「RS25」追加[26]。ツーリングワゴン「GT-B E-tune」を「GT-B E-tuneII」に名称変更。VDC-4WD標準装備モデルを廃止、VDCはメーカーオプション化。従来より指摘の多かったエアフロメーター故障について、生産メーカーをデンソーに変更し、この問題をほぼ解決した。B4には「ブリッツェン」を思わせるフォグランプベセルを大きく取った個性的なフロントバンパーが採用されたが、D型後期でデザインが変更されている。
- 2002年（平成14年）
  - 1月21日 - ツーリングワゴンおよびB4にEZ30型3.0L水平対向6気筒エンジン搭載グレードとして、それぞれ「GT30」、「RS30」を追加[28]。ホイールはターボ系と同様のものが採用された。グリルやリヤガーニッシュ、メーターなどもターボモデルとは異なるものに変更されている。
  - 2月8日 -「BLITZEN 2002 model」を発売[29]。
  - 5月21日 - 一部改良を実施。アプライドモデルはD型から変わらず、D型後期と俗称される。
    - カッパーオレンジマイカが廃止され、ジェットグレーメタリックを新設定。17インチタイヤがRE010からRE040に変更され、インパネ上部の運転席側小型デフロスターの可変機構が廃止される。B4のフォグランプベセルのデザイン変更。またターボの廉価仕様である「リミテッド」シリーズが登場。B4としては初のSOHCエンジン搭載車である「S」が追加された[30]。

  - 8月21日 - STIより、ツーリングワゴン「GT30」とB4「RS30」をベースにした「BLITZEN6」が発売[31]。また、Brightonをベースにした特別仕様車「B-SPORT」が発売。
  - 11月12日 - STIによるコンプリートカー「S401 STi Version」を400台限定で発売。STi仕様としては唯一の型式認定車（全車持込登録）である。
  - 11月27日 - B4とツーリングワゴンにそれぞれ「RSK S-edition」「GT-B S-edition」を設定。
    - GT-B E-tuneII,RSKをベースにアルミパッド付スポーツペダル、ダークグレーのヘッドライトベゼル（ブリッツェン・S401同等品）、ステアリングホイールを含むチタン調内装パネル（Blitzen2002、2003同等品）、ブラックインテリア（ピラー、ルーフまでブラック）、インプレッサ22B-STi Versionで採用された22Bキャリパー（フロントのみ対向4ポットキャリパー、リアはノーマルに赤色塗装のみ）が装備された。MT車ではヘリカルLSDが採用され、ステアリングのギヤ比が16.5対1から15対1に早められている。WRブルーマイカやスパークイエローマイカなどのボディーカラーが選択できた。

- 2003年（平成15年）
  - 1月24日 - B4「RSK」をベースとした「BLITZEN 2003 model」が発売[32]。
  - 5月23日 - BP型ツーリングワゴンの発表および販売開始に伴い、生産終了。日本国内総生産台数は43万4,624台（BE、BHを含む）。なお北米生産車は2004年夏まで継続生産された。

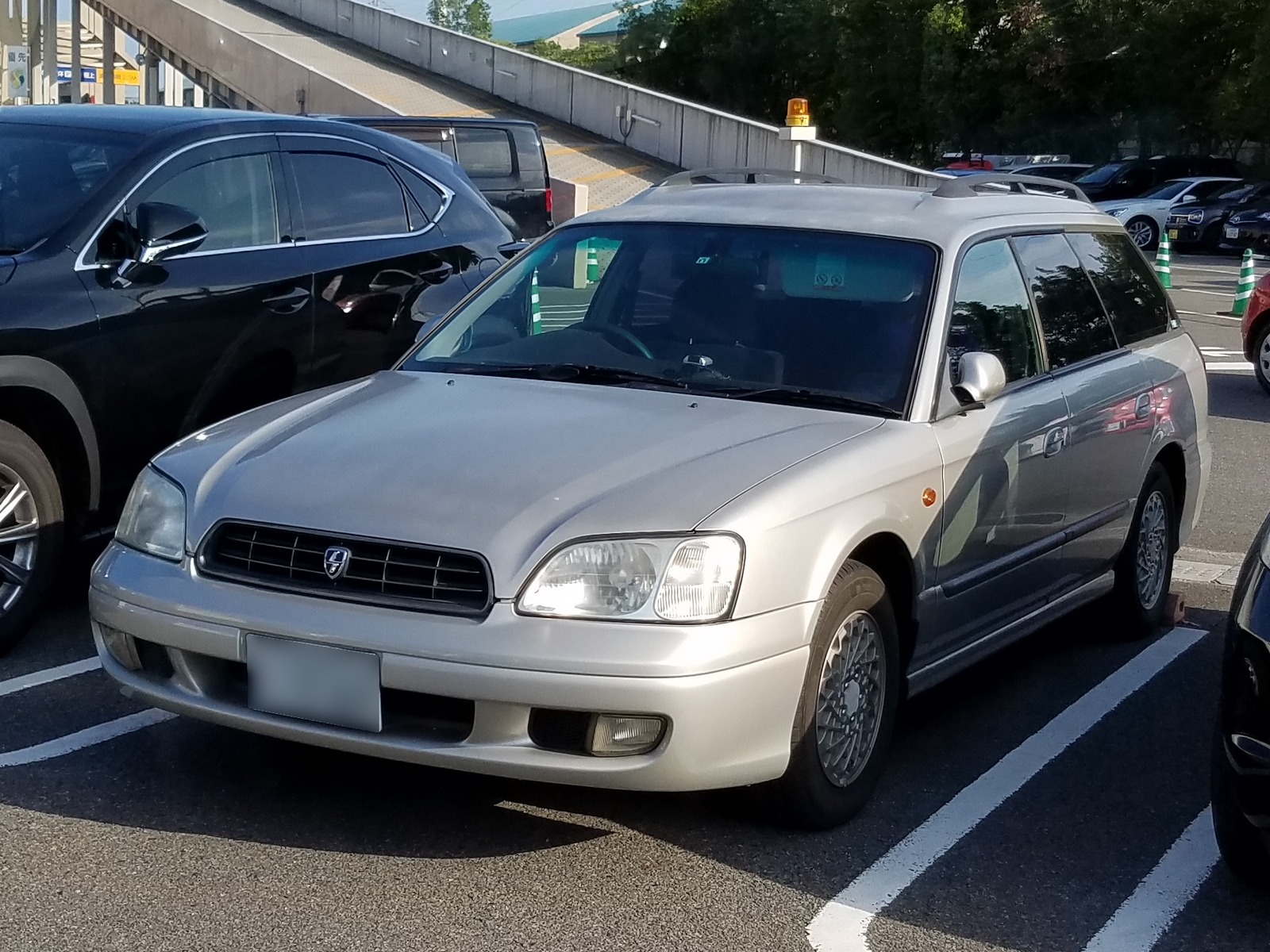
ブライトン(A型)
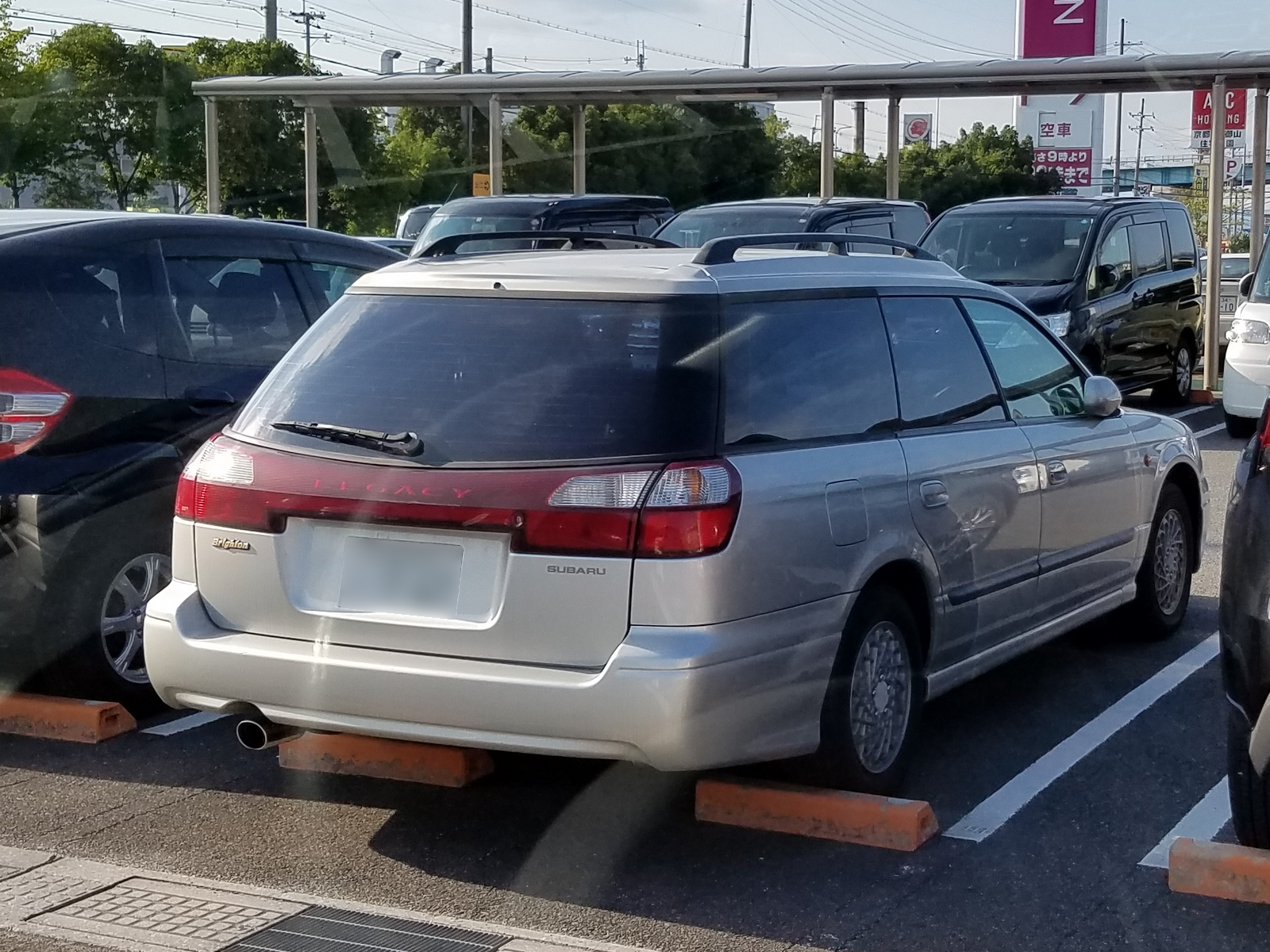
ブライトン(A型)
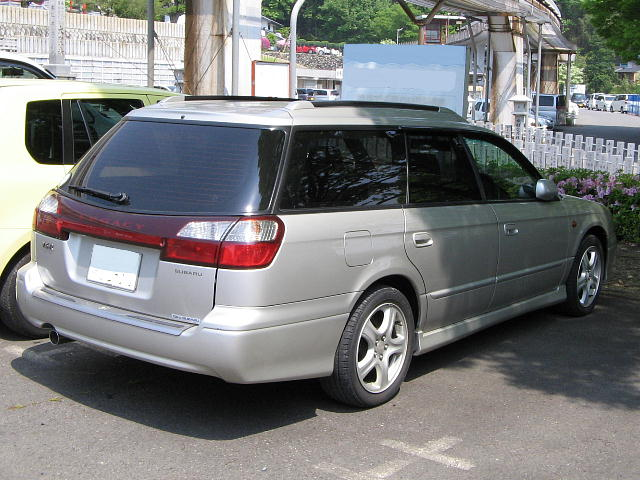
TS-Rリミテッド（A型）
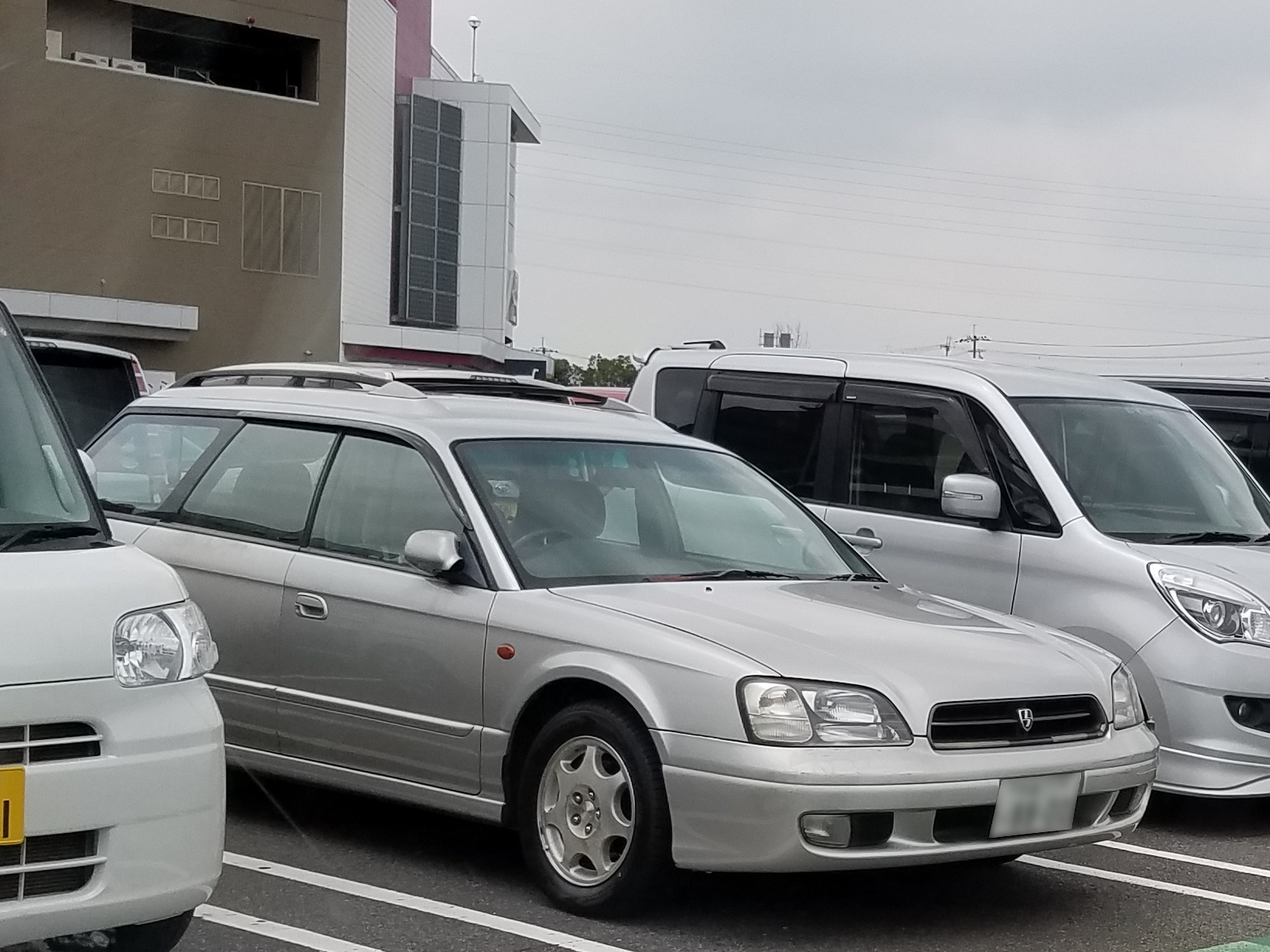
ブライトンS（A型）
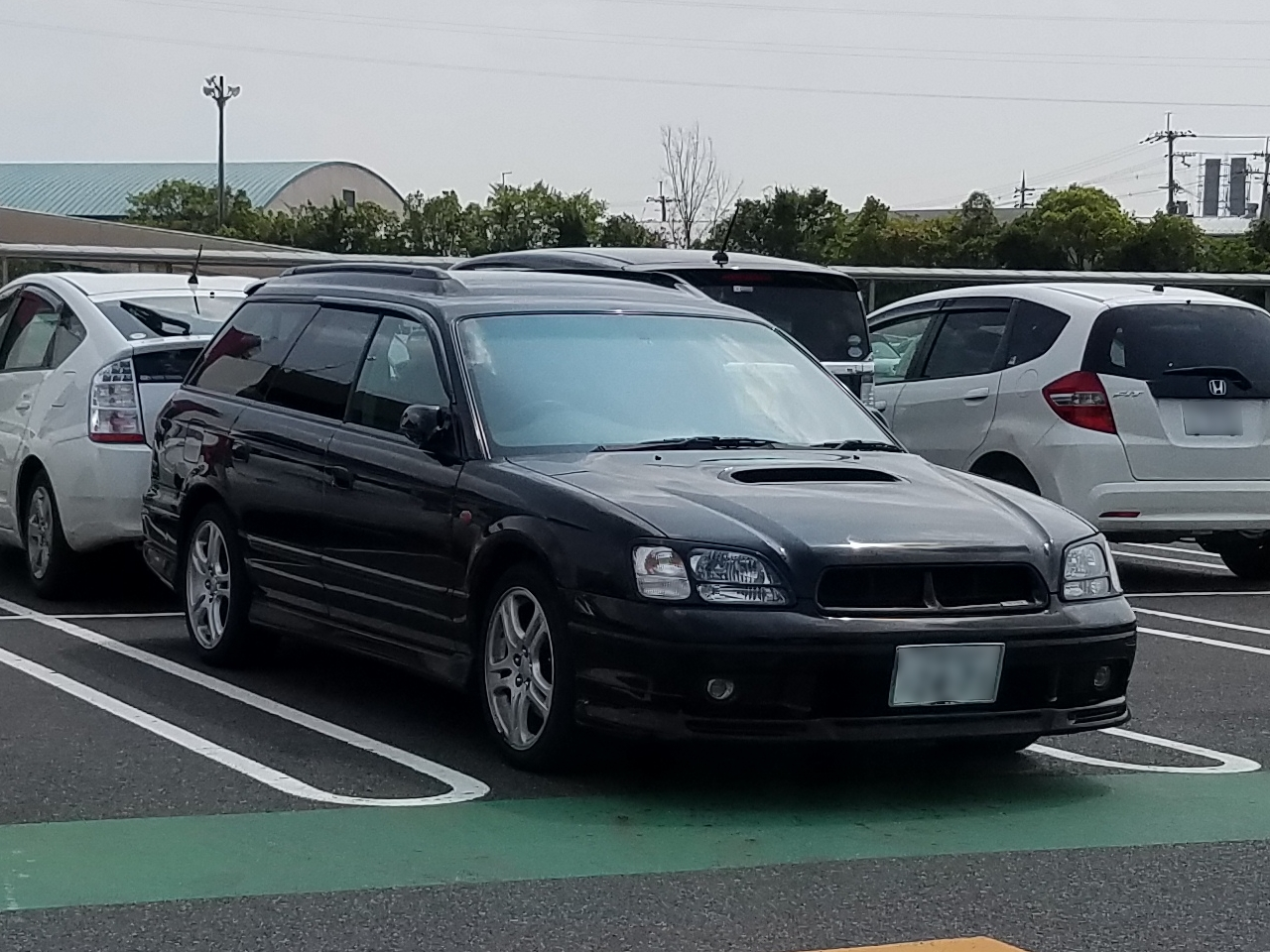
GT-B（A型） RFRBエアロ装着車
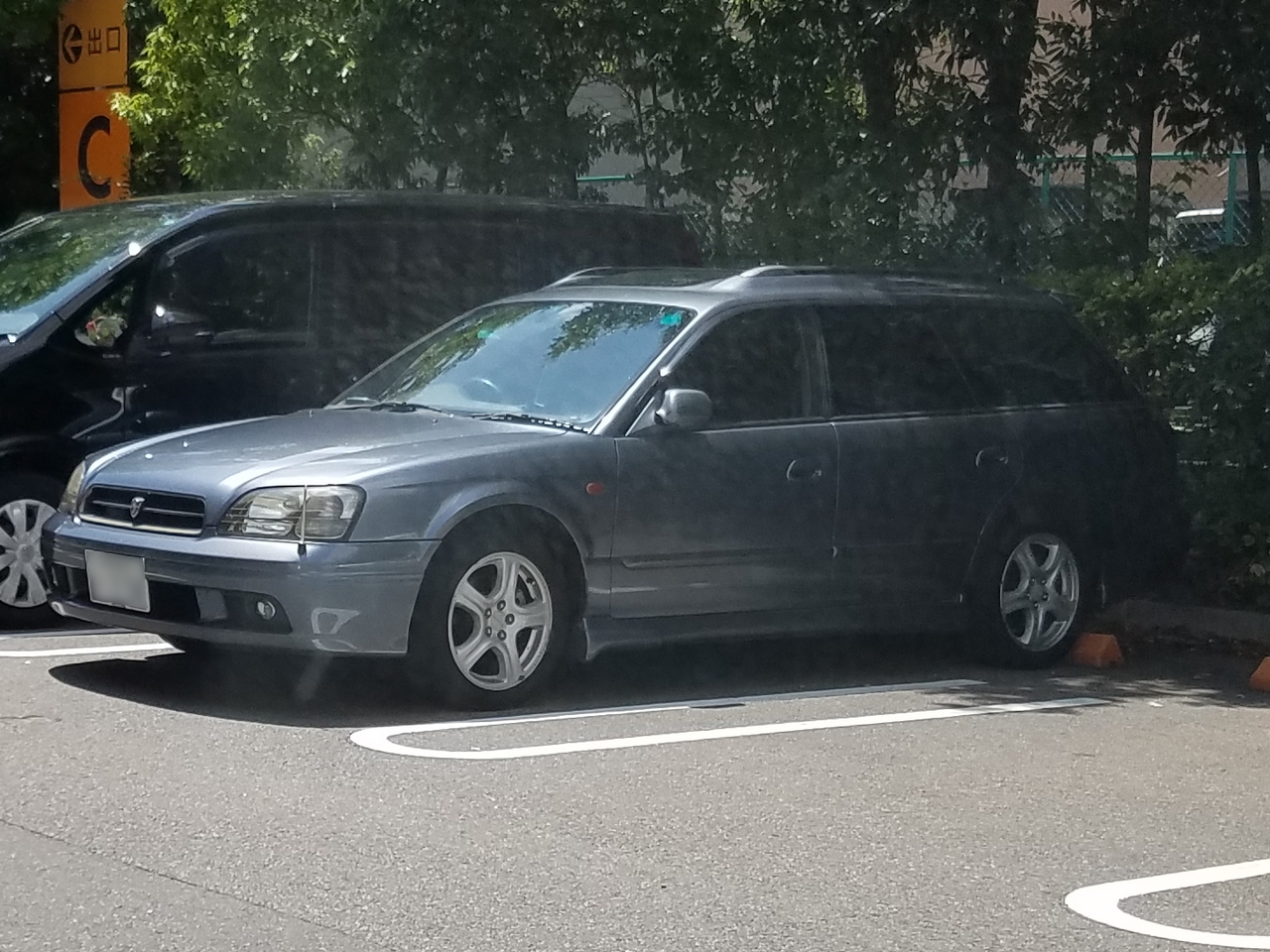
TS-R(B型)
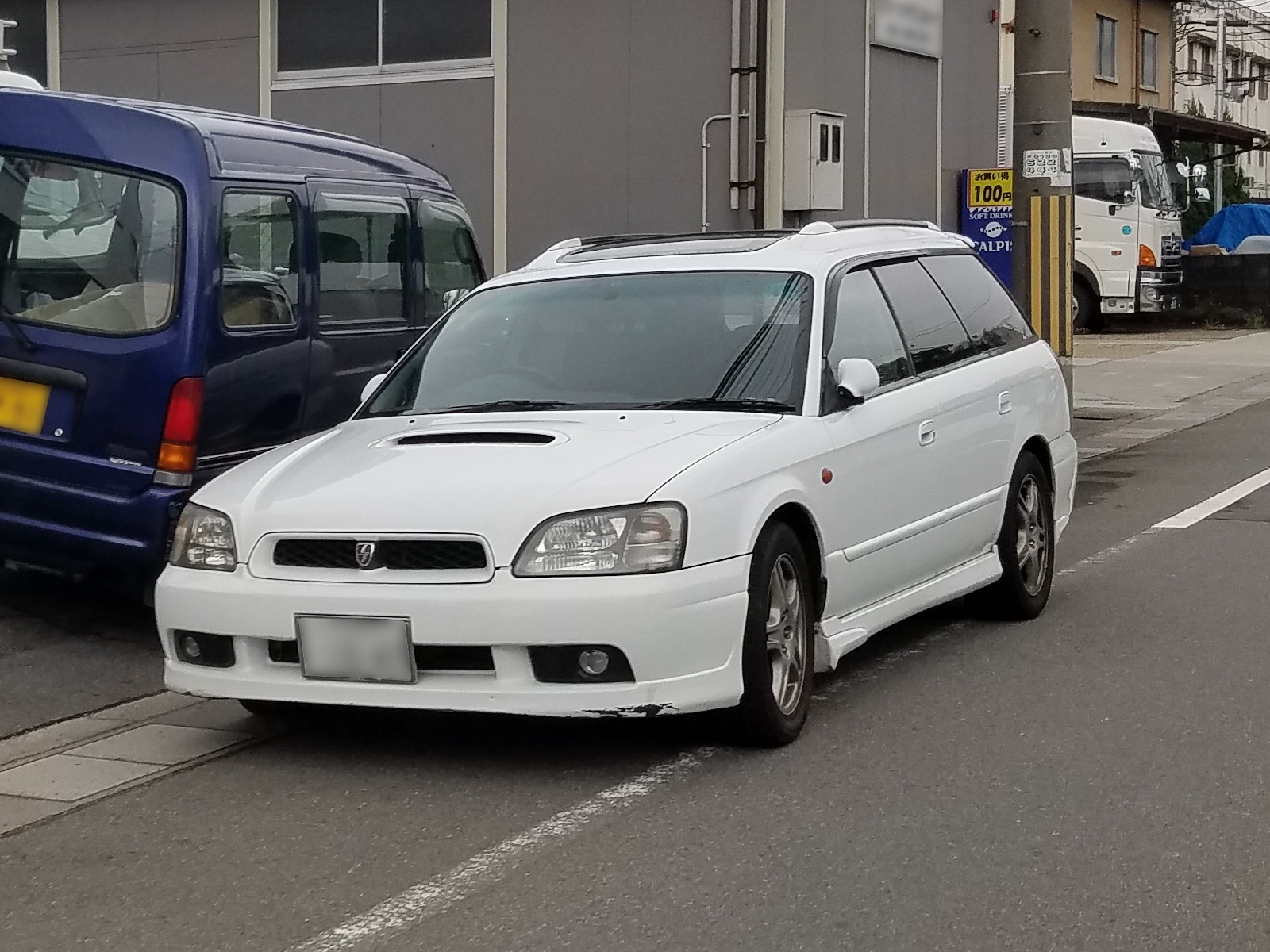
GTリミテッド(C型)
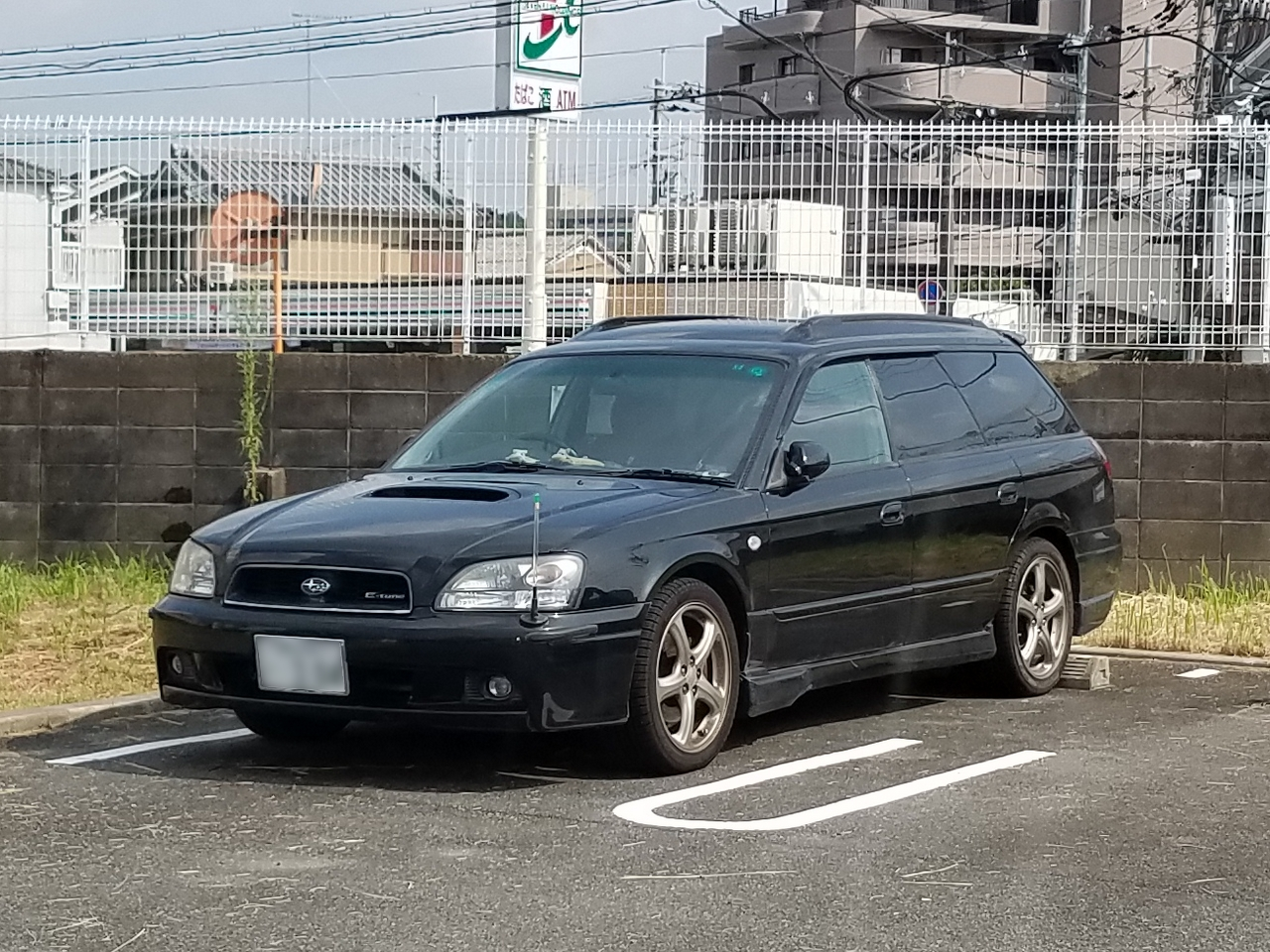
GT-B E-TuneII(D型)
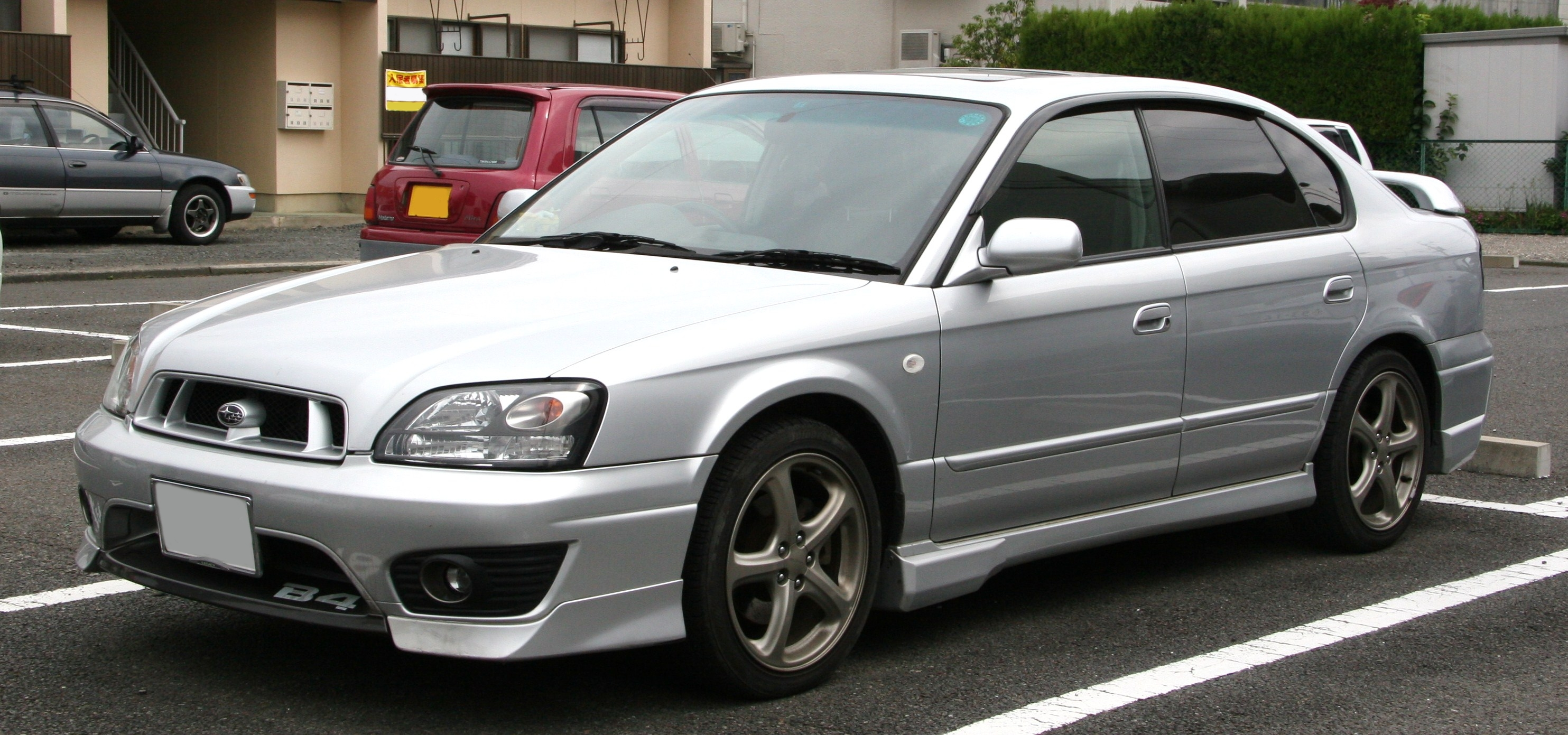
B4 RS(D型)
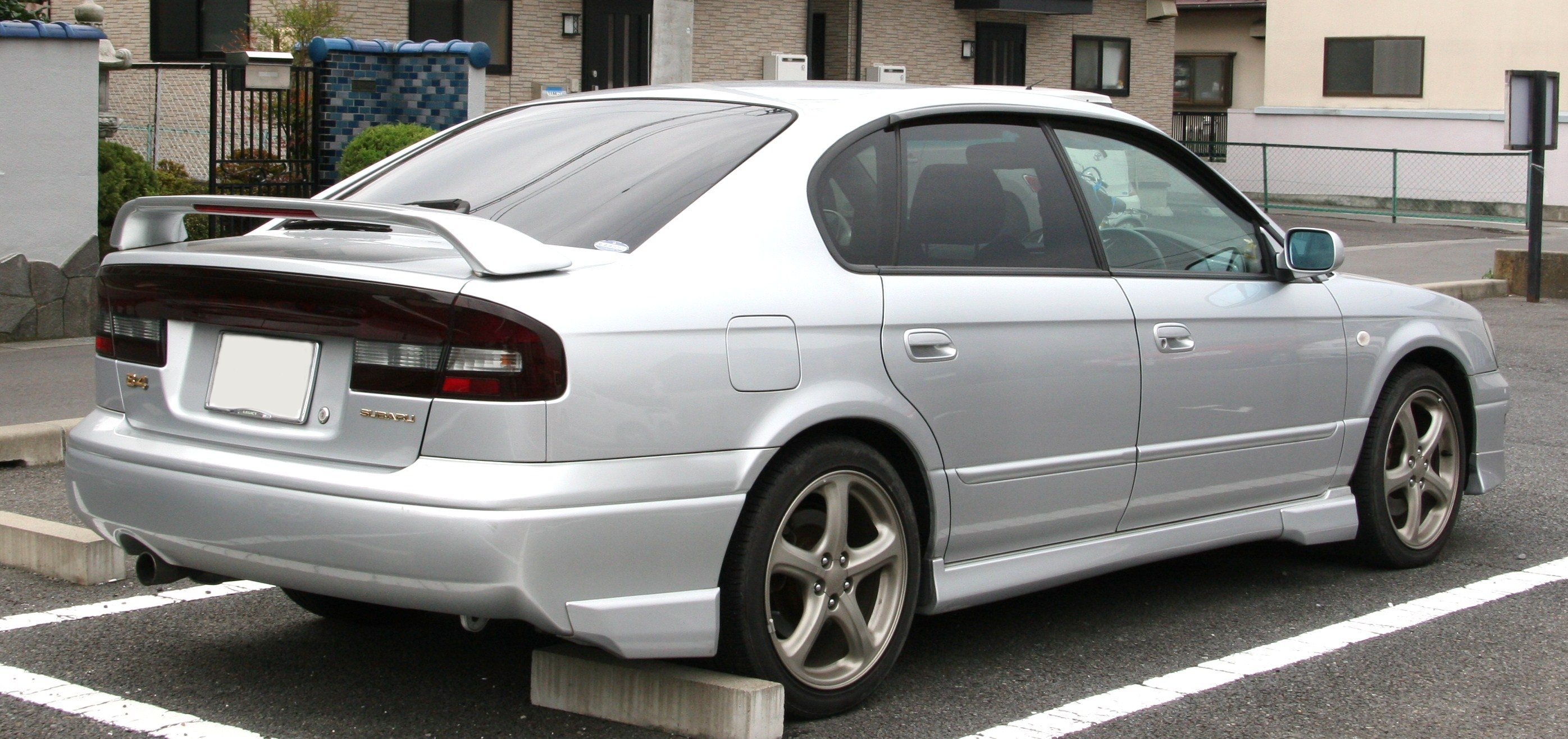
B4 RS（D型、リア）
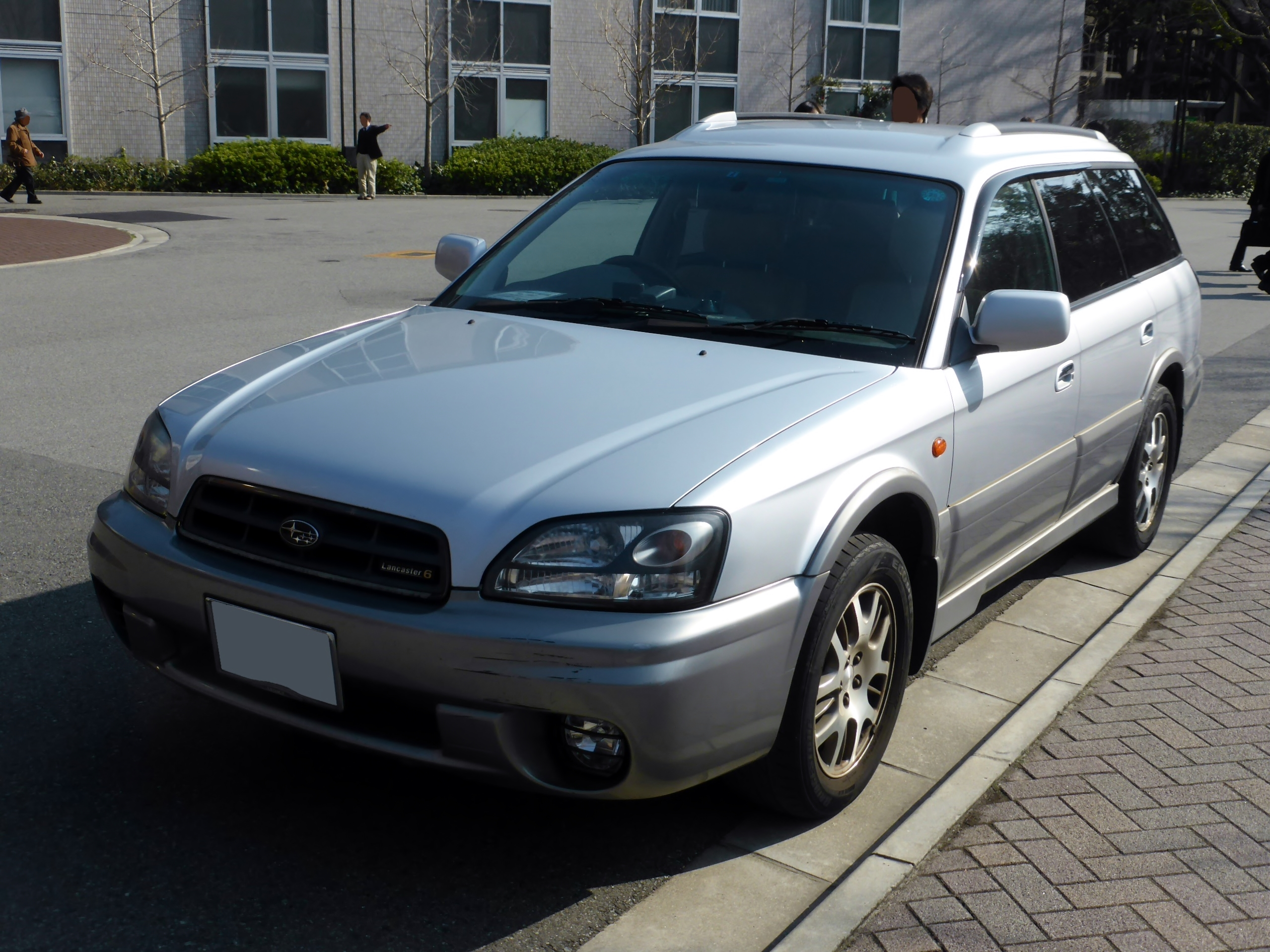
ランカスター6（D型）
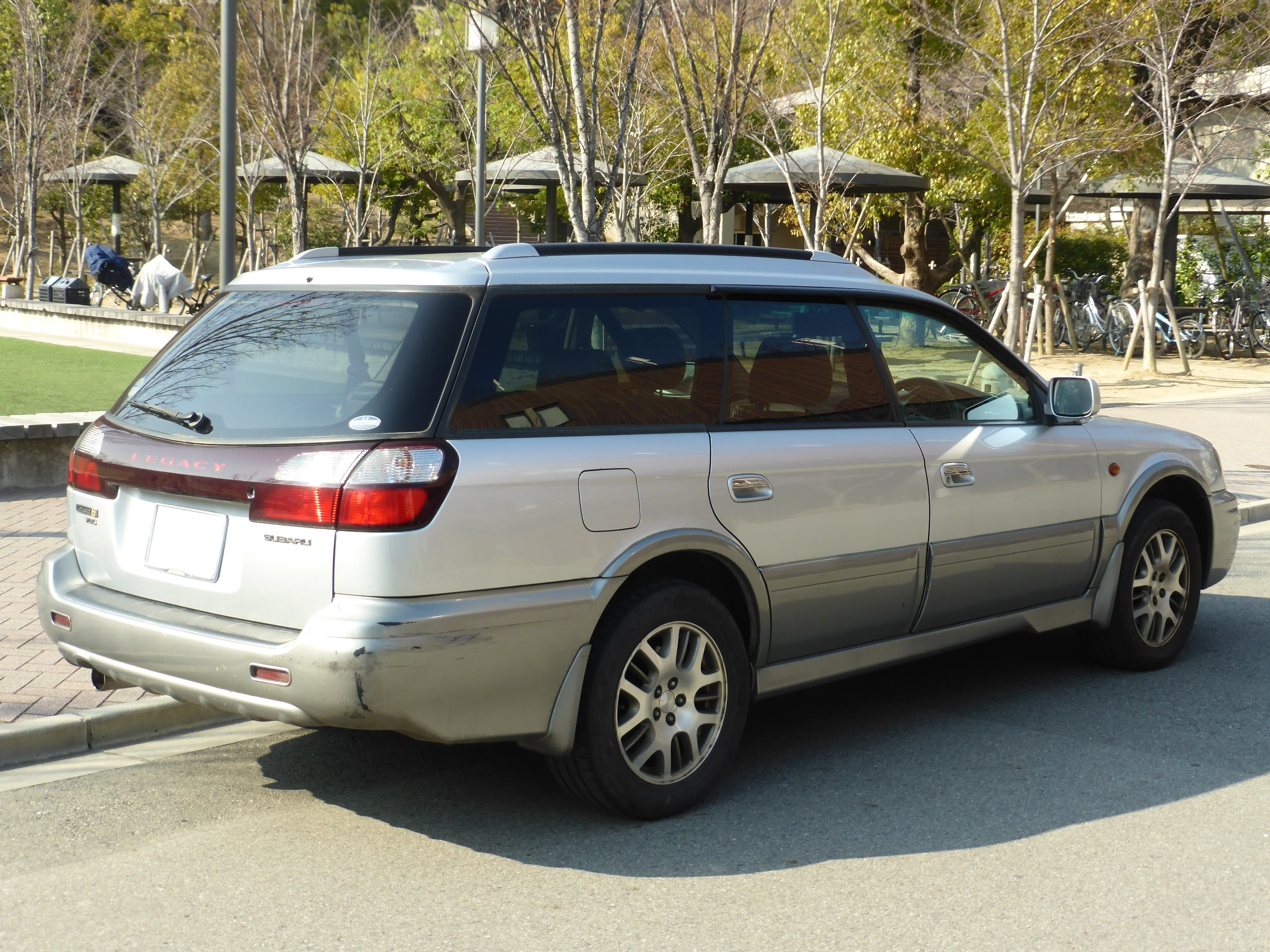
ランカスター6(D型)
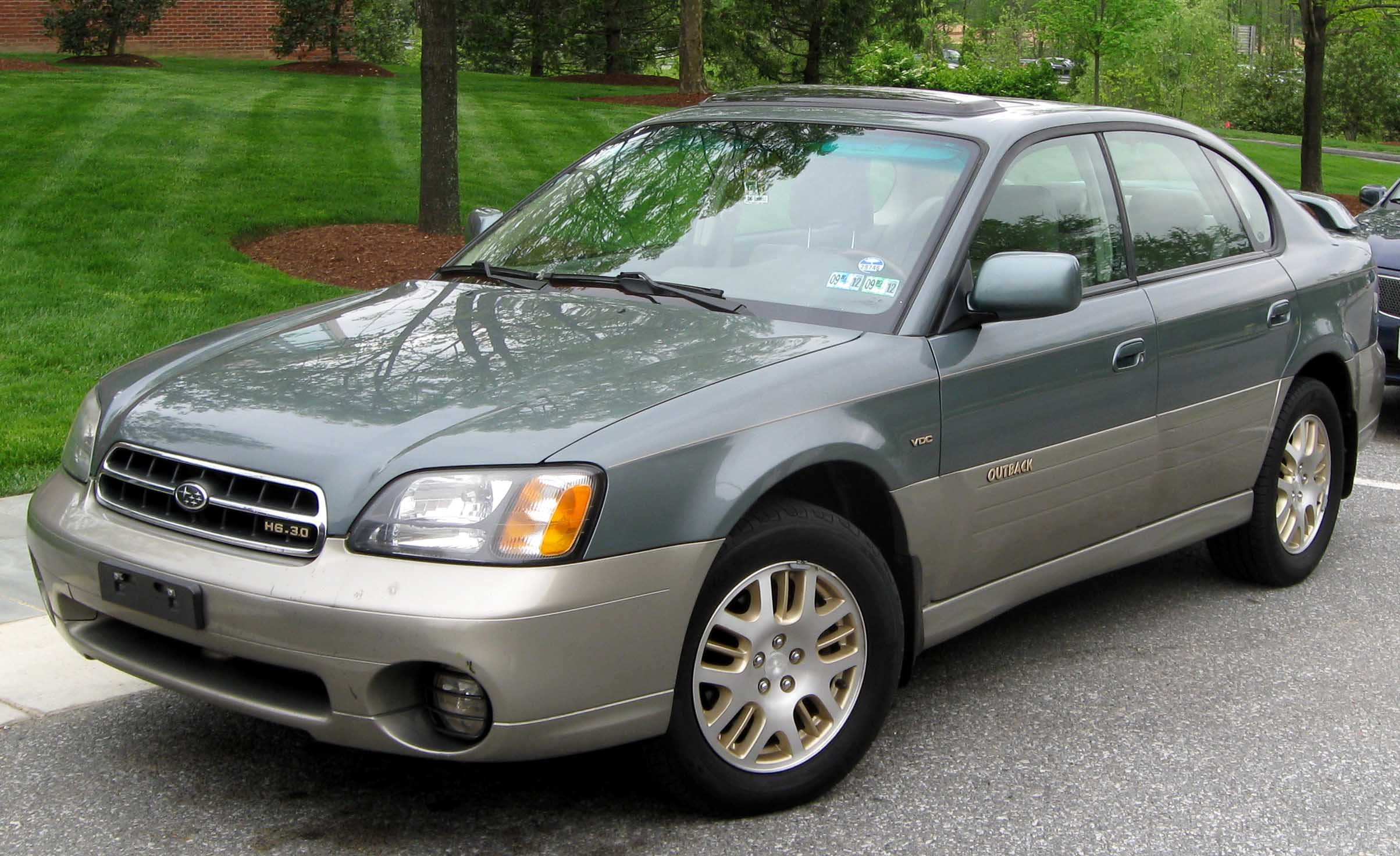
アウトバック（セダン、北米仕様）
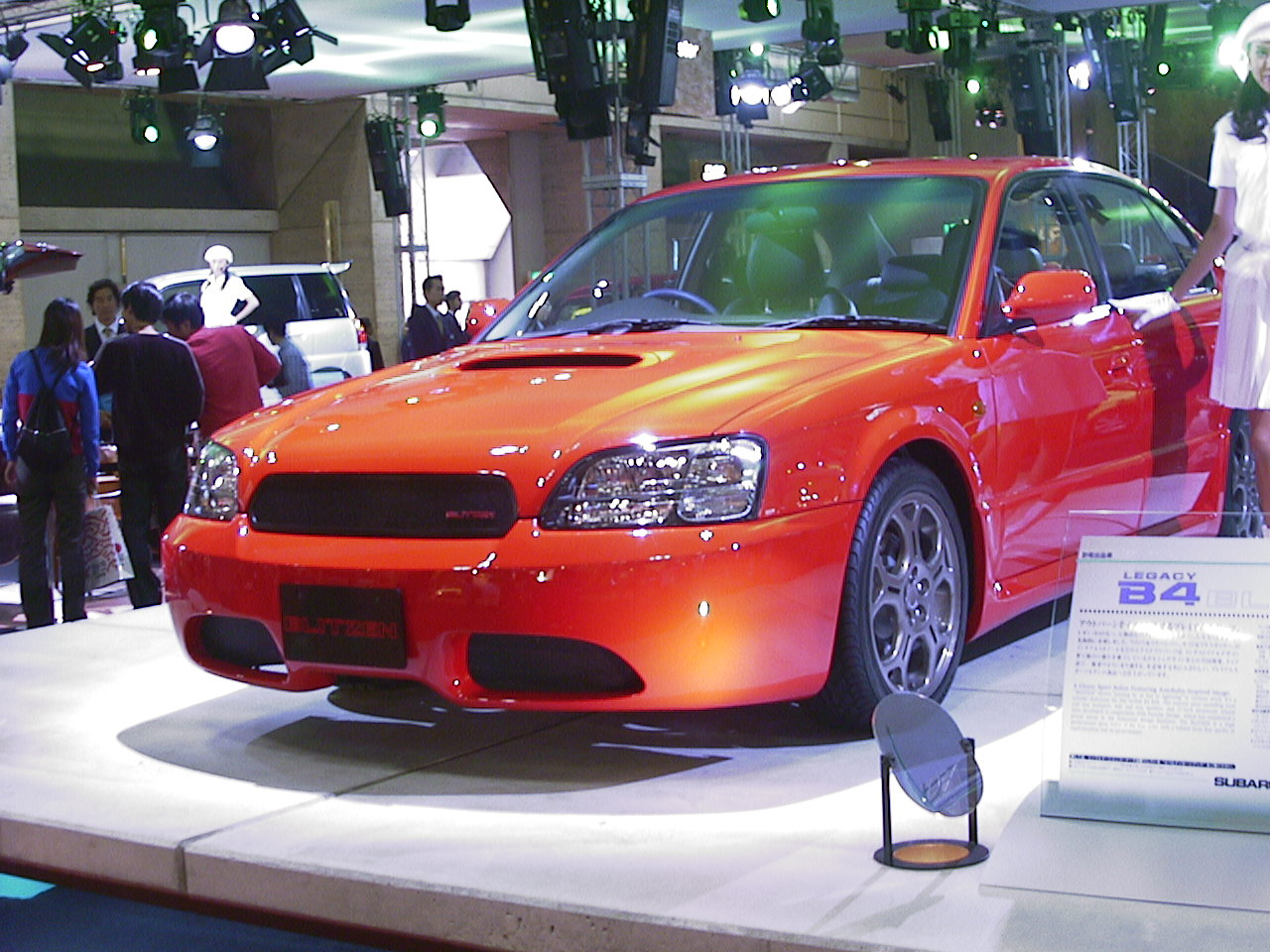
BLITZEN
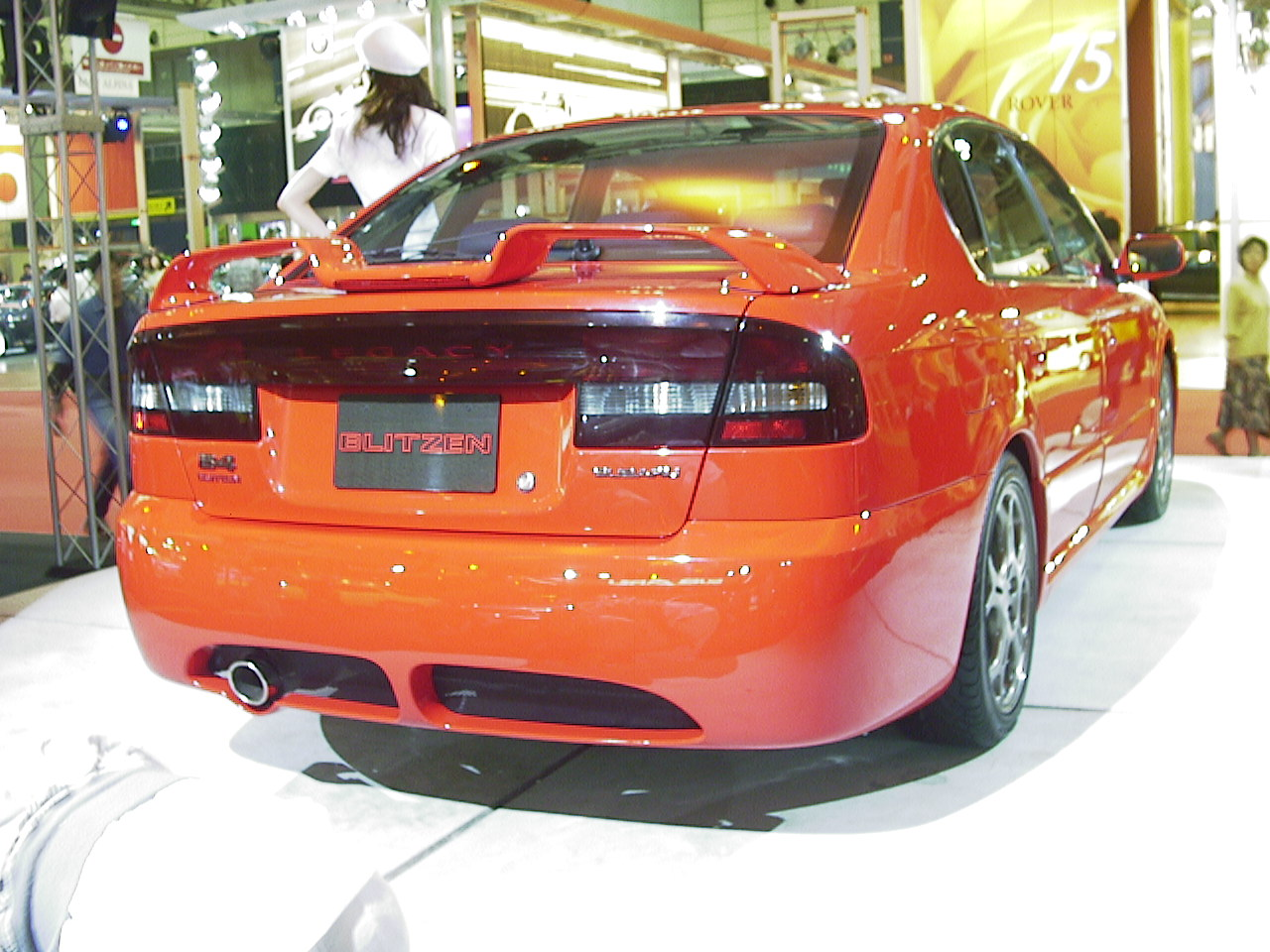
BLITZEN
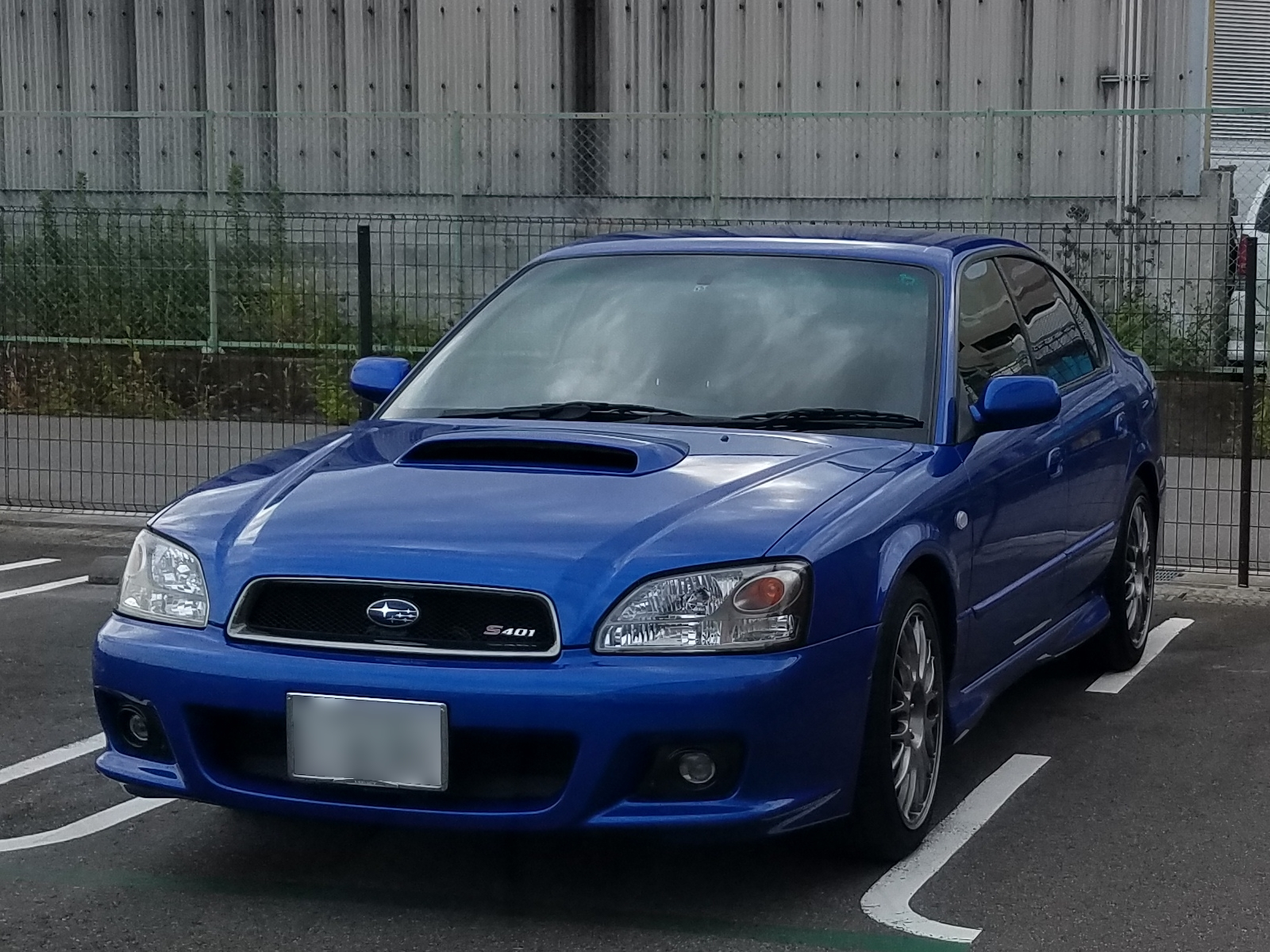
S401 STIバージョン

## 4代目 BL/BP系（2003年-2009年）
開発責任者であるプロジェクトゼネラルマネージャーは清水一良。
欧州市場への対応、衝突安全性能向上のため、ボディを先代より35mm拡幅し、3ナンバーサイズとなった。この拡幅とともに、3代目に比較して質感を増した内外装のデザイン、ATの5速化等によりプレミアム性をより一層高められた。
このモデルより生産が日本とアメリカの2か国体制となる。ボディ剛性の向上、安全装備の充実、ターボ車および6気筒車のATの5速化を図りながら、アルミニウム等の軽量パーツや高張力鋼板を各所に導入し、従来型と比較してグレードによっては100kg近くの軽量化を達成している。3ナンバー化によって対衝突設計の自由度が高まったことなどから軽量化を実現した。また、車体幅の増加によって前輪舵角が確保できるようになったため、最小回転半径は5.6m（BE/BH型）から5.4mに縮小した。
2代目、3代目と低速・低回転時のトルク確保を目的に2ステージ・ツインターボが採用されていたが、加速が息をつくこと（ターボ切換えの息付き、トルクの谷間）を指摘され続けていた。本モデルでは初代以来のシングルターボが採用されたが、ツインスクロールターボにより2,000rpmで30kg・mを超える最大トルクを発生し、高回転仕様の水平対向エンジンとシングルターボの弱点を克服した。また、ドライブ・バイ・ワイヤ機構「エレクトロニック・スロットル・チャンバー」を採用し、電子制御式スロットル仕様となった。これらにより以前からのEJ20型エンジンもパワーに加え、スムーズさや低燃費を両立した。また、すでにインプレッサのSTIモデルで先行採用されていた「等長等爆エキゾーストマニホールド」を採用。これにより水平対向エンジンの宿命と言われた「排気干渉」を防ぐとともに、燃焼効率の向上を果たした。なおインテークマニホールドを樹脂にすることで複雑な形状の成型にも成功した。
欧州では、2006年にドイツ向けを中心とするディーラーオプションとしてLPGとのバイフューエルとなる「スバル・エコマチック」が投入された。取り扱い全車種にLPGバージョンを設定したのは欧州スバルが最初である。
2006年5月のマイナーチェンジにあわせ、一部グレードのエンジンのシリンダー研削にELIDホーニングを採用する。これにより1気筒あたりの加工時間がほぼ半減されたほか、シリンダー壁面の面粗度や加工精度の向上により、同排気量の他社製エンジンに水をあけられている燃費改善の一助とする。
2008年には量産車用としては世界初となる水平対向ディーゼルターボ仕様も欧州向けに発売された（レガシィの他、フォレスターにも同エンジンが追加された）。2.0Lの排気量から150psの最高出力と35.7kg·mの最大トルクを発生。排ガス規制はEUのユーロ4に対応している。
STIによる限定コンプリート車として、2005年、2006年、2007年に「tuned by STI」、2008年に「S402」が発売された。どちらも元富士重工業車両実験部のチーフテストドライバーである辰己英治によって纏め上げられた。「tuned by STI」は専用のビルシュタイン社製ダンパー、フレキシブルタワーバーなどを採用したほか、タイヤサイズが変更（215/45R18）され600台の限定販売。S402は、内外装に専用装備が採用され、235/40R18というタイヤを収めるためフロントには片側20mm拡幅されたブリスターフェンダーが装着された。パワーユニットは輸出用の水平対向4気筒2.5Lターボを改良し搭載。tuned by STI2007で採用されたフレキシブルタワーバー（フロント）のほか、新たに採用されたフレキシブルロアアームバーとフレキシブルフロアバー（リヤ）により、応力を「いなす」セッティングが施されている。また、BBS製ホイールや、インプレッサ・タイプRA-Rで採用されたブレンボ製ブレーキディスクと対向6ポットモノブロック・キャリパーが採用され、402台の限定生産とされた。
2008年にはBL5の2.0GTが高速道路交通警察隊用のパトカー「交通取締用四輪車（高速II型）」として6台が国費導入されており、2021年現在も山口県警が使用している。これは近年の警察車両では珍しいMT車となっている。
レガシィは過去3回のフルモデルチェンジを4 - 5年で行ってきたが、スバル初のミニバンであるエクシーガの開発があったことや、BP/BL型の完成度の高さから安定して人気を保っていたためか、この代は約6年にわたって販売が続けられ、歴代の中でも最長のモデルライフとなった。
先述のとおり、この型式から日本国内向けモデルは全て等長エキゾーストマニホールドを採用したため、独特な排気音（通称：ボクサーサウンド）は消滅してしまったが、限定モデルのアウトバック2.5XTのみ不等長エキゾーストマニホールドとシングルスクロールターボの組み合わせを採用した日本国外向けEJ25ターボエンジンを転用したため、ボクサーサウンドを聞くことができる。
販売終了前月までの新車登録台数の累計は28万8889台。

### 年表
- 2003年（平成15年）
  - 5月23日 - BL/BP型発表、BP型ツーリングワゴン販売開始。グレードは「2.0GT」「2.0GT Spec B」「2.0GTカスタマイズエディション」「2.0R」「2.0i」「2.0i Casual edition」の6つのグレード構成となり、2.5Lモデルと3Lモデルは一旦廃止。その中で「2.0GT」をベースに18インチタイヤ&ホイール、スポーティグリル&バンパー、アルミパット付スポーツペダル（アクセルペダル、ブレーキペダル、クラッチペダル、フットレスト）、さらに減速比や足回りをよりハードした「2.0GT Spec B」が設定されたが、足の硬さが賛否両論となり年次改良でサスセッティングを変更している。先代から採用しているメーカーオプションのマッキントッシュオーディオは「2.0GT」「2.0GT Spec B」「2.0R」に設定。
  - 6月23日 - BL型B4販売開始。グレードはツーリングワゴンと同等。シリーズ全体の目標月間台数は6000台。
  - 9月9日 - モデルチェンジに伴い一旦廃止された3Lモデルを追加。BL型B4・BP型ワゴンに「3.0R」、ワゴンに「3.0R ADA」を設定。
  - 10月22日 - BH型ランカスターの販売終了から5ヶ月のブランクを経て、「レガシィ アウトバック」追加。なお、当時アウトバックは広告展開上では別物として扱われていたが、正式車名は当初から「レガシィ アウトバック」であった[36]。グレードは「2.5i」と「3.0R」の2つのグレード構成となった。
  - 11月13日 - 2003-2004日本カー・オブ・ザ・イヤー（日本カー・オブ・ザ・イヤー実行委員会主催）を受賞。富士重工製車種としては初めての受賞だった。
  - 12月19日 - 日本での販売累計が100万台を突破。
- 2004年（平成16年）
  - 5月17日 - 年次改良を実施。B型となった。
    - A型では硬すぎたSpec B系のサスセッティングを変更した。車速感応式ワイパーやオーディオパネルのサイド部をアルミからアルミ調に変更。B4に「2.0 CNG」を追加設定。全グレードにメーカーオプションのサイド&カーテンエアバッグやマッキントッシュオーディオを選択できるようになった。オーナーの好みで装備を選択できた「2.0GTカスタマイズエディション」を廃止。

  - 10月19日 - B4/ワゴンに「3.0R Spec B」を追加設定。当初は6速MTのみの設定、のちに5速ATが追加された。専用チューンのビルシュタイン製ダンパーや専用グリルやスポイラー、18インチのホイールの採用で通常の3Lモデルとは差別化を図った。
- 2005年（平成17年）
  - 3月24日 - 世界累計生産台数が300万台を突破。ツーリングワゴンとB4に「2.0R B-SPORT」「2.0i B-SPORT」、ツーリングワゴンにのみ「GT-II」、アウトバックに「2.5i S-style」を設定した。
  - 5月24日 - 年次改良を実施。C型となった。
    - B4、ワゴンと共に取り付け位置によるサスセッティングの調整が行われた。ヘッドランプの色味の変更、センターキャップに六連星を採用。「3.0R spec B」に5速AT車、「2.0i」「2.0i Casual edition」に5速MT車、新ボティカラーの設定などが行われ、カーナビゲーションをDVDからHDD型式へと変更。
    - 同時に、2005年9月30日までの期間限定車として、3.0R,2.0GT,2.0Rをベースに南関東限定（東京スバル、神奈川スバル、埼玉スバル自動車、千葉スバル自動車での取り扱い）の「GLAENZEN（グレンツェン）」[注釈 12]も設定され、レガシィの中ではかなり高価な値付けがなされた（3.0Rで約456万円）。特別装備として本革とアルカンターラを組み合わせたレカロ社製シート「MAGNIFICA」（マニフィカ）を前席に2脚（1脚80万円相当）、スイス・SPORTEC社製アルミホイールの装着、マッキントッシュオーディオを標準搭載する。

  - 8月17日 - 特別仕様車「tuned by STI」を設定。600台限定だった。
- 2006年（平成18年）
  - 5月24日 - マイナーチェンジを実施。D型（後期型）となる。
    - 一部グレードのエンジンのシリンダーにELID研削法を導入。内外装が変更され、「SI-DRIVE」を3.0R系、2.0GT系に採用。また、ボティのストラット部の補強、サスペンションにも手が加えられ、結果として乗り心地の向上につながった。同時にメーターをはじめインテリアの質感も向上した。

  - 8月8日 - 特別仕様車「tuned by STI」を設定。600台限定だった。
  - 11月28日 - B4/ワゴンに「2.0i B-sport Limited」「2.0GT SI-Cruise Limited」「3.0R SI-Cruise Limited」を追加設定。2007年3月末までの限定販売だった。
- 2007年（平成19年）
  - 5月15日 - 年次改良を実施。E型となった。
    - 「3.0R」「2.0GT」「2.0GT Spec.B」にスマートエントリースタートキーが標準装備。「2.0R」のグレード名を「2.0R SpecB」に変更するとともに「3.0R SpecB」を廃止。先の「SI-Cruise Limited」をカタログモデル化した「2.0GT/3.0R SI-Cruise」の追加などが行われた。同時に3000 ccのMT仕様が廃止された。

  - 8月7日 -「tuned by STI」を発表。全国600台限定発売。
  - 11月14日 - ツーリングワゴン・B4・アウトバックに特別仕様車「Urban selection」を設定すると共に、ツーリングワゴンとB4に水平対向4気筒2500cc SOHCエンジン搭載車種「2.5i Urban selection」を追加。
- 2008年（平成20年）
  - 5月8日 - 年次改良を実施[37]。F型となった。
    - 「3.0R」「3.0R SI-Cruise」「2.0GT SI-Cruise」「2.0R Spec.B」を廃止。これにより水平対向4気筒2000ccのNAのDOHCエンジンのグレードは消滅した。新たに運転支援システム「EyeSight」を搭載した「3.0R EyeSight」「2.0GT EyeSight」を追加。また先の「Urban Selection」で登場した2.5リッターモデルをカタログモデル化し（「2.5i」「2.5i SI-Cruise」）SI-DRIVE搭載モデルを2.5リッターモデルにも拡大。
    - SUBARU50周年記念特別仕様車として、B4/ワゴンに「2.0i Advatage Line」を設定。2.0iをベースにエレクトロルミネセントメーター、キーレスアクセス＆プッシュスタート、メモリー機能付き運転席8ウェイパワーシート、左右独立温度調整機構付きフルオートエアコン、リアベンチレーション、MOMO製本革巻きステアリングホイール、パドルシフト、テレスコピックステアリング、バイキセノンヘッドランプ、イルミネーション付き前席カップホルダーが特別装備されていた。

  - 5月14日 -「究極のグランドツーリングカー」をコンセプトにしたSTI製コンプリートカー、「S402」を発表。
  - 10月29日 - 特別仕様車「Smart Selection」・「Premium Leather Limited」発売。「Smart Selection」は専用シート表皮の採用のほか、ベース車に対して一部装備を変更したモデル、「Premium Leather Limited」はブリックレッドの専用本革シートの採用のほか、クロームモール付サイドスカートなどを装備したモデルであった。

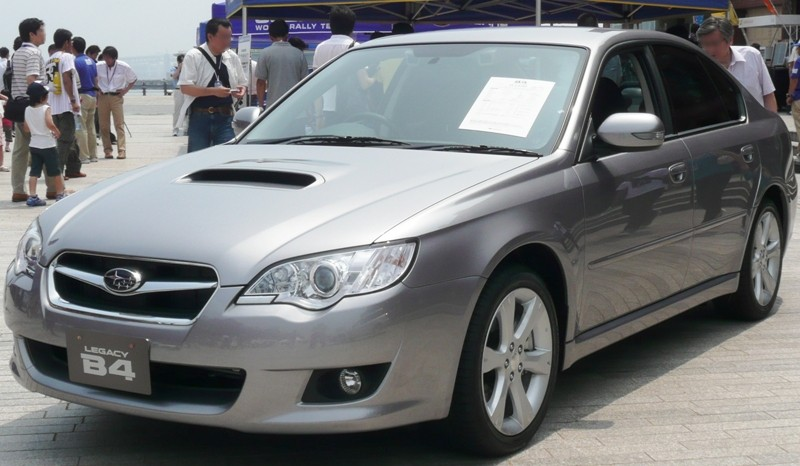
B4 2.0GT（後期型・日本仕様）
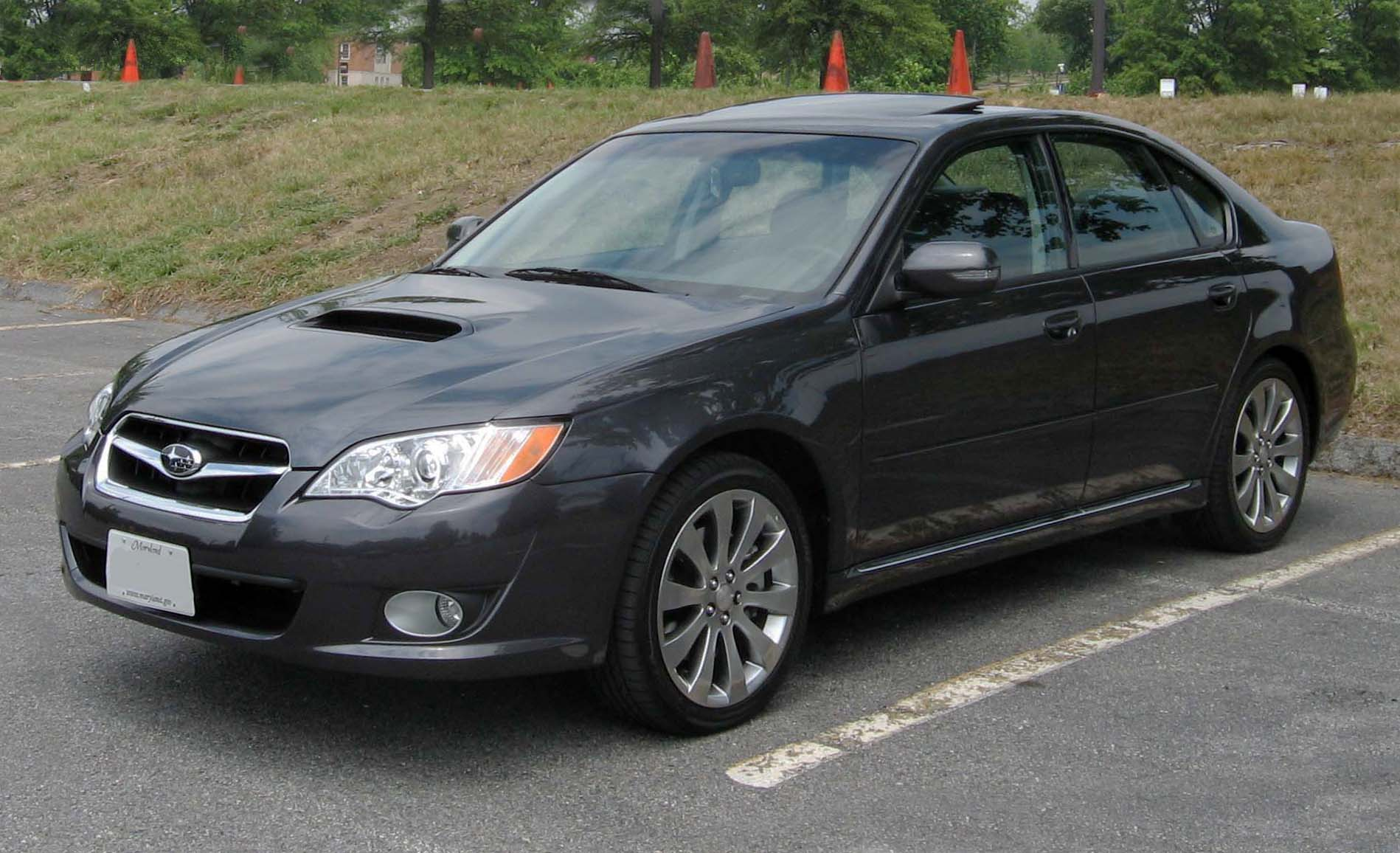
後期型・北米仕様
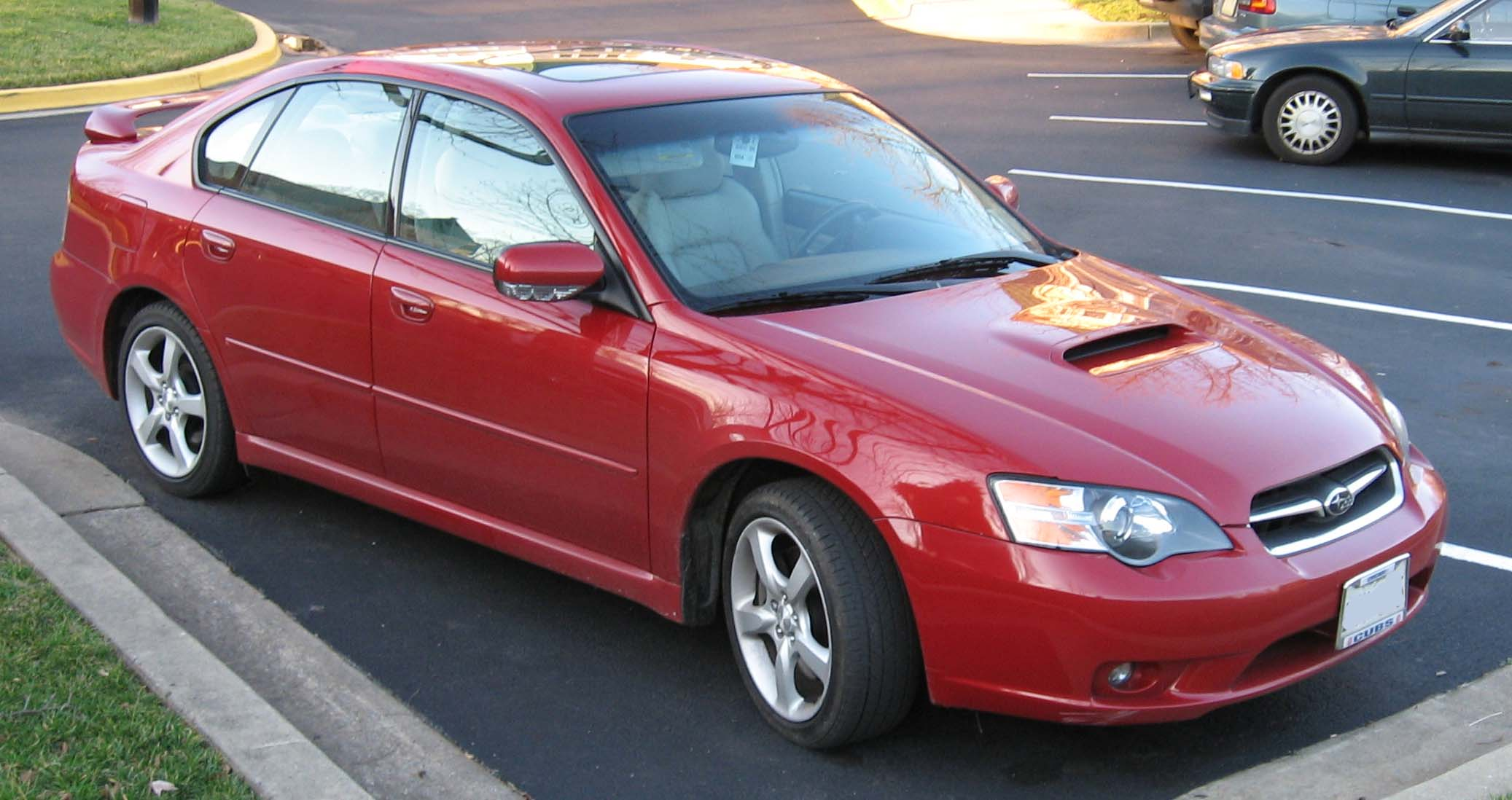
B4 2.5GT（前期型・北米仕様）
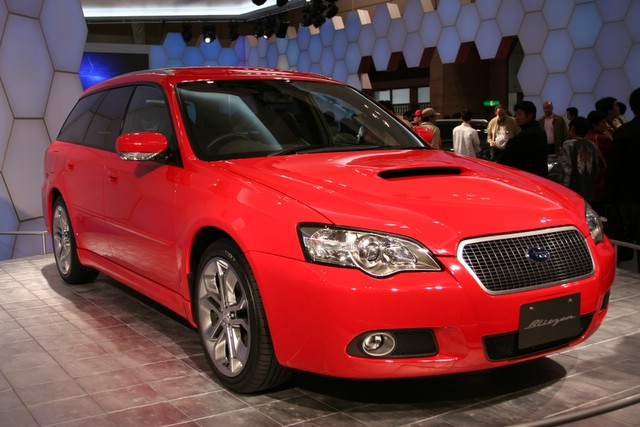
ツーリングワゴン ブリッツェン（2006年モデル）
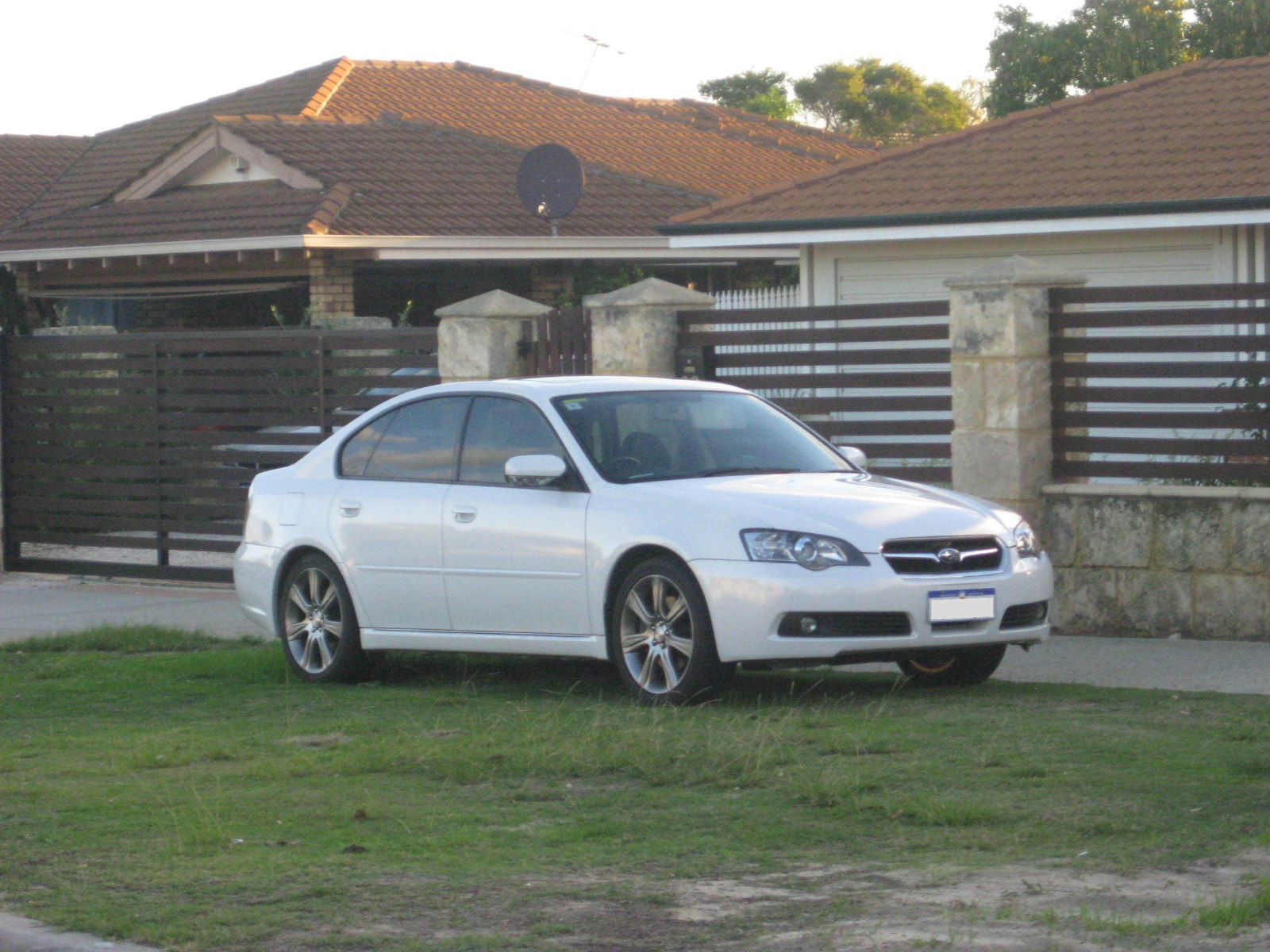
4代目レガシィ/リバーティ 3.0R（オーストラリア）
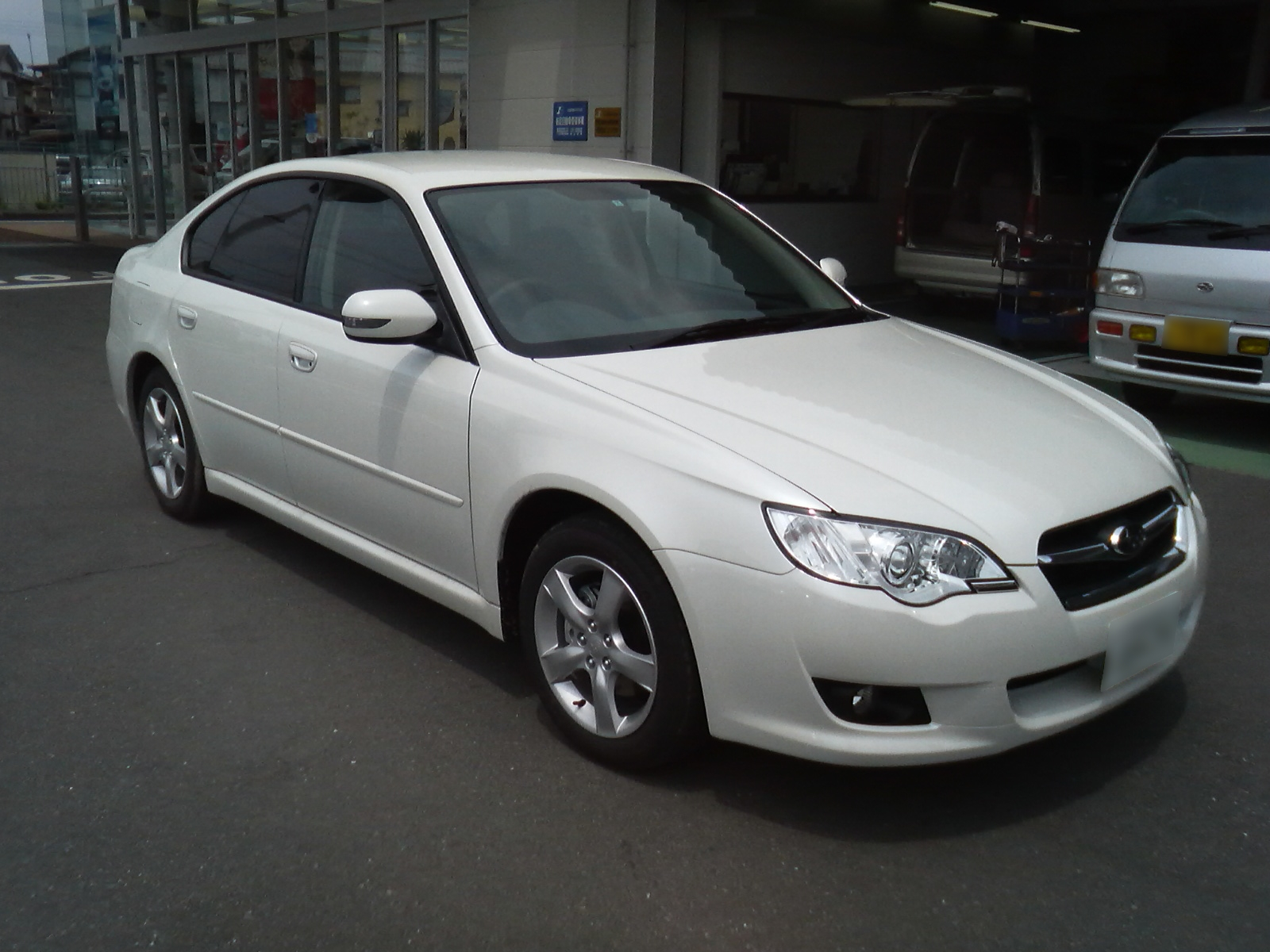
B4 2.0iアドバンテージライン(F型・フロント）
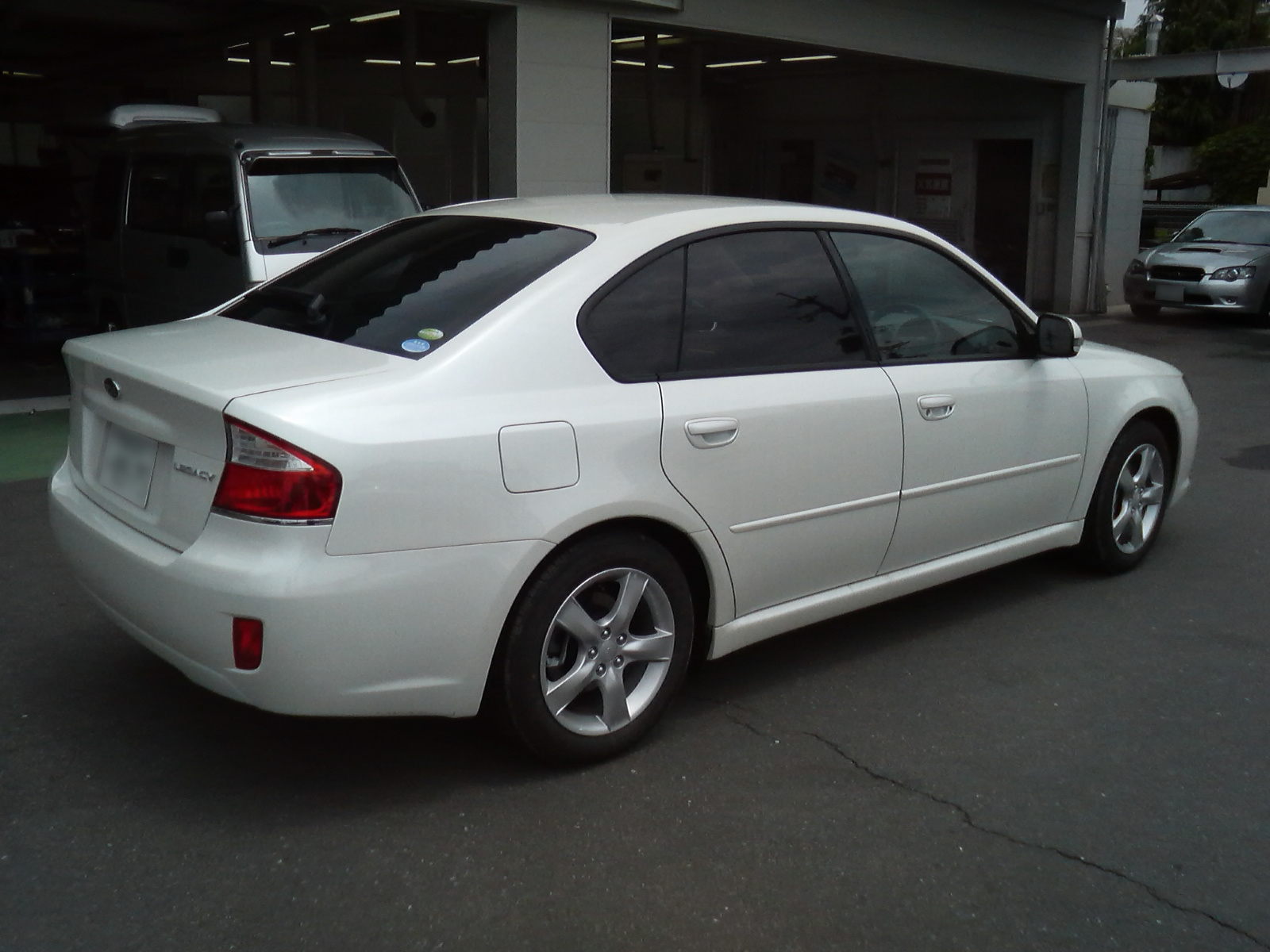
B4 2.0iアドバンテージライン(F型・リア）
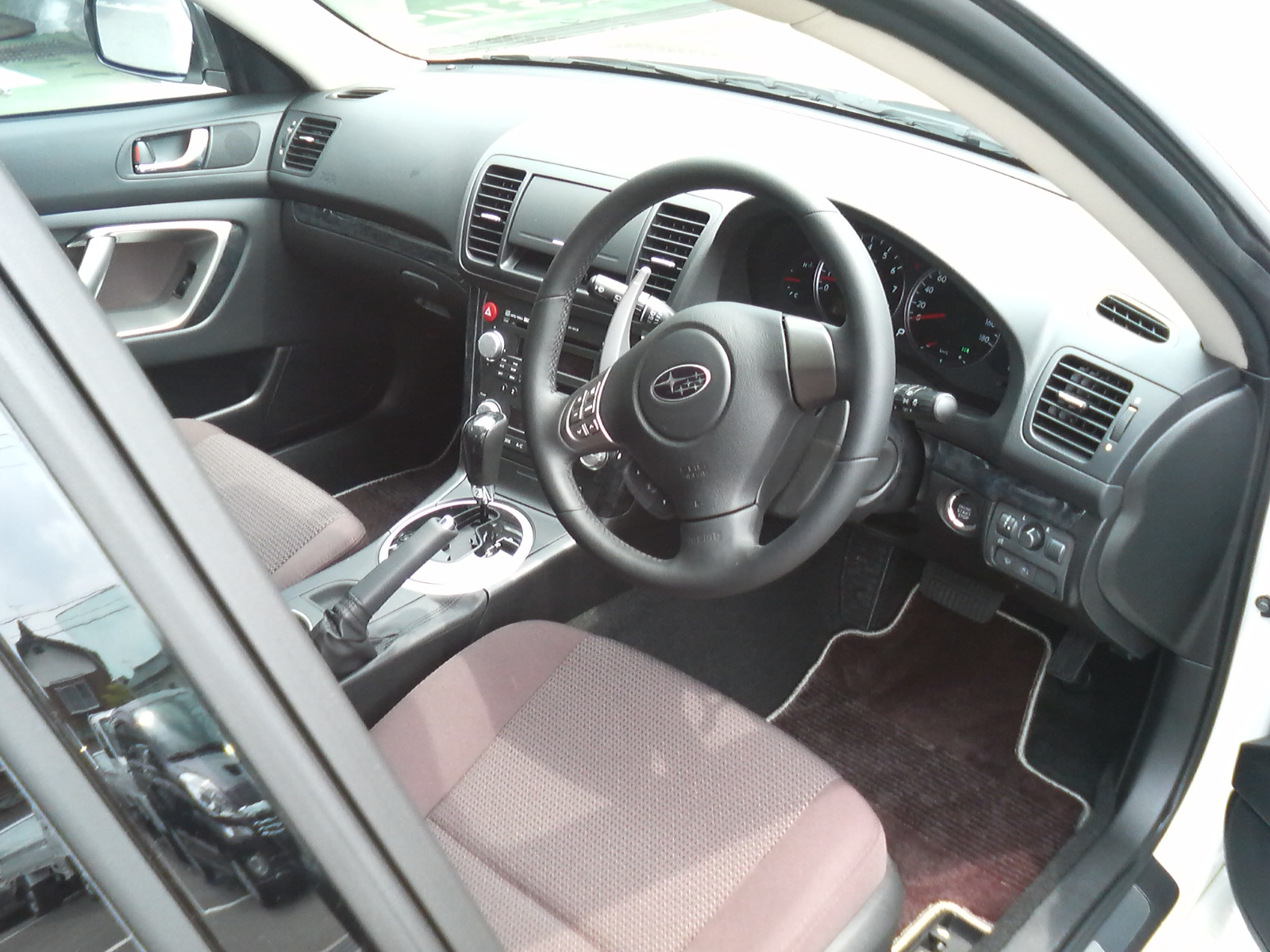
B4 2.0iアドバンテージライン(F型・内装）
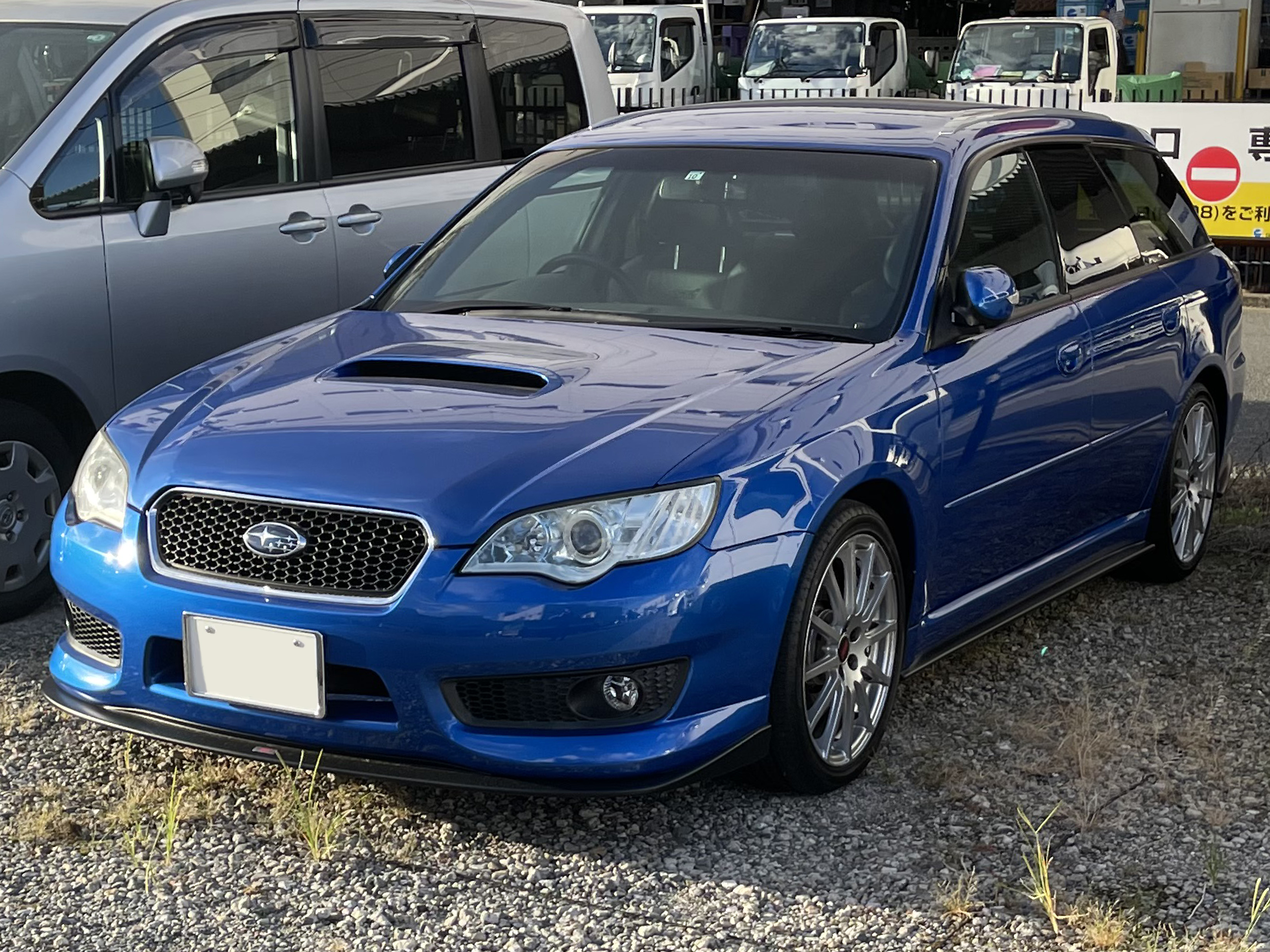
ツーリングワゴン tuned by STI
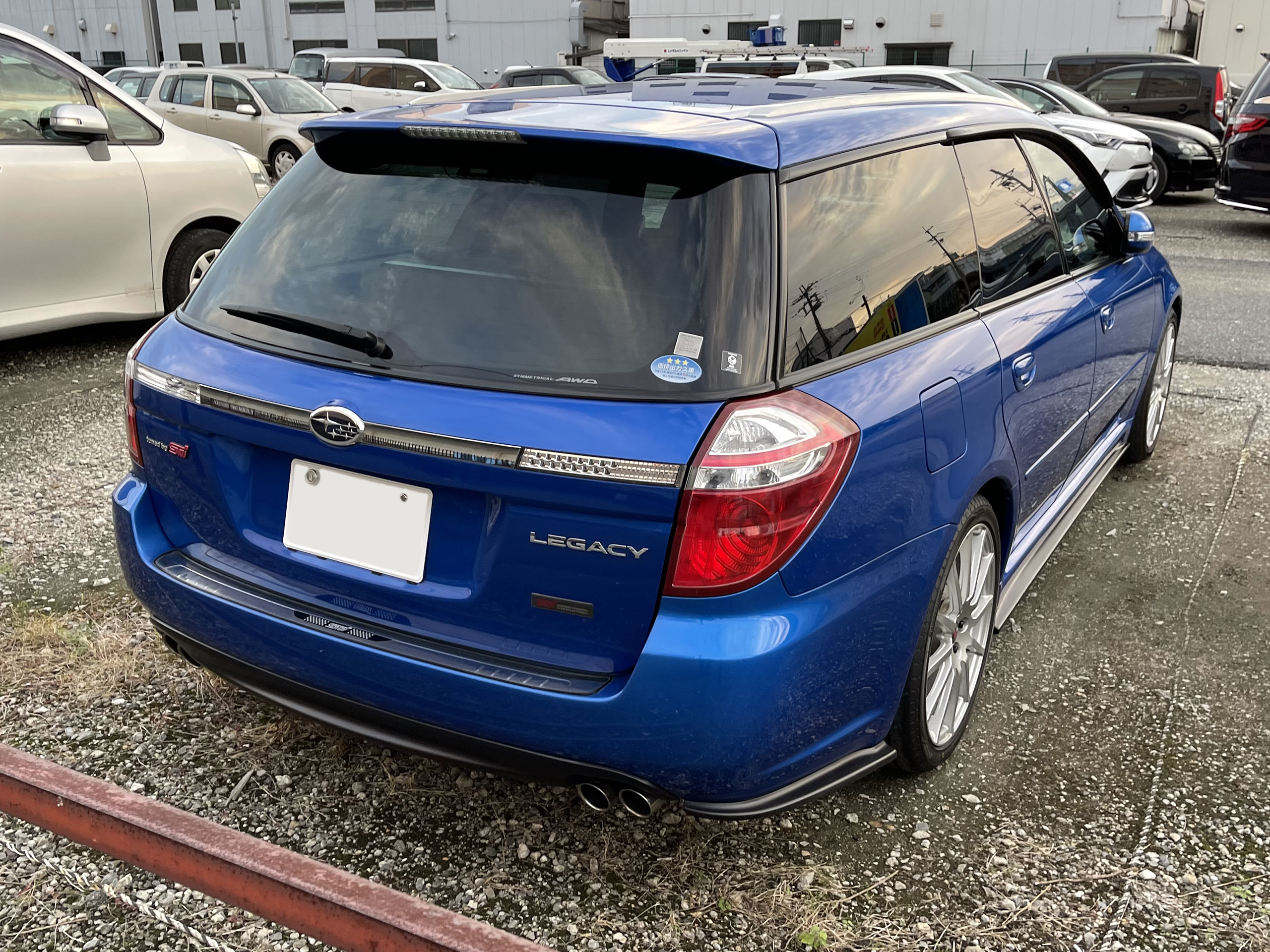
ツーリングワゴン tuned by STI リア

## 5代目 BM/BR系（2009年-2014年）
プロジェクト・ゼネラルマネージャーは、2009年4月より富士重工業執行役員・スバル商品企画本部長、STI社長を兼任する日月（たちもり）丈志。
2009年春に開催されたニューヨークオートショーにてプロトタイプが公開された。北米からの要望に応え、先代に比べ車体を拡大し、室内長・室内幅・室内高が広くなり、ゆとりがある室内空間を確保。最小回転半径5.5mと取り回しの良さも実現している。車体の大型化にあたっては、標準ボディを車幅1,780mmで設計し、北米仕様およびアウトバックはフェンダーの拡張で1,820mmとしている。一方で、各グレードにおいて先代より約100kgの重量増となった。
先代に引き続き、生産は日本とアメリカ合衆国の2ヵ国体制である。また、電動パーキングブレーキの採用（インパネ右端に装備、6速MTを含む全車に採用）でハンドレバーがなくなり、センターコンソールのレイアウトに余裕を持たせた。レオーネ以来の伝統であったサッシュレスドアが廃止され、一般的な窓枠（サッシュ）付きのドアになったことでドアの剛性向上と開口部の拡大に繋がっている。ドアノブもこれまでのフラップ式からバーグリップ式に変更された。ツーリングワゴンにおいては同じくレオーネ時代からの伝統であったDピラーのブラックアウトが廃止され、ボディ同色とされた。また、エンジンフードはコストを削減するためアルミ製ではなく鋼板製となった。
エンジンは4代目モデルから大型化し、2.0Lは廃止され、2.5L水平対向4気筒SOHCエンジン、2.5L水平対向4気筒DOHCターボエンジン、アウトバックのみに設定する3.6L水平対向6気筒DOHCエンジンの3種類とした。2.5LのSOHCエンジンには縦置きパワーユニットを搭載する量産四輪駆動車としては世界初となるチェーン式のバリエーター（主変速機機構）を採用したCVT「リニアトロニック（6速マニュアルモード付）」を新たに設定し、オーバードライブ走行時の燃費向上や、パドルシフトの採用で0.1秒以下の素早い変速を実現した。このモデルから、MT車が2.5Lターボ車（2.5GT S Package）のみの設定となった。
シリーズ全グレードオーディオレス（日本国内仕様に限り）であるが、メーカーオプションのHDDカーナビゲーションシステムは、高精彩8型VGAワイド液晶ディスプレイに、高速CPUと大容量HDDの採用し、快適な操作性を実現。またセットとして、オーディオリモートコントロールスイッチやリアビューカメラ、AV入力端子（後期型はUSBとミニジャック端子に変更）などが装備された。またメーカーオプションのナビ選択時に2種類のオーディオから選べるようになる。
米国IIHS（道路安全保険協会）は、2009年8月27日、スバル『レガシィ』（日本名：『レガシィB4』）と『アウトバック』（日本名：『レガシィアウトバック』）を「2009トップセーフティピック」に選定した。前面衝突の各項目、側面衝突、ボディ構造での各項目に置いて全て「優」の評価となった。
2010年1月21日　スバルコリアを通じて韓国で発売を開始することを発表（車名は同じ。韓国語：레가시、発音的にはレガシ）。同年4月末より発売を開始。なお、投入されるのはB4のみで韓国内においてツーリングワゴンは人気薄のジャンルであるため投入されない（同様の理由でBMWやメルセデス・ベンツ、アウディなどもワゴンモデルは韓国未導入）。ただし、ツーリングワゴンと共通のボディを有するアウトバックは投入される。
ヨーロッパ仕様においては、2.0LのDOHC自然吸気ガソリンエンジン、2.5LのSOHC自然吸気ガソリンエンジン、2.0LのDOHCディーゼルターボエンジンが設定されており、MT車のラインナップが豊富である。

### 年表
- 2009年（平成21年）
  - 5月20日 - ツーリングワゴン・B4・アウトバック共にフルモデルチェンジ[注釈 14]。3タイプ合わせて月間販売目標は3,000台と発表されている。ターボ車を含め全車「平成17年排出ガス基準75%低減レベル（☆☆☆☆）」を達成すると共に、ツーリングワゴンとアウトバックの2.5Lの一部グレード（ツーリングワゴンはオプション装着により、車両重量が1,520kg以上）で「平成22年度燃費基準+15%/+20%」を達成した。
  - 10月23日 - 2009-2010日本カー・オブ・ザ・イヤー特別賞「Best Value」を受賞[40]。
  - 11月4日 - 上記の受賞を記念し、ツーリングワゴンとB4の特別仕様車「2.5i L Package Limited」、「2.5i S Package Limited」を発売。
    - 前者は「2.5i L Package」をベースに、17インチアルミホイール、フロント16インチブレーキ、オートライト&オートワイパー、ヘッドランプウォッシャーなどを装備。一方の後者は「2.5i S Package」をベースに、専用ハイラスター塗装を施した18インチアルミホイール、フロント17インチブレーキ、助手席8ウェイパワーシート、キーレスアクセス&プッシュスタートなどを特別装備した。
- 2010年（平成22年）
  - 4月21日 - 自動車アセスメントにおける衝突安全性調査においてグランプリを受賞した。スバルとしては2007年度のインプレッサに次いで二度目の受賞である[41]。
  - 5月18日 - 一部改良を実施し、B型となる。
    - 先代に装備されていた「EyeSight」の進化版である「EyeSight(Ver.2)」をツーリングワゴン・B4の「2.5i」と「2.5GT」、アウトバック「2.5i」と「3.6R」の全6タイプに設定。EyeSight(Ver.2)は衝突回避性能を向上したプリクラッシュブレーキ、渋滞走行時などにおける追従性を高め、先行車が停車した時には自車も停車し、停止保持状態を維持する全車速追従機能付クルーズコントロール、前方で障害物を検知した状態で、ペダルの踏み間違いによる誤発進を抑制するAT誤発進抑制制御などの機能を備える。これ以外にも「L Package」では17インチアルミホイール、オートライト&オートワイパー、ヘッドランプウォッシャーなどを、「S Package」では左右独立温度調整機能付フルオートエアコン、助手席パワーシートなどをそれぞれ装備し機能を充実。
    - EyeSight非搭載グレードにもクルーズコントロールを標準装備した。また、ツーリングワゴンとアウトバックの「2.5i L Package」と「2.5i EyeSight」は「平成22年度燃費基準+25%」を達成した。さらに、ツーリングワゴンとB4には「2.5i」をベースに専用16インチアルミホイール、HIDロービームランプ、本革巻ステアリングホイールなどを装備した特別仕様車「2.5i S-style」を同時発売した。なお、グレード体系が整理され、ツーリングワゴンとB4は「2.5GT」の「L Package」と「SI-Cruise」を廃止。アウトバックの3.6L車は「3.6R Eyesight」に一本化された。

  - 6月8日 - スバルテクニカインターナショナルより特別仕様車「2.5GT tS」を発売。6月25日発売、11月7日受注分までの600台限定販売。
    - ツーリングワゴンとB4の「2.5GT S Package」をベースに、専用チューニングのサスペンション、フレキシブルタワーバー・フロントなどを装備して路面追従性を高め、しっかり感のある乗り味としなやかな乗り心地を実現したほか、STI製のフロントアンダースポイラー、リアスポイラー、18インチアルミホイール、アルカンターラ/本革シートなどを採用した。

  - 11月16日 - 特別仕様車「2.5i EyeSight Sport Selection」、「2.5GT EyeSight Sport Selection」を設定し、発売[42]。
    - ツーリングワゴンとB4の「2.5i S Package」、「2.5GT S Package」をベースに、運転支援システム「EyeSight (ver.2)」、シルバーアルカンターラ/ブラック本革シート、シルバーアルカンターラのドアトリム、ハイラスター塗装のアルミホイールを装備した
- 2011年（平成23年）
  - 6月14日 - 一部改良を実施し、C型となる。
    - ツーリングワゴンとB4に特別仕様車で発売されていた「EyeSight Sport Selection」の装備内容を見直し、「2.5i EyeSight S Package」・「2.5GT EyeSight S Package」としてカタロググレード化。さらに、足回りの見直しによる走行性能の強化、「EyeSight」の性能向上、室内側から確認できるターンインジゲーター付ドアミラーの採用、ボディカラーに新色「アイスシルバー・メタリック」の追加などを実施。なお、2010年5月の一部改良時に発売されたツーリングワゴンとB4に設定の特別仕様車「2.5i S-style」はベース車の改良を受け販売を継続する。

  - 11月22日 - ツーリングワゴンとB4の「2.5i」をベースとした特別仕様車「2.5i EyeSight B-SPORT」を発売。
    - 「EyeSight(ver.2)」を標準装備するとともに、「2.5GT」に装備されているスリムスポークタイプの17インチアルミホイール、「2.5i S Package」に相当する外観（フロントグリル・フロントバンパー・サイドシルスポイラー）、ブラックベゼル仕様のHIDロービームランプ、キーレスアクセス&プッシュスタートを装備しながらも購入しやすい価格設定とした。併せて、メーカーセットオプションとして「2.5i S Package」相当のアルミパッド付スポーツアルミパネルやカーボン調加飾パネルを採用するとともに、シートはファブリック（スポーティクロス）と合成皮革の専用仕様とするとともに前席はパワーシート（運転席10ウェイ・助手席8ウェイ）仕様に変更。左右独立温度調整機能や後席ベンチレーションを備えるフルオートエアコンやSRSサイドエアバッグ・SRSカーテンエアバッグも装備し付加価値を高めた「G Package」も設定される。なお、「G Package」は「平成22年度燃費基準+25%」を達成している。
- 2012年（平成24年）
  - 5月8日 - マイナーチェンジを実施し、D型に移行。
    - 外観はフロントフェイスを一新して引き締まったスポーティーデザインとなり、内装は加飾パネルをダークメタリック調に変更し、新デザインのシート表皮を採用。電動パーキングブレーキはセンターコンソールのシフトレバー後方に、SI-DRIVEのスイッチをステアリングスイッチの右下に移設したことで操作性を向上させた。「2.5i」を除く全グレードでルミネセントメーター中央部に3.5インチカラー液晶のマルチインフォメーションディスプレイが設けられ、各種情報を的確に読み取れるようになった。NAエンジンは新世代ボクサーエンジンであるFB25型に置換（併せて、車両型式をBMM/BRM型に変更）し、「リニアトロニック」はパーツやレイアウトを最適化することで小型・軽量化。さらに、一部グレードでシリーズ初となるアイドリングストップシステムも搭載。これにより、全タイプの「2.5i L Package」と「2.5i EyeSight」は「平成27年度燃費基準」を達成した。
    - 「EyeSight(ver.2)」はカメラ画像認識処理の変更により、遅い車両への追いつき時の応答性改善やカーブ時の前走車認識性能が向上し、衝突回避性能が高められた、アイドリングストップ搭載車では協調制御を行うことにより燃費と利便性向上の両立が図られた。また、一定車速以上走行時にブレーキとアクセルが同時に踏まれた場合にはエンジン出力を絞ってブレーキを優先させる「ブレーキオーバーライド」も採用した。これにてレガシィは発売23年目で全車DOHC化された[注釈 15]。
    - ツーリングワゴンとB4には新グレードとして「2.0GT DIT（Direct Injection TURBOの略）」を追加。同時に「リニアトロニック」は高トルクに対応するため、ケースの強度アップやトルクコンバーターの変更などを行い、AWDはリニアトロニック搭載車では初となる「VTD-AWD（不等&可変トルク配分電子制御AWD）」を採用。「SI-DRIVE」は「スポーツ#（S#）」モード時に8段ステップ変速を設定。ハイパフォーマンスでありながら、燃費性能も高く、「平成22年度燃費基準+25%」を達成している。シャシーにおいてはサスペンション剛性の強化やダンパーチューニングやスタビライザー径のサイズアップを行い、高速領域や車線変更時、連続コーナー走行時においての安定性を高めた。
    - グレード体系の見直しも行い、ツーリングワゴンとB4は「2.5i S Package」[注釈 16]を廃止するとともに、「2.5GT」系は「2.5GT EyeSight」に一本化。またエンジンはシングルスクロールターボ（前期型と同一の仕様）と改称し、このグレードのみ価格改訂を行い、ツーリングワゴン、B4共に値上げを実施した。これにより、「2.5GT S Package」のみに設定されていた6MT車を廃止した。「2.5i」はS-styleと統合し、同等の装備が付くようになった。ちなみに、メーカーオプションのHDDカーナビゲーションシステム装着車に地上デジタル放送のチューナーとアンテナが装備され、さらにマッキントッシュ・サウンドシステムは10スピーカーから12スピーカーになるなどの大幅な改良を施した。「2.5i L Package」でのマッキントッシュ・サウンドシステムのオプション設定がなくなった代わりに、プレミアムサウンドシステムのオプション設定を全グレードに拡大した。
    - ボディーカラーは、「サテンホワイト・パール」と「クリスタルブラック・シリカ」以外全て差し替えとなり、「ダークアメジスト・ギャラクシィ」を廃止した。

  - 9月4日 - ツーリングワゴンとB4に設定されている直噴ターボエンジン車「2.0GT DIT」に運転支援システム「EyeSight（ver.2）」を標準装備した「2.0GT DIT EyeSight」を追加発売。
  - 11月13日 - 2011年11月に開催された「第42回東京モーターショー」に参考出品された「レガシィB4 2.5GT EyeSight S Package 〜Premium Leather Selection〜」を忠実に再現した特別仕様車「Premium Leather Selection」を発売。
    - ツーリングワゴンとB4の「2.5i EyeSight S Package」、「2.0GT DIT EyeSight」をベースに、ハイラスター塗装の18インチアルミホイール、サテンメッキドアミラー、シルバー&クロムメッキドアハンドル、専用ブライトパールレザーシート、専用シルバーカーボン調加飾パネル （スクエアバイアス）、USB電源（フロント・リアに2口ずつ）を装備した。ボディーカラーは、「ヴェネチアンレッド・パール」以外の5色を展開。
    - 同時にスバルテクニカインターナショナルから、ツーリングワゴンとB4の「2.5i EyeSight S Package」をベースにSTIによるチューニングを施し、STI製18インチアルミホイールやスポイラー（フロントアンダー・リア）などを装備した「2.5i EyeSight tS」を発売。こちらは2013年3月12日受注分までの300台限定販売である。

- 2013年（平成25年）
  - 5月14日 - 一部改良を実施し、E型となる。
    - 新たに、2.5L・NA車の最上位グレードである「2.5i EyeSight S Package」と共通デザインの専用フロントグリルやブラックベゼルのHIDロービームランプ等の外装を採用するとともに、マルチインフォメーションディスプレイやフルオートエアコン（左右独立温度調整機能、後席ベンチレーション）も装備した充実仕様のエントリーグレード「2.5i B-SPORT」、「2.5i B-SPORT」の装備内容に「EyeSight(Ver.2)」とオールウェザーパックを追加装備した「2.5i B-SPORT EyeSight」、「2.5i B-SPORT EyeSight」に運転席10ウェイパワーシート/助手席8ウェイパワーシートやSRSサイドエアバッグ+SRSカーテンエアバッグ等を追加し、アルミホイールを17インチにサイズアップした「2.5i B-SPORT EyeSight G Package」を新設。
    - 同時に、グレード体系の整理を行い、「2.5i」、「2.5i L Package」、「2.5i EyeSight」およびシングルスクロールターボ車の「2.5GT EyeSight」を廃止。これにより、初代から搭載されてきたEJエンジン搭載車はラインナップから消滅した。

  - 10月29日 - ツーリングワゴン・B4の「2.0GT DIT EyeSight」をベースに、18インチアルミホイール（ブラック塗装+切削光輝）、電動格納式リモコンドアミラー（ブラック）、カラードリアゲートガーニッシュ（ツーリングワゴンのみ、B4はベース車に標準装備）、260km/h表示のマルチインフォメーションディスプレイ付ルミネセントメーター、シルバーカーボン調加飾パネル（スクエアバイアス）、ブラックルーフトリム&ピラートリムを装備した特別仕様車「2.0GT DIT spec.B EyeSight」を発表（11月28日販売開始）[43]。
- 2014年（平成26年）4月25日 - 現行型の受注を6月末日をもって終了することを発表。併せて、次期モデルの年内発表がアナウンスされたが、次期モデルではセダンのB4とクロスオーバーSUVのアウトバックの2タイプのみの設定とされ、ツーリングワゴンは後継車レヴォーグの登場により、B4のターボエンジン搭載車はWRX S4に統合されるかたちでそれぞれ廃止となった[44]。

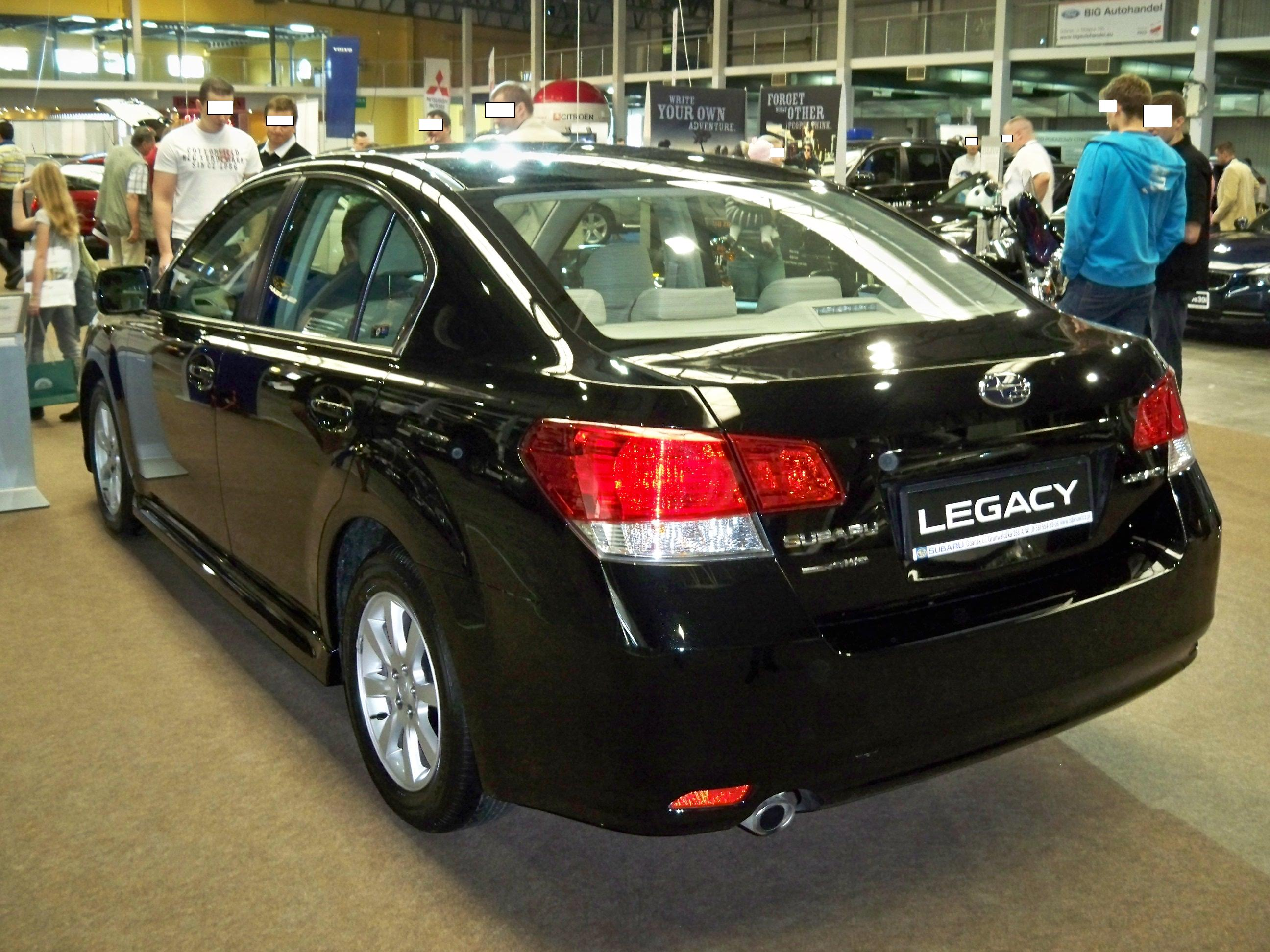
B4 リア（欧州仕様）
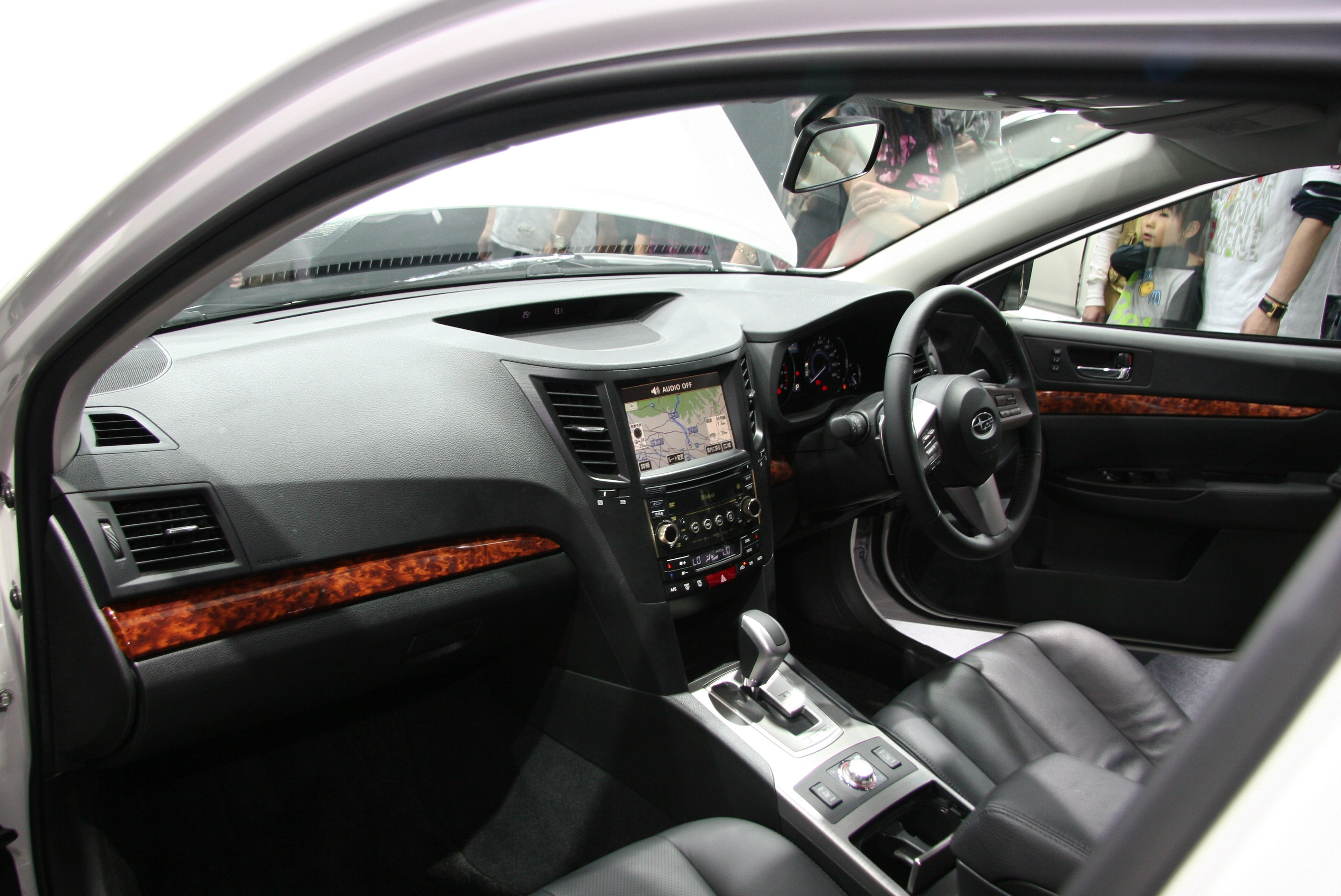
室内（レガシィB4）
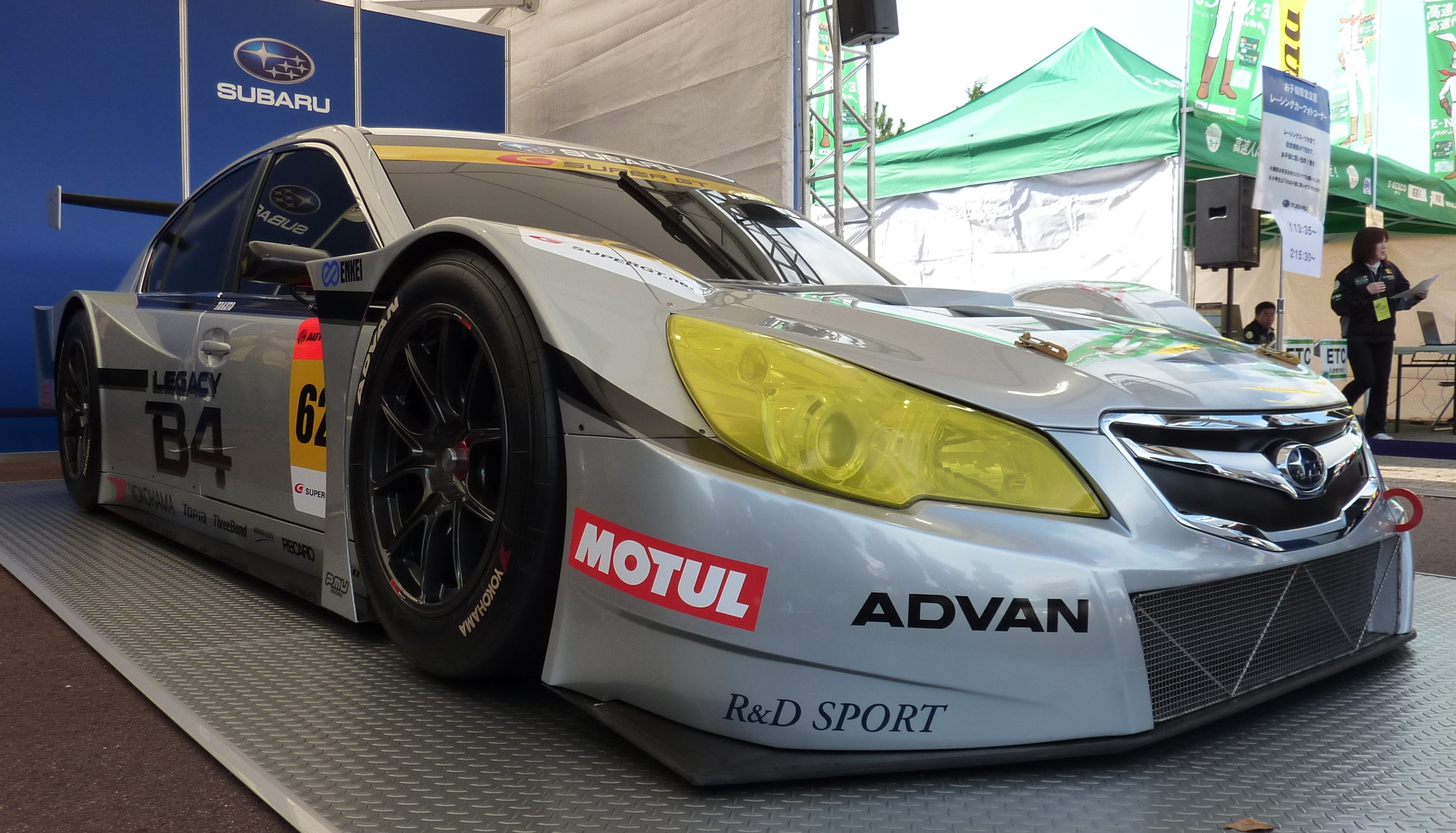
B4（GT2009年仕様）
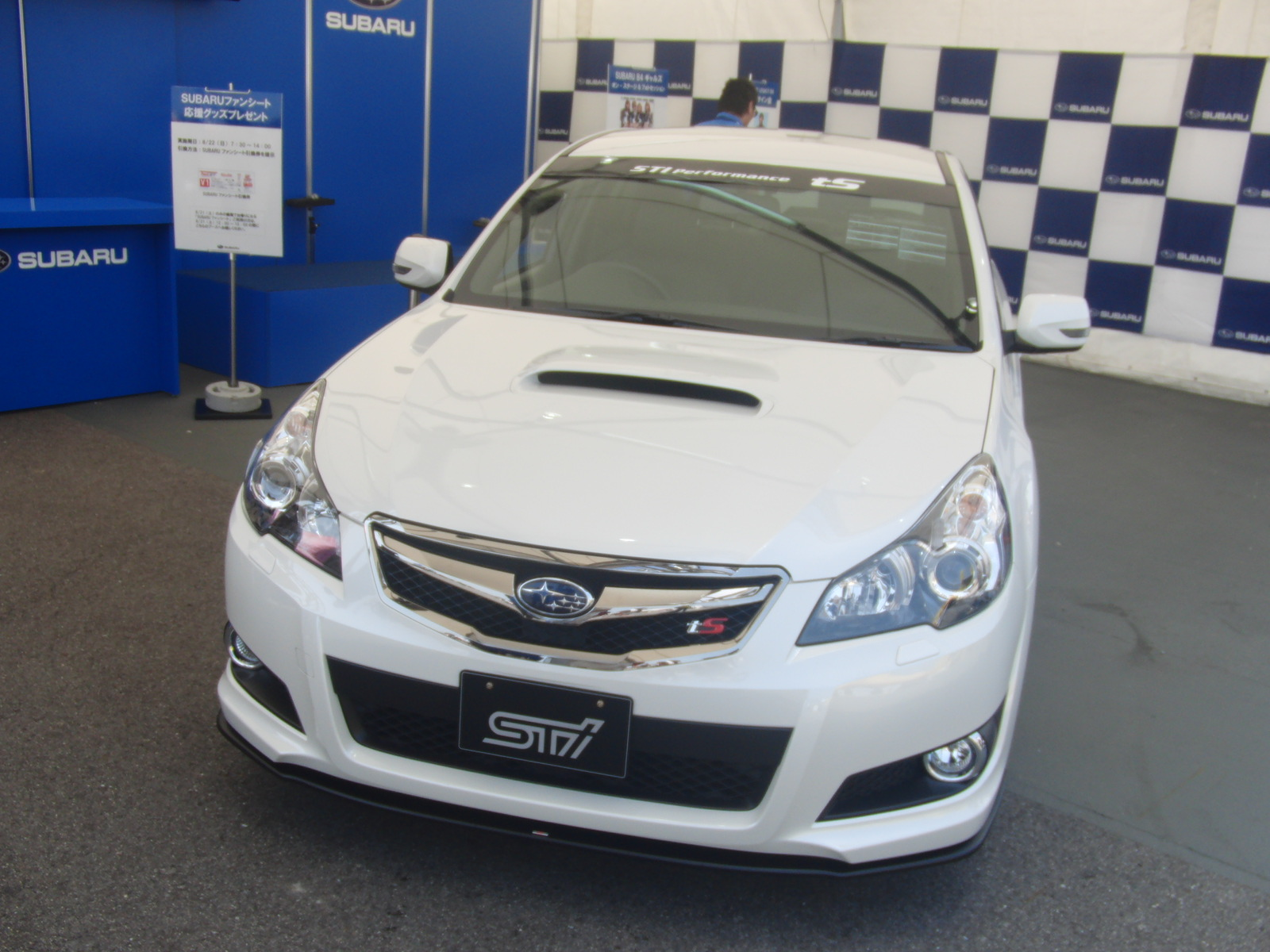
B4 2.5GT tS
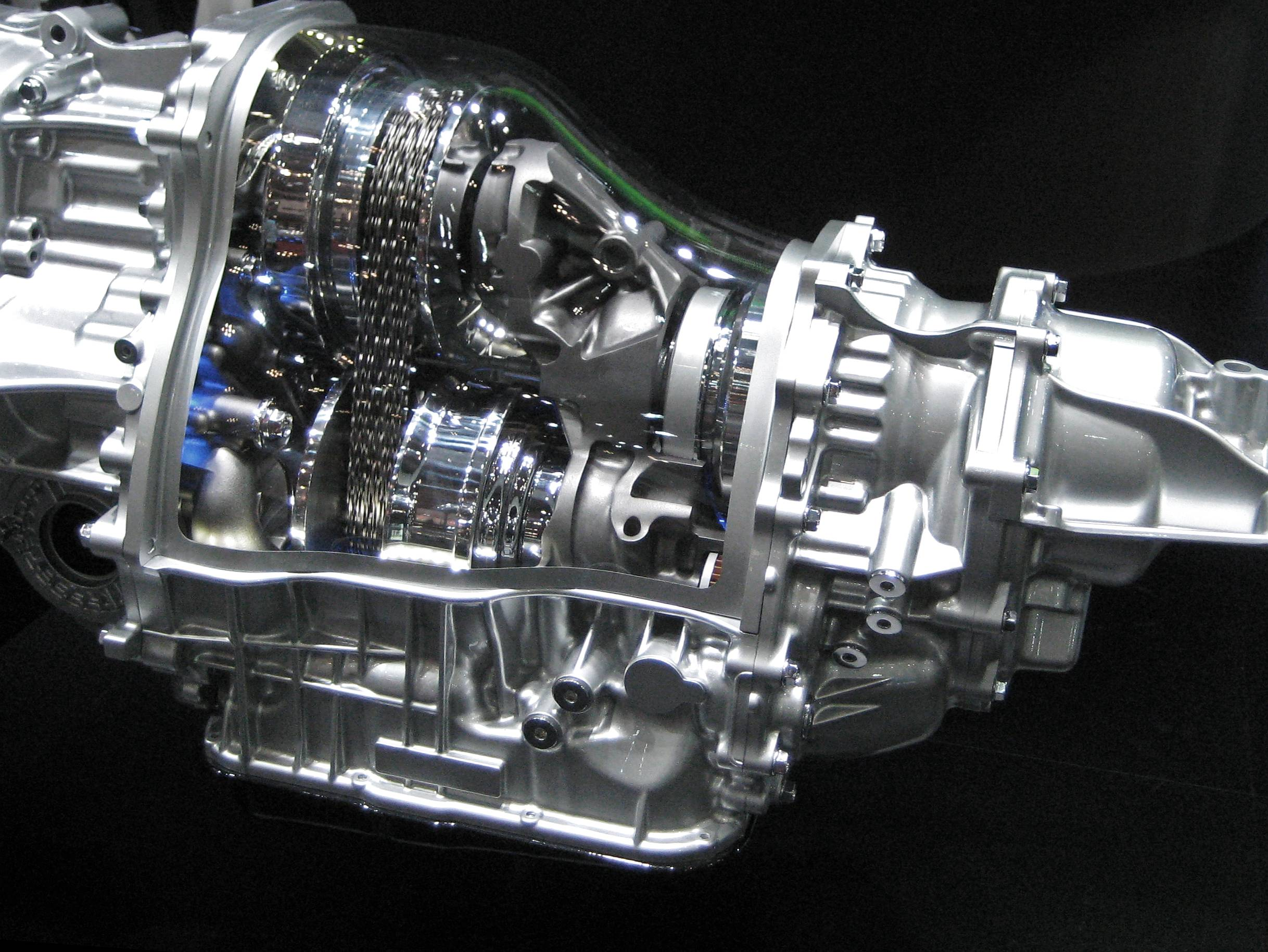
リニアトロニックCVT
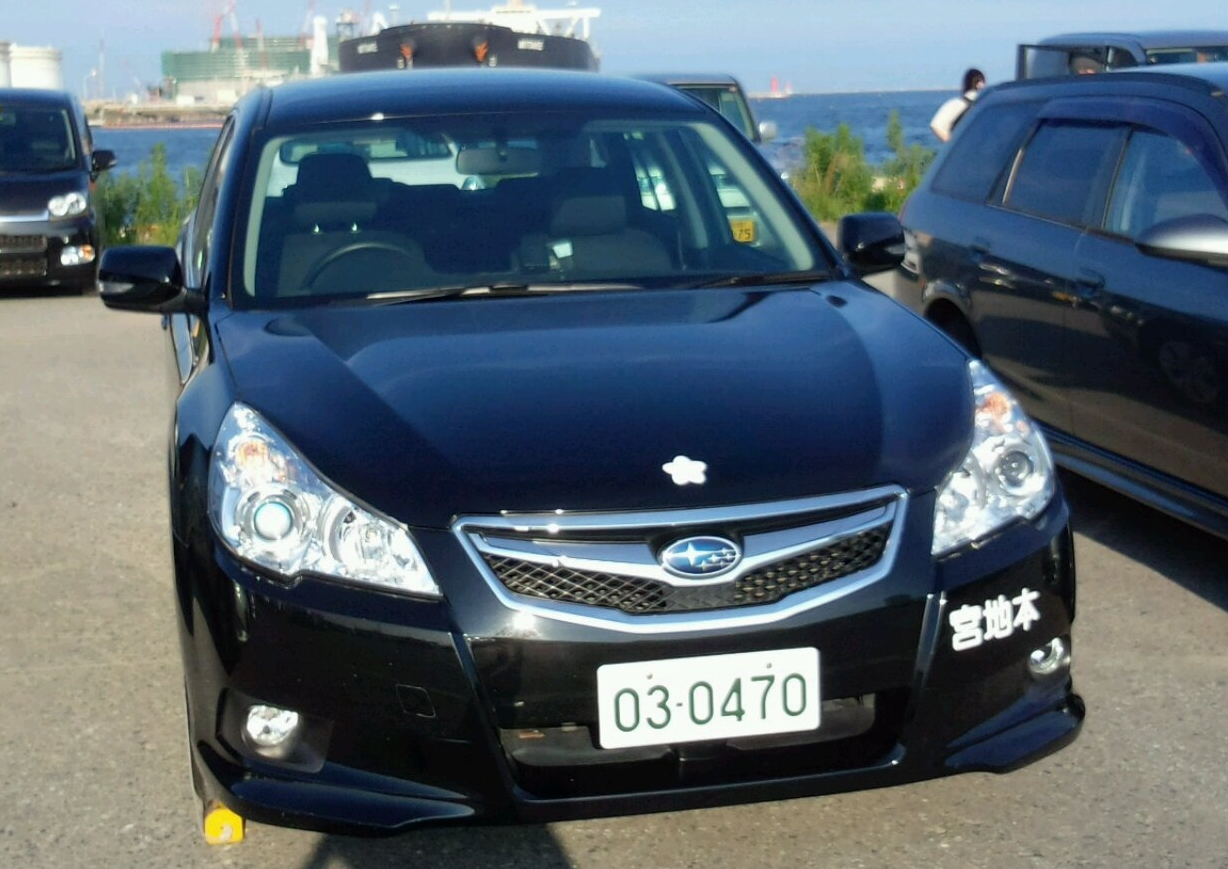
陸上自衛隊の業務車
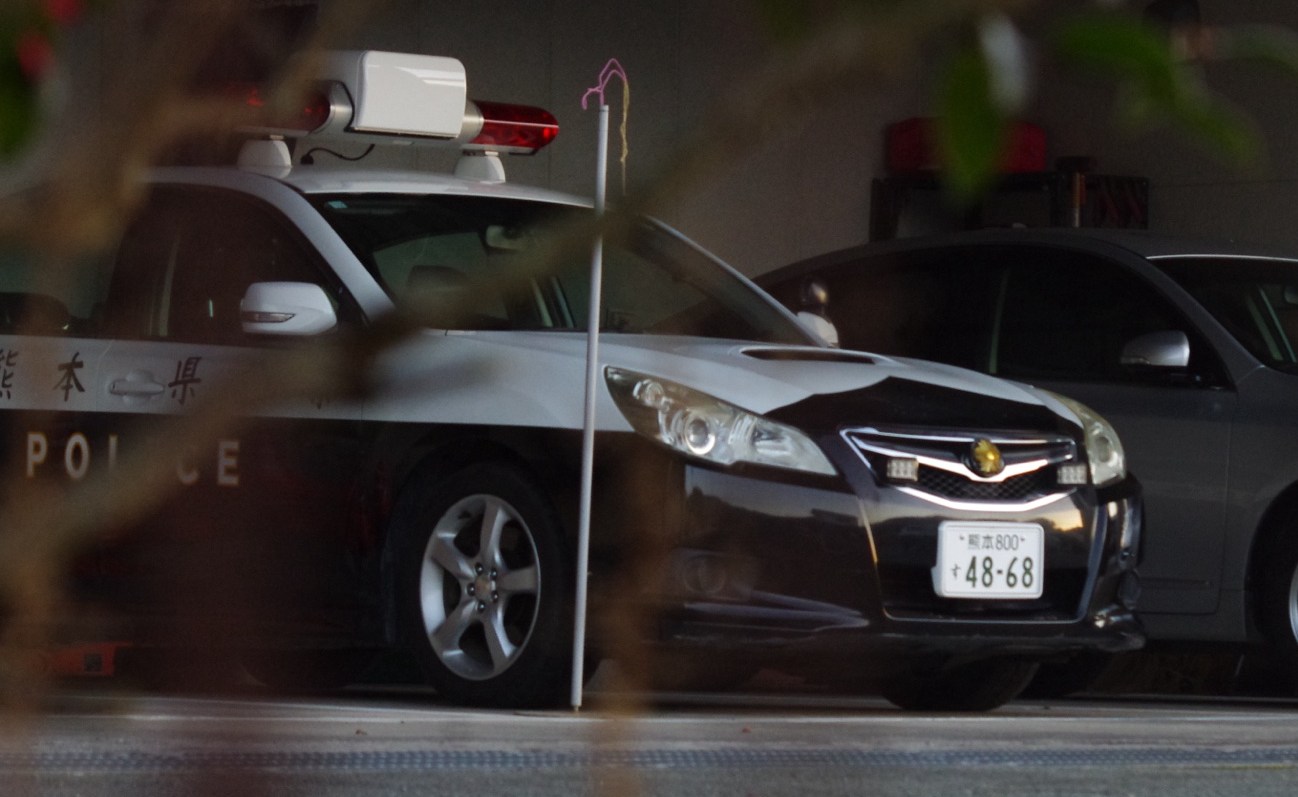
熊本県警のレーザーパト

## 6代目 BN/BS系（日本仕様・2014年 - 2020年、北米仕様・2014年 - 2019年）
6代目の日本仕様はツーリングワゴンが廃止され、4ドアセダンの「レガシィB4」とクロスオーバーSUVの「レガシィアウトバック」の2ボディ構成となった。なお、海外仕様は先代に引き続き「レガシィ」（豪州市場のみリバティ）の名称で販売される。なお、本項では、「レガシィB4」について述べる。
フロントバンパーは一体型ヘキサゴングリルとホークアイヘッドランプによってスバル車のファミリーフェースを構築し、リアコンビランプはヘッドランプと共通のモチーフを採用。また、塊感のあるフォルムとのびやかなキャラクターラインにより、たくましさと機敏な走りの両面を表現した。
ボディサイズは、先代に対して全長は50mm、全幅は60mm拡大された。なお、全高は5mm低くなり、ホイールベースは先代と共通の2,750mmである。
インテリアでは、筒型2眼メーターを採用し、メーター中央にEyeSightやSI-DRIVEの作動状況を表示する大型カラー液晶マルチインフォメーションディスプレイを搭載。「Limited」はメーターリング照明も装備した。また、ダッシュボードをソフトパッド化し、クッション厚を増したアームレストを採用する等、インテリアの品質も向上。内装色はブラックとアイボリーの2色展開とした。さらに、日本仕様のスバル車では初採用となるハーマン・カードンサウンドシステムおよびSDナビゲーションをメーカーオプション設定した。
Aピラーの付け根を前出しすることでキャビンを拡大するとともに、ドアミラーのショルダーマウント化やフロントパーテーションガラスの採用により、ドアミラー前方の死角を減らし、前方視認性を向上。また、前席はシート間距離を広げ、ドアトリム構造を見直すことで着座時のスペースを拡大。後席も前後席間距離の拡大により足元スペースを拡大した。
エンジンは先代から継続搭載される水平対向4気筒2.5L「FB25」型のみとなり、2.0Lターボエンジン「FA20」型は廃止された。また、北米市場を中心とした海外仕様では、先代に引き続き、水平対向6気筒3.6Lエンジン「EZ36」型を設定している。「FB25」型は、形式名こそ先代モデルと共通だが、約8割の部品を新設計とした改良型である。吸排気系、燃焼系を中心に大幅な進化を織込むことで、実用域での扱い易さや軽快な走りを維持しながら、燃費性能の向上を果たしている。また、チェーンの駆動音やピストン、オルタネーターなどの作動音を低減することで静粛性を高めるとともに、エンジンフィーリングの上質感を高めている。さらに、吸気音をチューニングし、心地よいエンジンサウンドを実現している。最高出力は、+2PS(+2kw）の175PS（129kw）とわずかに向上。最大トルクの数値は24.0kgf･m（235N･m）で、先代から変化はない。
リニアトロニックにも改良が施され、アクセル開度によって変速特性を切り替えるオートステップ変速制御や6速マニュアルモードのパドルシフトを採用。また、トランスミッション内部のフリクション低減により燃費性能を向上し、ダイナミックダンパーなどを追加することで振動騒音も低減した。
ボディやサスペンション取り付け部の剛性を高めることでサスペンション部がしなやかに動く質感の高い走りを実現し、サスペンションはスタビライザーの改良やショックアブソーバーの減衰特性を最適化し、「Limited」には新バルブの採用とフロントストラットシリンダ径拡大により、ダンパーのピストン速度域に応じた減衰特性の設定が可能となる「スタブレックス・ライド（STABLEX-Ride）」を採用。コーナリング時の安定性と快適な乗り心地を両立させている。
ステアリングは小型・軽量・高出力性能のコントロールユニットを内蔵した電動パワーステアリングを採用。ブレーキは、高応答性ブースターを採用するなど、応答性、コントロール性を向上させている。
安全性能では、先進安全技術であるEyeSightを大幅に進化。より広角かつ遠方まで補足し、カラー認識も実現したEyeSight(ver.3)に進化。操舵支援機能であるアクティブレーンキープをはじめ、AT誤後進抑制制御、ブレーキランプ認識制御などの新機能を追加したほか、プリクラッシュブレーキや全車速追従機能付クルーズコントロールの性能向上を図っている。また、旋回時のトレース性を高めるアクティブトルクベクタリングを新採用したほか、ホットプレス成形材をはじめとする高張力鋼板の採用範囲を拡大することで、軽量化を図りながら全方位からの衝突に対してトップレベルの安全性も両立した。

### 年表
- 2013年（平成25年）11月14日 - 2013年ロサンゼルスオートショーにて「レガシィ コンセプト」を世界初公開[45]。2014年にレガシィ生誕25周年を迎えるに当たり、次期モデルのデザインの方向性を提示する「ミッドサイズセダンコンセプトモデル」として発表された。
- 2014年（平成26年）
  - 2月7日 - 2014年シカゴオートショーで6代目レガシィの米国仕様を世界初公開[46]。米国仕様は、水平対向4気筒2.5L、水平対向6気筒3.6Lの2種類のエンジンを搭載することを発表。
  - 10月1日 - 新型レガシィ アウトバック／B4の専用サイトを開設[47]。同年10月24日にフルモデルチェンジすることも合わせて発表。
  - 10月24日 - フルモデルチェンジ[48]。
    - グレード構成は標準仕様の「LEGACY B4」（以下、B4）と上級グレードの「LEGACY B4 Limited」（以下、B4 Limited）の2種を用意。エンジンは、水平対向4気筒2.5L「FB25」型を搭載し、トランスミッションは自動無段変速機「リニアトロニック」（6速マニュアルモード付）を組み合わせる。駆動方式は、全車「アクティブトルクスプリットAWD」のみの設定である。
    - ボディカラーは、新設定の「クリスタルホワイト・パール（有料色）」、「ラピスブルー・パール」に加え、先代から継続設定となる「アイスシルバー・メタリック」、「ダークグレー・メタリック」、「クリスタルブラック・シリカ」、「ヴェネチアンレッド・パール（有料色）」、「ディープシーブルー・パール」の全7色を設定。
- 2015年（平成27年）
  - 9月10日 - 一部改良（スバルは「改良」と表記）[49]。（10月1日発売）
    - 先進安全装備「アドバンスドセイフティパッケージ」を標準装備。「アイサイト」での前方検知に加え、レーダーシステムによる後側方の検知を可能とする機能である。パッケージ化された機能のひとつ、「スバルリヤビークルディテクション（後側方警戒支援機能）」は、「死角検知機能（BSD：Blind Spot Detection）」、「車線変更支援（LCA：Lane Change Assist）」、「後退時支援（RCTA：Rear Cross Traffic Alert）」で3つの機能で構成される。いずれも、ドアミラーでは見えにくい車両を検知すると、ドアミラーに付いているLEDランプを点灯または点滅させることでドライバーに注意を促す機能。一方、ハイビームアシスト（自動防眩インナーミラー付）は、ルームミラー一体型の単眼カメラを新採用することで、先行車や対向車を検知して、ヘッドランプのハイビームとロービームを自動で切り替える機能である。
    - 「B4 Limited」に、アイボリー内装（本革仕様）を追加した（従来は「B4」のみメーカー装着オプション）。メーカー装着オプションのハーマン・カードンサウンドシステム＆SDナビゲーションは、Siri対応の音声認識機能「Siri Eyes Free（アイズフリー）」に対応。ステアリングスイッチの発話ボタンと音声入力による操作によって、運転中に視線を移動することなく、Siriを使ったサービスをより安全に利用ができる。「B4 Limited」に採用する「スタブレックス・ライド（STABLEX-Ride）」の減衰特性見直しによる乗り心地の向上や、ステアリングシステムの最適化による操舵感の向上を図った。
    - ボディカラーは、「ディープシーブルー・パール」に替わり「ダークブルー・パール」を新たに設定した。

  - 9月29日 - 運転支援システム「アイサイト」とレガシィ アウトバック／B4がそれぞれ「2015年度グッドデザイン賞」を受賞[50]。「アイサイト」は運転支援システムとして初の受賞となると同時に、「グッドデザイン賞特別賞候補（グッドデザイン・ベスト100）」にも選出されたことを発表。
- 2016年（平成28年）
  - 9月8日 - 一部改良（スバルは「改良」と表記）[51]。（10月1日発売）
    - 「アイサイト(ver.3)」に、車線中央維持機能を追加。併せて、アクティブレーンキープ機能の作動速度を従来の65km/h以上から60km/h以上に拡大した。また、新たにステアリングヒーターを標準装備した。
    - 同時に特別仕様車「LEGACY B4 SporVita（スポルヴィータ）」を限定発売[52]。受注期間は同年12月12日までとなり、300台限定。
      - 「B4 SporVita」は、2015年10月28日に発表された「WRX S4 SporVita」に続くイタリアの老舗革製品サプライヤーであるMALIO LEVI（マリオ・レヴィ）とのコラボレーションの第二弾。
      - 「B4 Limited」をベースに、MARIO LEVI製タンカラーの専用本革シート、コンソールリッド、ドアトリム、シフトブーツを採用。本革巻ステアリングホイール（高触感革タン/ブラック、ステアリングヒーター付）を特別装備するなど、内装もシートカラーと併せて随所にタンカラーを採用すると共に、シートとドアトリムにはステッチを波型に並べて立体感を出す「カーブキルト」を施すことで、独特の陰影と美しさを表現している。また、ピアノブラック調加飾（パワーウィンドゥスイッチ、ハザードスイッチ、前席センターエアベントグリル、後席シートヒータースイッチ、後席カップホルダー）、メッキリング付後席エアベントグリル、メッキリング付後席カップホルダーも採用している。
      - エクステリアでは、高艶ベロアメッキ付ブラックフロントグリル、高艶ベロアメッキ付ピアノブラック調フロントフォグランプカバー、高艶ベロアメッキリアガーニッシュ、サテンメッキドアミラー、18インチアルミホイール（ブラックハイラスター塗装）を特別装備としている。

  - 2017年（平成29年）
    - 2月3日 - 2017年シカゴオートショーに、2018年型「レガシィ」（米国仕様車）を出展すると発表[53]。
    - 9月4日 - 大幅改良モデルを発表[54]。（10月5日発売）
      - 運転支援システム「アイサイト」は新たに後退時自動ブレーキシステムを追加し、全車速追従機能付クルーズコントロールは車速域を0km/h～約120km/hに拡大した（従来0km/h～約100km/h）。また、「アドバンスドセイフティパッケージ」は、「アイサイトセイフティプラス」に改称。新機能として、フロント＆サイドビューモニター、ハイビーム照射時に対向車・先行車への眩惑を防ぐアダプティブドライビングビーム（これによりハイビームアシストは廃止）を追加している。その他の安全装備では、ステアリング連動ヘッドランプも新採用したほか、リヤビューカメラにステアリング連動ガイド線機能を追加している。
      - 走行性能では、サスペンションのチューニング変更や電動パワーステアリングの改良、ブレーキブースターの特性変更を実施した。またエンジンの部品軽量化、フリクション低減、エンジン制御の最適化、リニアトロニックチェーンのショートピッチ化などにより燃費と静粛性を向上させている。あわせて、リニアトロニックの再キックダウン制御を採用するとともに、マニュアルモードを6段変速から7段変速に進化させている。
      - エクステリアは、LEDハイ＆ロービームランプ・フロントグリル・フロントバンパー、リヤバンパー・フロントフォグカバー・18インチアルミホイール（「B4 Limited」のみ）・LEDサイドターンランプ付電動格納式リモコンカラードドアミラー（ターンインジケーター付）を新デザインに変更。また、LEDフロントフォグランプを新採用した。前後バンパーのデザイン変更に伴い、全長は5mm延長されている。ボディカラーは「ヴェネチアンレッド・パール（有料色）」に替わり、新色「クリムゾンレッド・パール（有料色）」を設定。また、「ラピスブルー・パール」を廃止し、全6色を設定した。
      - インテリアは、センターパネルのデザインを一新したほか、インストルメントパネルにダブルステッチを施した。また、小径化した新デザインの本革巻ステアリングホイール（ステアリングヒーター付）を採用。従来はディーラー装着オプションだったオーディオリモートコントロールスイッチをはじめ、オートドアロック・アンロック機能とUSB電源（リア2）を標準装備するとともに、各種操作系表示の視認性を向上させている。
- 2018年（平成30年）9月10日 - 改良モデルを発表[55]。（10月4日発売）
  - 運転支援システム「アイサイト」のプリクラッシュブレーキ制御を改良。アイサイトの認識対象が、車両と同一方向に進行する歩行者や自転車であった場合、減速制御の作動タイミングを早期化することで、衝突回避の可能性を向上させたほか、低速走行中、前方に障害物がある状態で誤ってアクセルを踏み込んだと判断した場合には、プリクラッシュブレーキを作動させることで、衝突回避をアシストする機能を追加した。また、その他の安全・快適装備として、オートビークルホールド、セキュリティフードアラームを新採用した。
  - ボディカラーは「ダークグレー・メタリック」に替わり、新色「マグネタイトグレー・メタリック」を設定、全6色とした。
- 2019年（令和元年）
  - 9月3日 - 一部改良モデルを発表[56]。（11月8日発売）
    - グレード体系が見直され、標準仕様の「B4」を廃止する替わりに、専用内外装を採用しつつ価格を抑えた新廉価グレード「B-SPORT」を追加。「Limited」にはブラウンレザーインテリアが追加設定された。

  - 9月 - 北米市場において7代目レガシィへの移行に伴い、6代目レガシィの販売終了。
- 2020年（令和2年）
  - 6月22日 - 日本国内向けの「B4」の受注を終了[5]。
  - 7月 - 日本国内におけるレガシィB4の販売終了[57]。日本国内向けのレガシィはクロスオーバーSUVの5代目アウトバックに統合された[1][2]。

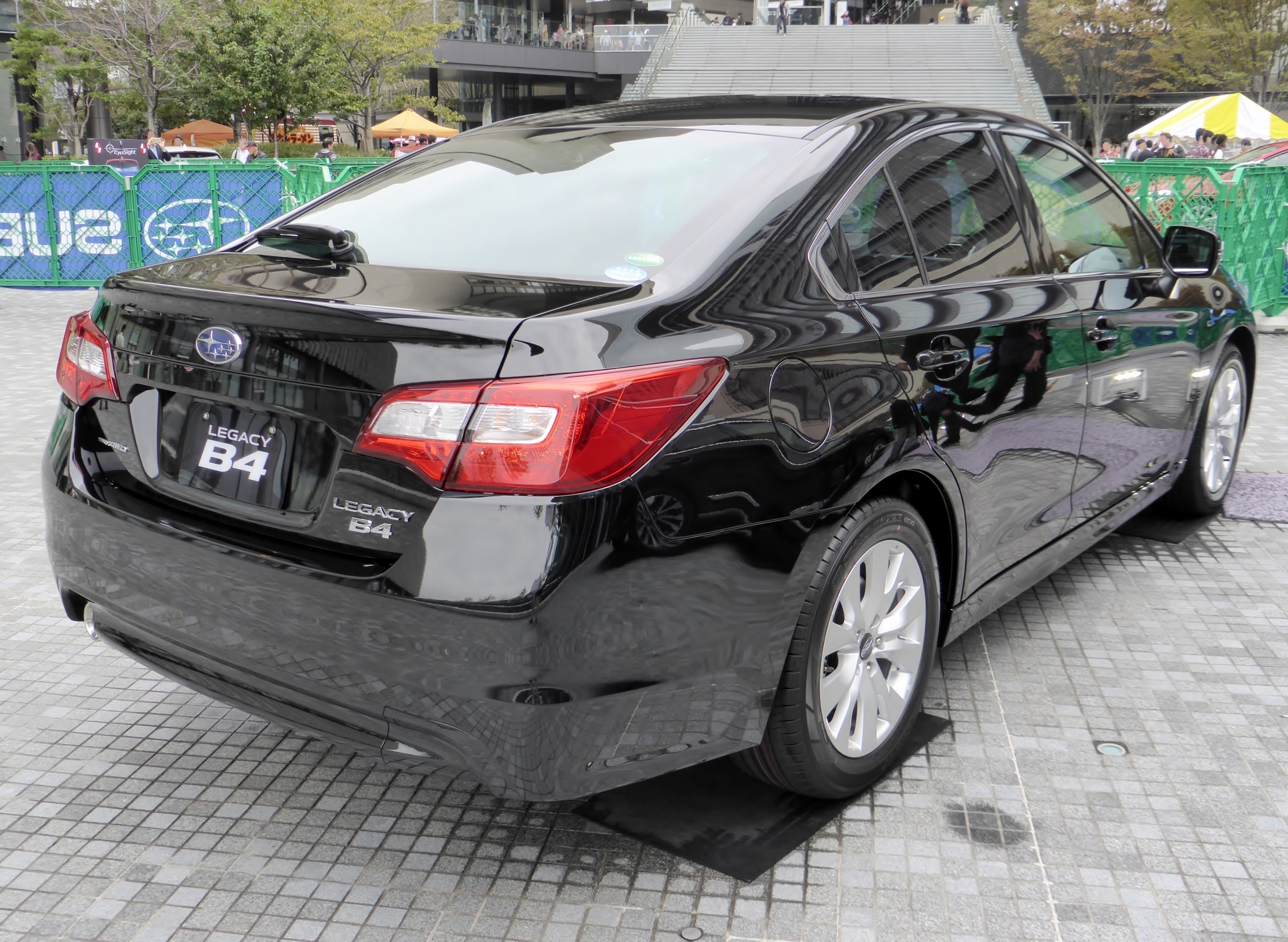
B4 リア
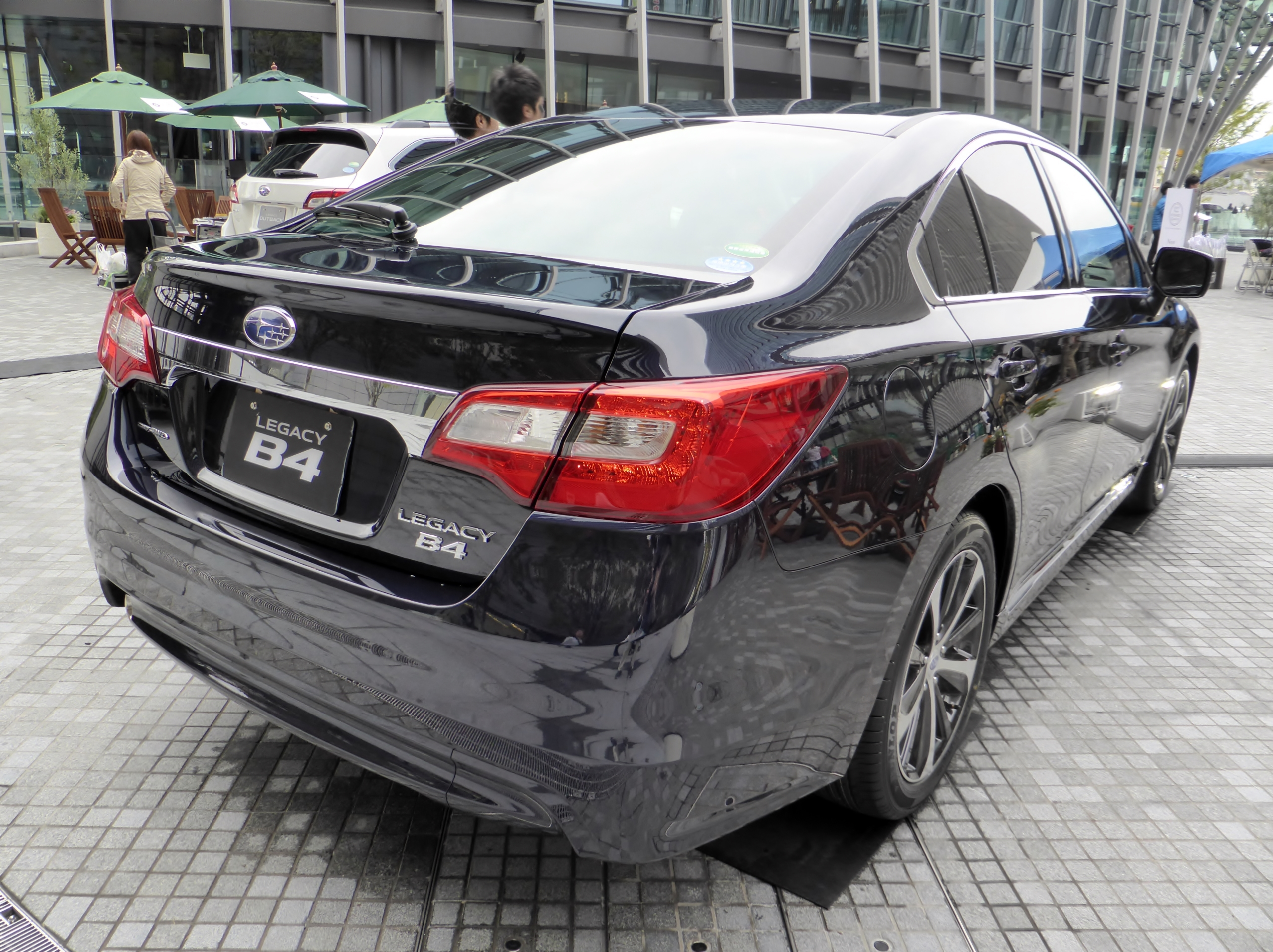
B4 リミテッド リア

## 7代目 BW系（北米仕様・2019年 - 2025年（予定））
2019年2月に発表され、同年秋から販売を開始した。日本を含む北米地域以外の市場では販売されない。
6代目と比べて全長が40 mm延長。他寸は同一値。スバルグローバルプラットフォーム（SGP）を採用し、エンジンは2.5リットル直噴FB25Dエンジンと2.4リットル直噴ターボFA24Fエンジンを採用した。
2024年4月23日、2025年春に生産終了を予定していることを明らかにした 。

## 生産工場

### 日本国内
- 日本（群馬県太田市・大泉町）

太田市（社内呼称：矢島工場　ボディプレス、溶接、ペイント、トリム）
邑楽郡大泉町（社内呼称：大泉工場　パワーユニット（エンジン・トランスミッション 加工・組立））

### 日本国外
- アメリカ合衆国インディアナ州

スバル・オブ・インディアナ・オートモーティブ・インク  (SIA)

## 車名の由来
- 「レガシィ（LEGACY）」とは、「大いなる伝承物」「後世に受け継がれてゆくもの」もしくは「遺産」の意味。
- オーストラリアのみ「LEGACY」という単語が戦争を想起させる[注釈 17]という理由から、現地名は「リバティ（LIBERTY）」となる。なお、同じオセアニア圏であるニュージーランドは他国同様にレガシィである。日産・リバティと現地名は無関係である。
- しばしば「レガシー」と誤記されることがある[注釈 18]が、正しくは、カタカナ表記は「レガシィ」である。

## モータースポーツ

### ラリー

#### 1990年
1988年4月、スバルはモータースポーツ活動によってブランドイメージ向上させることを目的にスバルテクニカインターナショナル（STi）設立し、1989年1月、最初の活動としてアメリカテキサス州・アリゾナ州でレガシィにより10万キロ走行速度記録の挑戦を行った。
STiは次のプログラムとして1990年からイギリスのプロドライブと提携し、WRCのグループAクラスでヨーロッパラウンドへの参戦を開始した。プロドライブは、グループB時代にポルシェ、MGのワークスチームとして活躍。グループA移行後はBMWワークスとして活動していたが、BMWが1989年限りでラリー活動を停止したため、1990年からスバルのワークス活動を担うことになった。ドライバーは永くランチアワークスで活躍していたマルク・アレンに決まった。ユハ・カンクネンのランチア移籍が決まり、自身の出場機会が減少すると考えたアレンから1989年9月にスバルにオファーが届いており、契約することになった。
1990年シーズン、プロドライブはアレンの1台エントリーで、アクロポリス、1000湖、サンレモ、RACの4イベントに参戦。他にサファリとニュージーランド、オーストラリアへはSTi（群馬チーム、或いは小関チームとも呼ばれた）からマシンが供給された。緒戦の第5戦・アクロポリスでリタイアに終わった後、2戦目の第8戦・1000湖でマルク・アレンが4位に入賞。アレンとフランソワ・シャトリオの2台体制で臨んだ第10戦・サンレモは
両車リタイアに終わり、シーズン最終戦のRACでアレンは第1レグの公園ステージをトップで終えたが第2レグでリタイアした。

#### 1991年

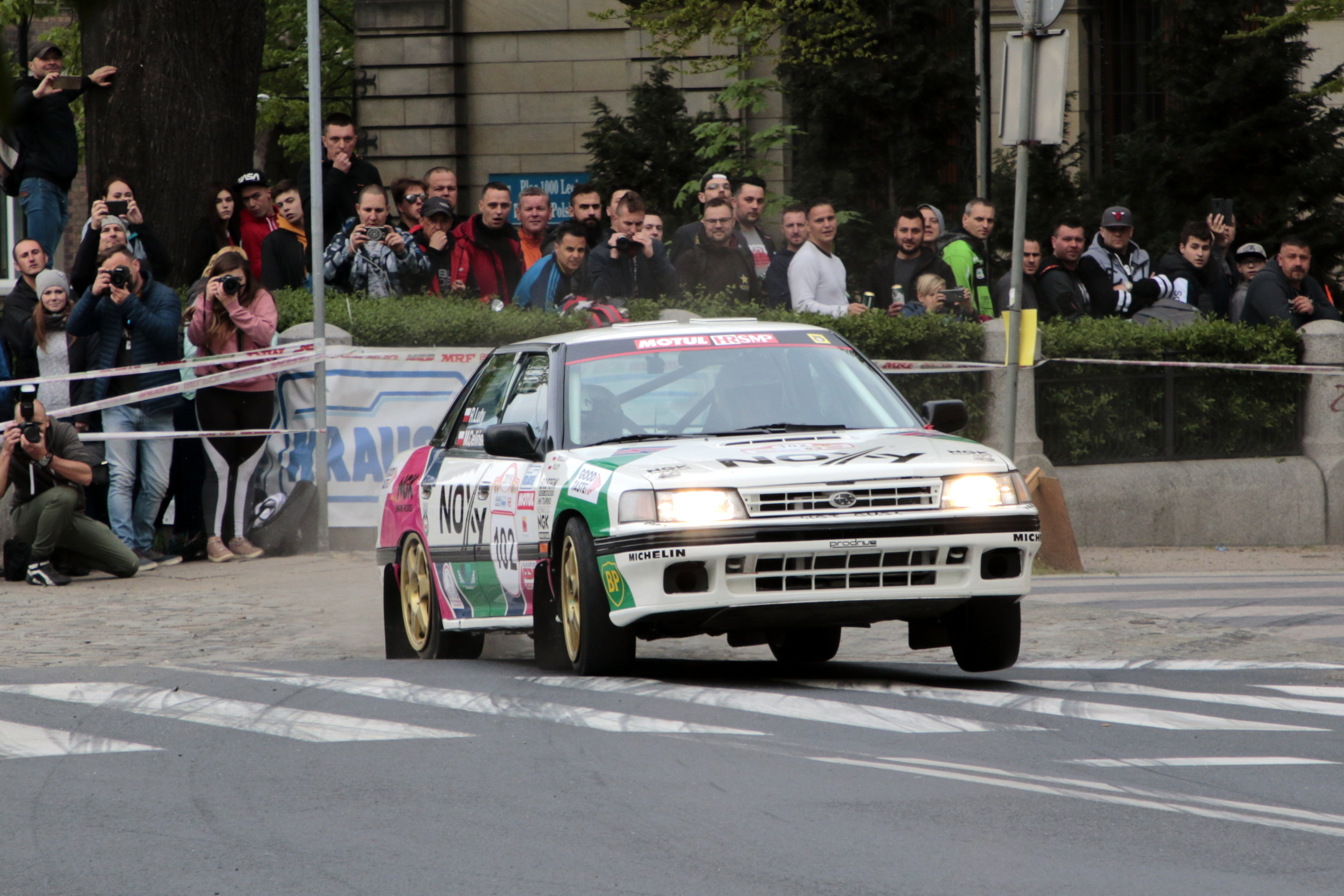
1991年ツール・ド・コルスからBPがスポンサーになり、新カラーリングで登場

1991年はアレンとフランソワ・シャトリオの2ドライバーで、ヨーロッパ中心のプログラムを組んでWRCに参戦し、スバルとしてシーズン初戦の第2戦・スウェディッシュでアレンが3位入賞しスバルとして初の表彰台を獲得した。
第3戦・ポルトガルをアレン5位、シャトリオ6位で終え、シャトリオの1台エントリーの第5戦・ツールド・コルスでは、小型ラジエーターを使用したブレーキ冷却システム装備したが、9位と振るわなかった。アレンのみ出場した第6戦・アクロポリスでは、第2レグで3位まで浮上も最終第4レグで転倒しリタイアに終わった。第9戦・1000湖ではSTiがフェーズ3と呼ばれるエンジン登場させた。パワーは向上したが耐久性に問題を抱えており、第1レグを首位で終えたが第3レグ・SS36でエンジンブローによりリタイア。その後の第10戦・オーストラリアでは、アレンが優勝したユハ・カンクネンから9分27秒遅れの4位でゴールした。
シーズン最終戦のRACからプロドライブ製エンジンが投入された。スバルは1990年のWRC本格参戦以来、シャシーはプロドライブ製だったが、エンジンはSTiの三鷹の研究所が開発を担当していた。しかし、アレンは度々エンジンのパワー不足を訴えており、1991、1992年のイギリスラリー選手権をレガシィで制していたコリン・マクレーも1993年のインタビューで「レガシィはコーナーに飛び込んで行くのがとてもイージーで、ある角度にすぐマシーンの方向を定められる」とシャシー性能の高さを評価する一方、「レガシィで問題になっていたのはエンジンパワーだけだった」と語るなど、エンジンは常にレガシィの弱点であった。このプロドライブ製エンジンのドライバー陣からの評価は高く、アレンは「このエンジンがシーズン初めからあったら何勝かできた」と語り、1992年の第7戦・ニュージーランドで初めてプロドライブ製エンジン搭載車をドライブしたポッサム・ボーンも「以前のクルマが下り勾配で走るより、コイツが登ってる時の方が速い」と絶賛した。
そのRACで、マクレーはニューエンジン搭載のレガシィで好走。第1レグを2位で終えると、第2レグで首位に浮上。結果的に第3レグで転倒しリタイアに終わるが、91年のRACはレガシィが初めてWRCを勝つ可能性を見せたレースとなった。

#### 1992年

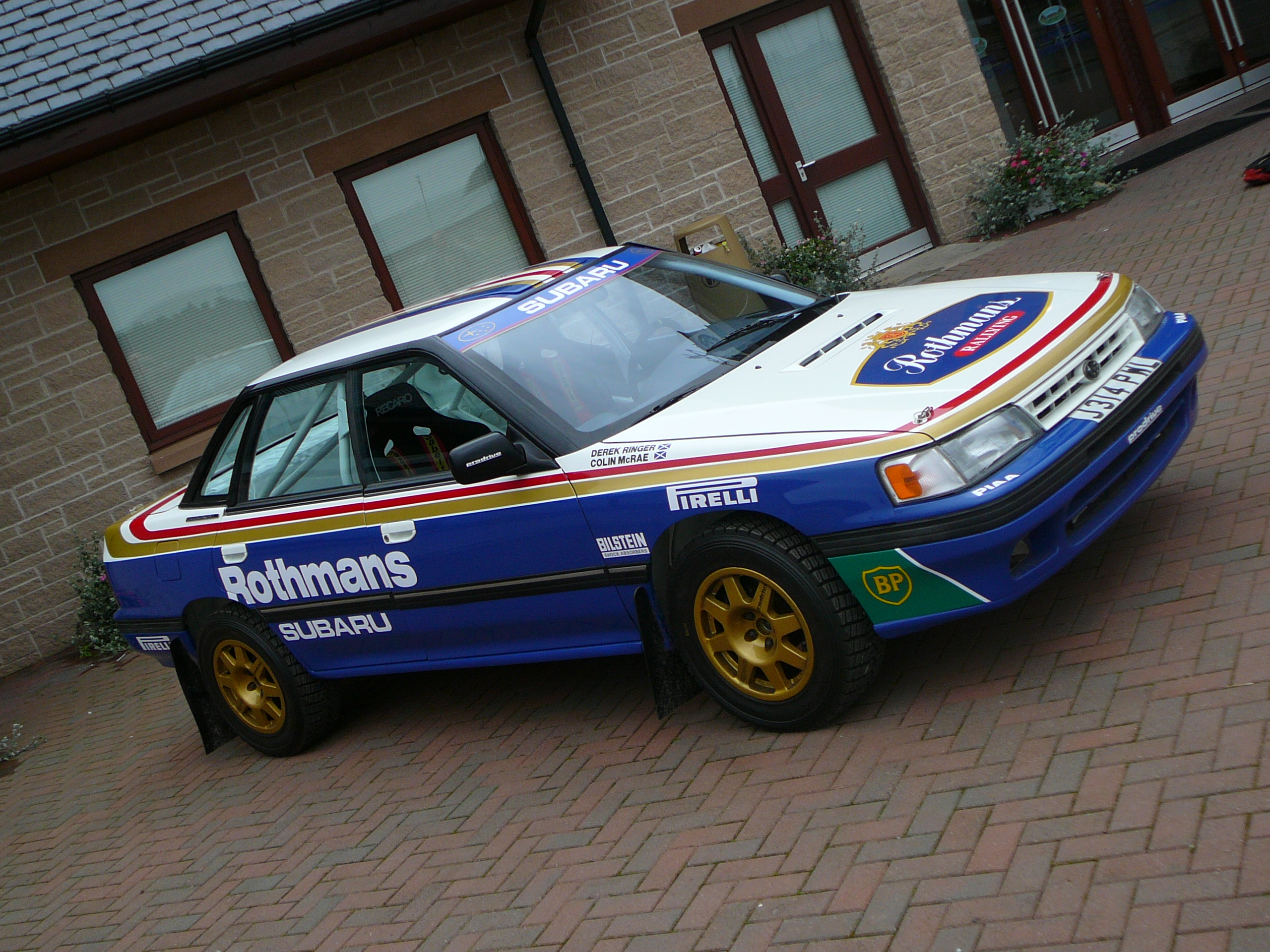
1991、1992年のRACとイギリス選手権に登場したロスマンズカラーのレガシィ

トヨタに移籍したアレンに代わり、1991年のRACでもスバルからエントリーしていたアリ・バタネンが加入。コリン・マクレーとの2台体制で1992年シーズンに臨んだ。
91年RACから戦闘力が向上したレガシィだが、エアリストリクター径を縮小する1992年からの新レギュレーションも追い風となり、マシン性能はランチア、トヨタと遜色のないものとなっていった。
始動戦の第2戦・スウェディッシュでマクレーが2位に入賞し、これまでの最高位を記録すると、第6戦・アクロポリスではマクレーがカンクネンの13SSに次ぐ11SSでベストタイムを記録し4位でゴールした。
第7戦・ニュージーランドでは、バタネンが第2レグ・SS10でトップに立つが、SS15でエンジントラブルでリタイアに終わった。バタネン4位、マクレーは8位に終わった第9戦・1000湖の後、第10戦・オーストラリアはバタネンの1カーエントリー。第1レグ2位、第2レグ3位と上位グループでレースを進めていたが第3レグ・SS20でリタイアした。ギヤボックストラブルが原因だった。
最終戦・RACでは、マクレーが2日目SS15でトップに立ち第2レグを首位で終えた。その後アクシデントで後退するが、最多8SSでベストタイムを記録し4位入賞。また堅実に走ったバタネンが2位でゴールした。1992年はマシンの戦闘力が向上し、毎戦のようにトップ争いに加わりながらも、それを結果に結びつけることが出来ないままシーズンを終えることになった。

#### 1993年

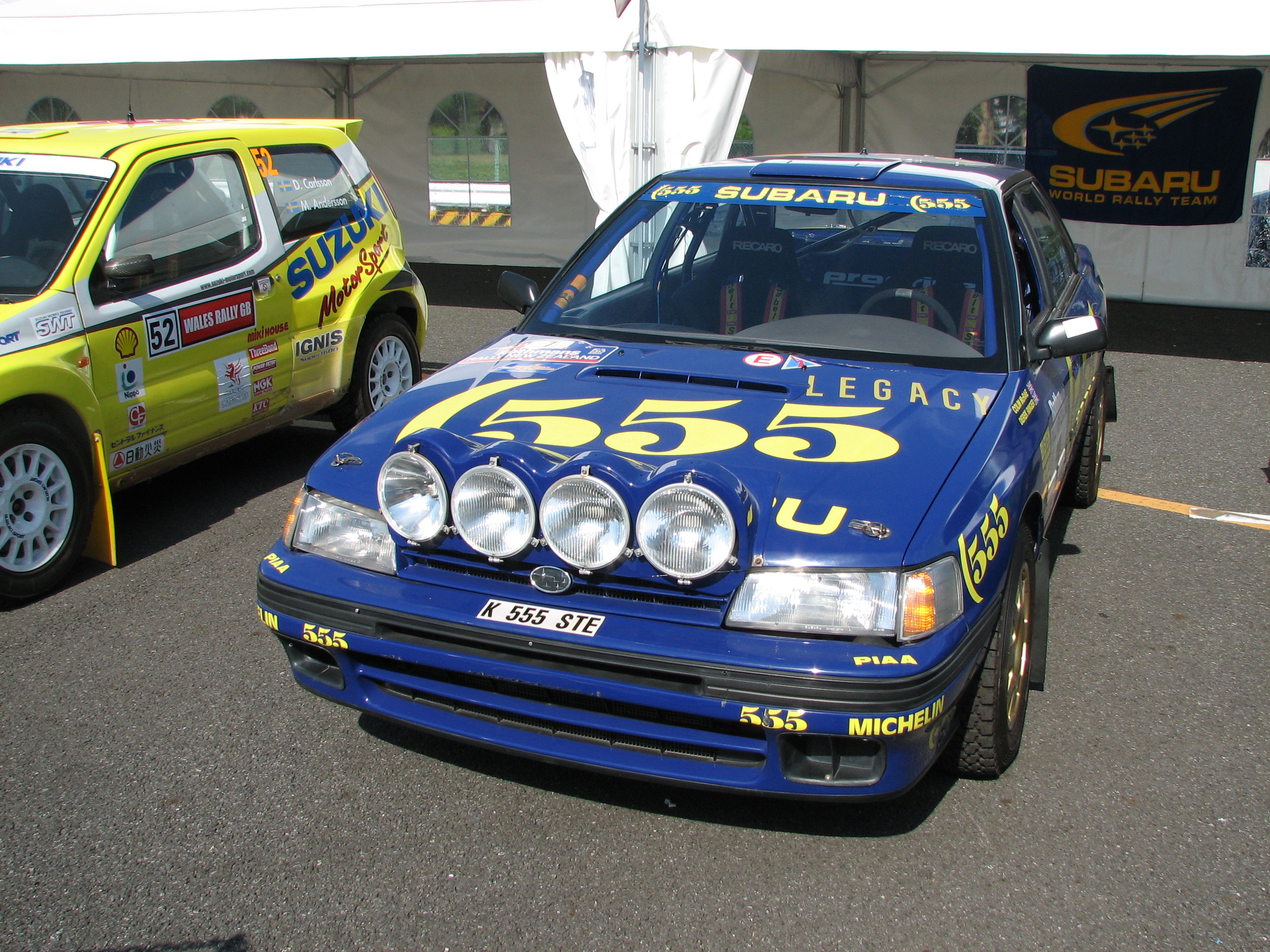
1993年のレガシィはBATの煙草ブランド、555の濃紺のカラーリングを纏った

1993年も引き続きバタネンとマクレーの2台体制で初優勝を目指した（ただしバタネンはパリ・ダカール・ラリーで負傷した影響でアクロポリスまで休養）。またメインスポンサーとしてブリティッシュ・アメリカン・タバコと契約。加えて円高の影響もあり年間予算が前年の3倍に増加した。
例年通りモンテカルロ・ラリーをパスして第2戦・スウェディッシュから始動し、マクレーが優勝争いの末3位でフィニッシュ。
続く第3戦・ポルトガルでは、第1レグのターマックステージでの出遅れを第２レグ以降のグラベル区間で挽回してマルク・アレンが4位、マクレーは7位でゴールした。第5戦・ツールド・コルスはマクレーの1台エントリーで5位で完走した。
93年シーズン初の（そして結果的にシーズン唯一の）5大ワークスが勢揃いした第6戦・アクロポリスの第1レグで、バタネンが11SS中8SSを制しトップに立ち、マクレーも2位に続いた。スバルはトヨタ・ランチア・フォード・三菱の4ワークスを圧倒して第1レグを終えた。しかし第2レグでバタネンは15メートルの崖から転落、マクレーは岩に激突して2台ともリタイアに終わった。バタネンは第１レグ終了後のインタビューで「車に関しては言うことはない。速い、壊れない、乗りやすい、これは私が望んでいたものさ」と語った。レガシィは参戦4年目でついに完成の域に達した。
第8戦・ニュージーランド、スバルは待望のWRC初優勝を達成した。バタネンは第1レグを首位で終えるも第2レグ・SS12モツでサスペンションを壊してリタイア。代わってマクレーが第3レグでトップに立つとフランソワ・デルクールを27秒差しのいでゴール。マクレーにとってもWRC初優勝だった。
第10戦・オーストラリアではマクレーがリタイアしたものの、バタネンが2位でゴール。プロドライブとしてレガシィ最後のレースを終えた。
またWRC以外でレガシィはポッサム・ボーンにより1993年のアジアパシフィックラリー選手権のドライバーズ・タイトルを獲得した他、イギリスラリー選手権で1991、1992年にコリン・マクレーが、1993年にはリチャード・バーンズがタイトルを獲得している。

### サーキット

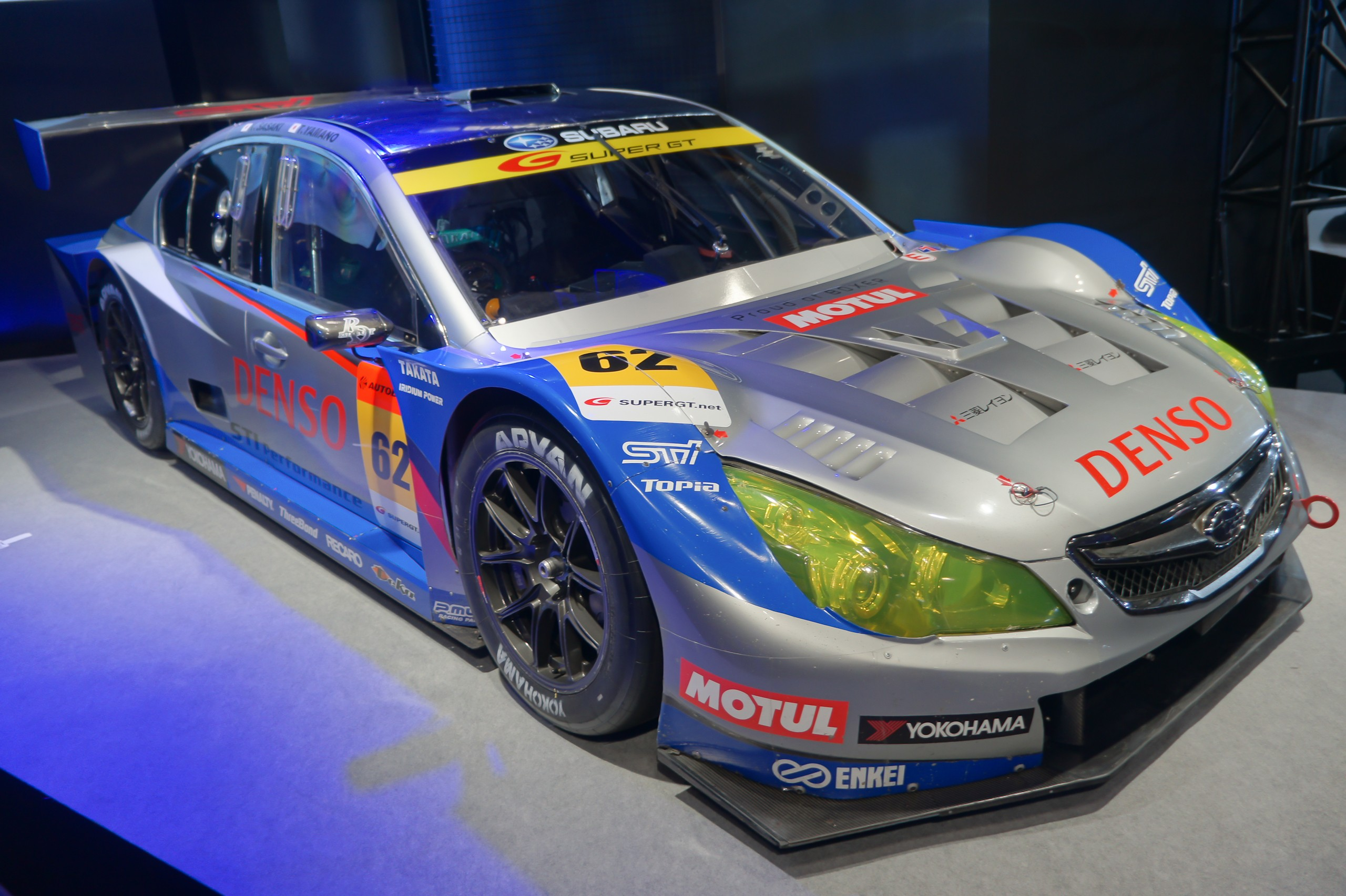
レガシィB4 GT300（2011年仕様）

2009年途中からSUPER GT GT300クラスに参戦しており、車両製作およびチーム運営はR&D SPORTが行っている。2009年は第6戦鈴鹿、第7戦富士、第9戦もてぎに参戦し、第7戦富士では完走した。
2010年は各種改良を施しフル参戦体制となる（第4戦セパンは不参加）。エンジンはWRC用をベースとしたEJ20 DOHC 16バルブのターボエンジンで、駆動方式が前年までの4WDからFRに改められている。第6戦鈴鹿でGT300クラス初優勝を飾る。
2011年はメインフレームの大改造が施され、ステアリングレスポンスやコーナリングスピードが向上しトラクションも増した。第5戦鈴鹿でGT300クラス優勝（夏の鈴鹿2連勝）、第7戦オートポリスでも優勝（ポールトゥウィン）して、シリーズ2勝を挙げた。最終戦ツインリンクもてぎはトップが見える位置まで順位を上げたが、ナットが緩むというトラブルによって3勝はならなかった。なお、この年がレガシィでの活躍の最後の年となり、2012年からはBRZで参戦することとなった。